# Fate/Grand Order角色列表
以下是《Fate/Grand Order》登場人物，Type-moon營運的其他遊戲如《Fate/Grand Order: Waltz in the Moonlight/LOSTROOM》、《Fate/Grand Order: Arcade》等多數角色也将繼承至此部作品中。

## 迦勒底
確保人類的時代能永遠存活下去，而秘密設立的研究機構「人理續存保障機構－迦勒底（Chaldea）」。於第二部序章劇情得知，總部位於南極大陸。經過第一個特異點後，迦勒底變成了獨立的時空間，同樣成了特異點一般的存在。
主角／藤丸立香（聲：島﨑信長（男性）、金田朋子（從漫畫了解FGO！電視節目）、關根明良（Fate/Grand Carnival））
動畫版名「藤丸立香」的男性主角。
遊戲中，以十名普通人之一的身份加入迦勒底，靈器屬性是中立・善，玩家可自由選擇性別。總監督奈須說可以把主角的外貌看成男性版的遠坂凛、女性版的衛宮士郎。
人理續存保障機關的御主候補人，原本只是心血來潮報名而偶然被錄用的普通人，對御主相關知識都不太了解，更對神秘有關的魔術一無所知。按照編號來稱呼「新人」或「48號」。
由於在會議上睡著而被踢出隊伍，但在迦勒底出現爆炸後趕回現場，與瑪修穿越到特異點F，並成為瑪修的御主。
由於其他47名候補人皆因爆炸事件生命垂危被奧爾嘉瑪麗下令全員冷凍保存，並成為唯一一个穿越特異點的御主。
為了糾正失控的人類歷史，而通過英靈召喚系統召喚從者，如今為了探索7個聖杯而在時空中旅行。
終結了蓋提亞的人理燒卻之後，受到魔術協會嘉獎，獲得晉升為「開位」的憑證。（實質上只是為了應付才給個稱號，魔術協會開位憑證是最下位）
瑪修·基利艾拉特／Shielder（Mash Kyrielight，聲：種田梨沙→高橋李依）
在人理續存保障機構與主人公相識，散發著不可思議氣場卻心地善良的少女。一直把主人公稱為「前輩」。
在迦勒底爆炸中受到重傷，在剛好被轉送到冬木前遇上失去御主的無名英靈，與無名從者融合成為新職階——「盾兵」（シールダー，Shielder），被稱作亞從者或半英靈（Demi Servant）。
其附身英靈的真名為圆桌骑士中最纯洁的骑士加拉哈德（蘭斯洛特與聖杯少女伊萊恩的兒子）。
瑪修其實是經過調整的試管嬰兒，身上也有諸多人工製的魔力迴路，跟人造人很相似。因為這些調整，上限壽命大約只有18歲，即大約只剩一年左右壽命。
寶具為等級D的對人寶具「假想寶具 擬似展開／人理之礎（仮想宝具 疑似展開/人理の礎）」。一直不知道憑依英靈真名而遵從本能展開的寶具，向前方展開強力的守護障壁。冠以迦勒底之名是由存在於瑪修心底的祈願「守望人類的未來」而來。
真名解放後是等級B+++的對惡寶具「已然遙遠的理想之城（いまは遙か理想の城）」。以白堊之城卡美洛的中心——圓桌騎士們所就座的圓桌作為盾牌的究極守護。
在第一部最終章時間神殿內與所羅門的真身蓋提亞交戰中為擋下蓋提亞「誕生之時已至 以此修正萬象」，肉體被蒸發消滅而死。這時得到芙芙的真身——靈長目殺手累積的魔力，得以復活甚至得到與普通人相同的壽命。
此外，瑪修也有在型月的其他作品中登场比如Melty Blood: TYPE LUMINA。
芙芙（Fou，聲：川澄綾子）
和瑪修一起與主人公相識的可愛動物。好像一直都在迦勒底裡自由自在散步的樣子。
原為關在樂園之塔的花之魔術師——梅林的使魔兼同居人——凱茜·帕魯格。
在第一部最終章揭露了其真正身份是靈長目殺手（Primate Murder），同時也是掌管『比較』之理的第四獸——Beast IV。
為了復活死在時間神殿的瑪修，不惜耗盡自身累積數百年的魔力，進行「命運的移轉」將瑪修復活，代價是從此失去獸的資格與知性，變成一隻普通的野獸。之後從紫苑口中證實牠像一台能自主學習的人工智能電腦一樣，正在逐步恢復知性。
由於過去牠被梅林從高塔上丟出阿瓦隆，因此十分痛恨梅林。還在第七章絕對魔獸戰線巴比倫尼亞中，給了梅林一個飛踢當見面禮。
奧爾嘉瑪麗·亞寧姆史菲亞／Unbeast（Olgamarie Animsphere，聲：豐口惠（廣播劇CD）、米澤圓（電視動畫））
設計者：武內崇。
魔術名門亚寧姆斯菲亞家出身，人理續存保障機構的所長。通過對未來的觀測結果，努力迴避2016年人類的滅亡時刻。與「埃爾梅洛的公主」萊妮絲相識。
與外表的強勢態度不同，內在其實缺乏自信，為了證明自己的價值而努力，在父親死後仍勉強維持著迦勒底。身為魔術師的能力相當完全，但因為沒有靈子轉移的適性而無法擔任御主，因此個性顯得有些歇斯底里。
接任所長時才發現心目中理想的父親所做的非人道實驗，因為過於震驚而厭食了一個月，才在幾乎精神崩潰的邊緣下接任職位。內心恐懼著在實驗中倖存的瑪修，認為她總有一天會向自己復仇。之後在羅曼的建議下讓瑪修成為迦勒底的員工，即便內心依舊害怕瑪修，依舊給予她在迦勒底內自由活動的權利。
第1部序章時被捲入中央管制室的人為爆炸，之前被轉送到冬木，並和主角一起執行特異點修正任務而行動。後來被確定在爆炸時肉體已毀，只有靈魂因轉移被送到冬木，因此無法回到原本的世界。最後和雷夫對峙時被雷夫拋入地球環境模型·迦勒底亞斯中，最後只能判定靈魂也死亡，所長之位由羅曼暫時接任。
實際上人體進入迦勒底亞斯內部後，會遭遇到什麼狀況還無人知曉，所以廣義來說是生死未卜,實際上在第五異聞帶下半被異星之神附身,並且前往第七異聞帶,根據大部分的考察說法,很有可能要佔據ORT的身體。
羅馬尼·阿基曼（Dr. Roman/Roman Archman，聲：鈴村健一）
人理續存保障機構的醫生。簡稱「Dr.羅曼（中国大陆称为罗曼医生）」，負責管理御主候補人們的健康狀態。
在第一部最終章揭露了其真正身份是聖經中古以色列之王所羅門王本人，為迦勒底最初召喚的英靈，為魔術師職階的英靈。御主為馬利斯比利·艾寧姆斯菲亞（初代所長，奧嘉瑪麗之父）。在聖杯戰爭獲勝後，許下了變成與所羅門王無關的普通人的願望，開始新的人生，但這並不是令他直接獲得肉體，而是放棄了自身的所有力量，成為了一個徹底的普通人。
諷刺的是，在千里眼瀕臨消失的一瞬間，看見人理燒卻的未來。轉生為羅曼醫生後的十年間，為了阻止人理燒卻從沒好好休息過。左手的中指配戴的是臨終前按照神的指示拋棄的第十枚「所羅門指環」。在聖杯戰爭之中，它被初代所長用作召喚自己的聖遺物，之後由自己一直配戴著。而與主角為敵的所羅門則是在其遺骸築巢的蓋提亞。
在瑪修被消滅後，突然出現在所羅門神殿，變回真面目與蓋提亞交戰。在兩人彼此聖遺物共存的情況下，發動第一寶具「訣別之時已至，以此捨棄世界」重創蓋提亞，但此舉也使得所羅門創造的所有一切都會失去價值。不是對生命的拋棄，而是拋棄了自己的一切存在——包括所羅門王的身體、生命、造物、功績、偉業，甚至是身為英靈的存在方式，最終從英靈座消失。最後將打倒蓋提亞的任務交付給藤丸立香後消逝。
列奥纳多·达·芬奇／Caster（Leonardo da Vinci，聲：坂本真綾）
技術開發部部長，文藝復興三傑之一，為CASTER職階的英靈。與所羅門一樣，為迦勒底最初召喚的三名英靈之一。
負責協助組織研究，在設施被毀滅後同時負責修復設施。而在羅曼消失後兼任迦勒底的代理所長。
本體是男性，但因為他一直在追求美麗的事物，而他心目中最美麗的事物就是蒙娜麗莎，因此回應召喚時用了些手段讓自己借用蒙娜麗莎的外觀現世。
第六章跟隨主角到達第六特異點，試圖犧牲自己對抗兰斯洛特的部隊，但是由於長相漂亮而被蘭斯洛特所救。
在第1.5部中担任代理所长。在第二部序中被言峰綺禮刺背而死，死後啟動事先備用的昵称为“达·芬奇Lily”的灵基「復活」，继续于第二部剧情中担任新任所长戈尔德鲁夫的技术顾问。
寶具為等級EX的對人、對軍寶具「萬能之人（万能の人）」。
夏洛克·福爾摩斯／Ruler（聲：水島大宙）
設計者：山中虎鉄。
柯南·道尔爵士所著《福尔摩斯系列》的主角兼名侦探，虽是虚拟人物但在F/GO世界观中则似乎是确有其人，并且具备超越小说描述的科学和魔术素养。是「侦探」概念的结晶，也可以是「贤者」或「阐明者」方面的英灵化身。懂得名为巴頓術的护身术（其中包含光炮）
第六特異點“卡美洛”中正式登场。在阿特拉斯院遭遇主角一行，並且通過情報得知主角一行人的事蹟，通過阿特拉斯院的機器向主角一行人提供包括魔術王的目的和附身於瑪修體內的從者的真名，對羅馬尼的真實身份產生質疑这些讯息；自称道自己的职阶曾为“魔术师”，但在实装后则揭晓为特殊职阶“裁定者”。
为了调查在第四特异点接触到的魔神柱导出的“大的陷阱”，灵基以单独的位移穿越了许多特异点，直到在亚种特异点I的最后阶段汇合为止，灵基被损耗殆尽。為了調查幻靈，與主角一行人分開。
於新宿幻靈事件的敗北影響下，以灵基修复为基础自願當迦勒底的安樂椅偵探。进入思考时常作两手指尖合十的著名动作。
為了預防迦勒底人員在拯救完人理後遭到不當的對待，其存在在達文西給予联合国和魔術協會的報告中隻字未提，作為外界不知道的伏兵潛伏著。在神秘軍隊入侵迦勒底時使用虛數潛航艇帶領主角一行人逃出迦勒底。于第二部剧情中则是重要配角，担任所长戈尔德鲁夫的经营顾问。在北欧异闻带，被齐格鲁德（蘇鲁特）称为“含有多余物质的混合物”，因为先前在阿特拉斯院接触过三赫尔墨斯，知道自己存在的紫苑看起来很坦然但用奇异的眼光看待他。
由於個性關係如果已經查明事實真相，基本不會跟大家講明白，因為覺得這樣比較有趣。
真正身份是異星之神迦勒底亞斯最初召喚的從者。為了確保蓋提亞製造的「人理燒卻」失敗被派遣到迦勒底，之後為了防止異星之神的操控而封印了自己的記憶。與年輕時的莫里亞蒂交戰後恢復了記憶，最後為了避免再度被異星之神操縱而選擇跳落萊辛巴赫瀑布自殺。
寶具是等級B的對人寶具/對界寶具－「這是常識，我的朋友（Elementary・My・Dear）」。
戈爾德魯夫·穆吉克（聲：伊丸岡篤）
第2部登場。29歳，單身，鍊金術士大家系穆吉克的嫡子，没落贵族，法政科出身（与某位前辈关系很好），用私财以一个完整的组织買下迦勒底，避免原机构被时钟塔分割七个部分。但要求职工大换血，成为迦勒底新任所長。
到達迦勒底後命令约40人的私设軍隊將迦勒底所有人全部拘捕軟禁，被達文西反駁後露出膽怯的一面，後解釋称要對迦勒底前員工進行審訊，因此被主角一行人反感。
在神秘軍隊入侵迦勒底時被圍攻，喊出“我還没有被任何人承認過啊”後被回想起前所長遭遇的主角一行人特意前往救出。
擁有把腐肉鍊成為霜降牛肉的能力，這是由於他在小時候被擔任自己家庭教師的人造人杜尔IV丟在雪地而練就而成的技能。对自己的驾驶技术有心得，曾经在自办的越野比赛里面获胜，被他人称作“宛若不死鸟的穆吉克”。
與奧爾嘉瑪麗相反，擁有優秀的靈子轉移適性。嘴上虽然总以考虑自己的地位和生命安全为优先，但還是一個優秀的指揮官，能勇於接納部下們正確的意見。在第二部第一章中證實為在《Fate/Apocrypha》出場的戈爾多·穆吉克的兒子。
金格尔·阿贝·穆尼尔（聲：地藏堂武大）
迦勒底基层技术人员。于亚种特异点II首次提及，于第二部序章正式登场且成为主要配角。在迦勒底时的工作是管制室的操作员和观众，在虚数潜航时负责观测，平常以通信器投影的形象联络主人公。特别喜欢德翁和阿斯托尔福这种中性的从者，对尼莫船长也感到兴趣。
馬里斯比利·亚尼姆斯菲亞（聲：野島健兒）
迦勒底的第一任所長，奧爾嘉瑪麗的父親，前英國的時鐘塔的天體科的君主。曾經過參加冬木市的聖杯戰爭，為Caster（所羅門王）的Master，並在聖杯戰爭中獲勝。
獲勝後，由於他不信任愛因茲貝倫的聖杯系統，對「實現一切願望」的說法感到質疑，因此他向聖杯許下了「獲得鉅富」的願望，之後他以這筆鉅額資金設立了人理續存保障機構「迦勒底」。
其真正的目的是把由「迦勒底」所創造的異星「迦勒底亞斯」擴散到整個宇宙。在一年前被戴比特持槍威脅在結束自己的生命與關閉迦勒底﹙因為關閉「迦勒底」等同於消滅異星「迦勒底亞斯」﹚之間二選一，結果他為了「迦勒底」繼續營運而選擇開槍自殺。
鹤小姐／克莱恩小姐／Caster（聲：水桥香织）
設計者：シャカＰ。
以民间故事《白鹤报恩》为原型的从者，女性，在2020年发布的节奏游戏《Fate/Grand Order: Waltz in the Moonlight/LOSTROOM》中作为旁白出现，之后在2021年4月以Caster职介正式登场。
在《Waltz in the Moonlight/LOSTROOM》中，鹤小姐驻守在“Moonlight”——一个貌似露天舞台、连接过去和未来的特异点，设计各种以从者为主题的服装。
彬彬有礼、待人亲切、勤劳肯干，对偶像有着浓厚的喜爱，东边有演唱会便兴高采烈地参加，西边有握手会就带着礼物急忙赶去。
宝具是等级EX的对人宝具－“天衣无缝·鹤恩惜别歌（てんいむほう・つるのえにしなみだのわかれ）”。
雷夫·雷諾爾·佛勞洛斯（Prof. Lev/Lev Linor Flauros，聲：杉田智和）
由於訪問人理續存保障機構而與主人公結識，一位坦率的青年。製造近未來觀測透鏡「示巴」的魔術師，被稱為「雷夫教授」。
為一位能力高超的魔術師。由於深受信賴，被委任管理迦勒底的重要工作，之後在迦勒底內部參與製造了一系列事件。
真身為「魔神柱」－ 佛勞洛斯。在「王」的授意下，以「人類處理/燒卻」名義來到各個時代並暗中活躍着。
在第二特異點中召喚出阿提拉後被阿提拉所斬殺。
在終局特異點再次出現，最終因蓋提亞的戰敗而消失。

### Crypter（原A队）
在《Fate/Grand Order》第二部《Cosmos in the Lostbelt》中登场的御主们。迦勒底和魔术协会唯一允许英灵召唤的特选队。聚集在迦勒底的御主中成绩上位者8名，A队的别名。主要女主角玛修・基列莱特本来也是属于这个部门的，但是Crypter这个名称是第一代所长马里斯比利・阿尼姆斯菲亚自己选出的，特别是在称呼除了玛修以外的7名时所起的名字。是一个隐藏着血脉和才能等与之相应特性的精英集团，也是一个彻底的实力主义者。
之所以是A队的名称，是在迦勒底的管理中成绩上位的小组按照A、B、C、D的名称依次分配。根据特异点F的描写，本来A队先行挑战灵子转移构筑了基础阵营，确保了安全之后，以B队为首下面是后续进入，或者是作为A队发生问题时的预备出动的计划。
在因雷夫炸弹爆炸事故的影响而陷入冷冻睡眠的候补生中，其中玛修·基利艾拉特的筐体报废，以濒死状态脱出。其余7人也正处于灵子转移途中，被爆炸席卷而身体沉入虚数空间仅意识还存在。由于睡眠状态尤其严重，其他40名候补御主在2017年内一个人一个人被解冻、治疗后移送，关于他们与联合国调查会一起预定的外部医疗队到达之前，苏醒手术一直处于延期。在筐体打开前，这些人均保持在无法真正死去的状态。
第2部序章，新所长戈尔德鲁夫·穆吉克等和调查会的成员终于到达了迦勒底。主人公和玛修，以及至今为止致力于人理修复的职员们被置于事实上的监视·软禁状态，在进行粗暴的审问的同时，原本应该成为Master的A队们的冻结解除也借助达芬奇的手进行。但是解除冻结后，打开各自的筐体，A队全员都不见了踪影。对无法想象的事态强烈动摇的大家。同时，一伙不明身份的人袭击迦勒底，眨眼之间就把迦勒底击溃。……虽然牺牲了一半以上的人，但仍在逃亡的主人公们抬头看向外面，眼前出现了来历不明的巨大七束光照射在位于冰天雪地上的情景。与此同时，传来了自称是基尔什塔利亚·沃戴姆的通信。以往的人理“泛人类史”被冻结，用最出色的“异闻帶指导者”之手宣布要改变这个行星。
这样，A队的成员们将作为争夺谁将成为最优秀的异闻帶领袖的“Crypter”，成为阻挡在主人公面前的新敌人，成为第二部主要剧情的开始。
实际上，全员在爆炸事故中已经死亡，被称为“异星之神”的存在以超越次元的通信手段挖掘出来的形式复活后，因为从冻结中的筐体中排出，所以解冻后的筐体就是空的。据说接受了复苏处理的他们，回过神来发现在人理被冻结后的白纸化的地球上。并且，被赋予了由异星之神带来的「空想树」在被白纸化的地球上以固定的形式复苏的“本来就是修剪现象的历史=异闻带”，为了使之在地球上扎根、成长，在超过泛人类史的人理的强度之前一直在暗中活动，共持续了三个月。其目的是“让人类与神共存的世界复活”。
另外，異星之神稱呼Crypter為『隐匿者』。就这样，他们各自负责的异闻带成长扩大，以互相冲突的形式展开对决。构筑更强有力的人理的异闻带以其他异闻带为养分决定胜负，最后剩下的一个完全涂抹泛人类史，以取代新的历史为最终目标。并且可以互相争斗的只有这异闻带之间的冲突，除此之外的抗争是绝对不允許的。具体而言，不能干涉其他Crypter所负责的异闻带。虽然不是禁止个人接触，但这是违反规则的行为，并不值得表扬。
负责地区的统治实际是和统治者——各自不同异闻带的“王”一起进行的，但是最终使这个世界发展起来的是Crypter的作用。因此，作为异闻带的指导者，需要成为与异闻带之王并肩的存在。在异闻带之王判断为不可能共存的情况下，优先培育异闻带·空想树来打倒王（如卡多克），也有和迦勒底阵营共同战斗的人（如佩佩隆奇诺），只要遵循上述的目的就没有問題。
另外，Crypter和彼此所负责的异闻带“领土”相关的英灵签订了契约。虽说是领土，但也并非完全是从异闻带而来的，本来是把异闻带的记录塞进了属于泛人类史的从者身上（如卡多克召唤的阿納斯塔西婭），变成了与异闻带存在相同的思考方式，或是夺取了泛人类史的从者的灵基而召唤出来的（如奥菲莉娅召唤的Saber），所以由来于原地区有。另外，“御主与从者”的关系也与泛人类史相同。
和通常的Master们一样持有令咒，但他们还拥有名为大令咒（天狼星）之谜的特权。
发挥远超过以往的令咒的效果，达到了“构筑不同世界”、“改写新世界”等标准外的水平。但是这个代价是Crypter自身的生命。大令咒对带着它的“异星之神”来说是重要的资源，拥有它的同时还能确保被淘汰的Crypter。只要有这个，Crypter的生命就不只是属于自己的，他的灵魂将通过大令咒为“异星之神”所利用，并被榨取。
另外，根据“印度異聞帶”的内容，根据不同场合，会有“异星巫女”出現一旁觀看，从佩佩隆奇诺的言行来看，会被监视自己的动向。因此，Crypter们不能表现出不符合“异星之神”意图的活动。
准确地说，异星之神原定义的Crypter只有基尔什塔利亚一个人，而作为保证其生存权的也只有他一个人。但是其他的成员也只是没有直接管理生命，如果明白了对异星之神的敌对行动的话，属下的Alter Ego也会试着进行处理。
每个Crypter都配置CV和担当主要登场章节CM旁白。与签约的从者战斗时会使用令咒和支援魔术，使用时会播放声音。顺带一提，在Fate/GO五周年纪念播放CM中，全体换上宴会搭配各自从者配色礼服形象出席了。
 成员
| 姓名                    | 角色设计       | 从者                                     | 担当异闻带                                                     | 异闻带之王                    | 简介 | 异闻带与泛人类史分歧点(深度) | 空想树名字&状态                        |
| ----------------------- | -------------- | ---------------------------------------- | -------------------------------------------------------------- | ----------------------------- | --- | ---------------------------- | -------------------------------------- |
| 基尔什塔利亚·沃戴姆     | こやまひろかず | Lancer・ 凯妮斯                          | 以大西洋为中心，由神之手将繁荣推向理想乡的希腊                 | 宙斯（Ancient Deity / Ruler） | 出身于延续1000年的名门世家沃戴姆家族，是马里斯比利的弟子。不惜付出巨大的代价也要拯救同伴的人格者。综合能力是A队最高的魔术师。拥有比奥尔加玛丽更适合安阿尼姆斯菲亚的能力，拥有在一场对决中击破神灵的破格能力。负责的召唤职介是Lancer。                                                                                      | B.C.12000 (A++)              | 麥哲倫，已藉此降臨異星神               |
| 奥菲莉娅·法姆索罗涅     | La-na          | Saber・ 齐格鲁德                         | 延续着神与巨人的时代，被冰雪与火焰覆盖的北欧                   | 斯卡哈・斯卡蒂（Caster）      | 出身于降灵科，是一个正直、有良知的才女。拥有惊异的魔眼并接受眼带的封印。她醉心于基尔什塔利亚的才华和人品，就像他的独臂。因为有很强的目的意识，所以对自己的事情近乎不关心。对Servant的人种也有讲究，负责的召唤职介希望Saber。                                                                                               | A.D.1570 (B+)                | 索姆伯雷洛，被史爾特爾強行侵蝕         |
| 卡多克·泽姆露普斯       | 荒野           | Caster・ 阿纳斯塔西娅                    | 被恐怖政治支配的零下100度左右的俄罗斯                          | 伊凡雷帝（Rider）             | 虽然灵子适应性很高，但作为魔术师却是平凡的青年。因此作为魔术师需要的东西能处理，但自我评价低、自虐，经常被对他人的嫉妒所折磨。另一方面，与从者构筑坚固的信赖关系的人性和敌人也有共同的目的的情况下，保持着毫不犹豫地共同战斗的冷静。因为魔力量少，避开了战斗用宝具持有者，所以担当的召唤职介希望成为Caster。               | A.D.1570?(D)                 | 歐羅奇，被凍結並碎裂                   |
| 芥雏子                  | toi8           | Saber・ 兰陵王                           | 统一世界实现长生不老的皇帝统治的中国                           | 始皇帝（Ruler）               | 植物科出身。根据登记信息，原是迦勒底的技术人员，但被看穿了其的才能而被提升为Master。是一个态度冷淡冷淡的女人，在例行会议上不管是说话还是听的时候都一只手拿着书。虽然对总有一天会到来的Crypter之间的星球霸权之争漠不关心，但对于自己的异闻带之王，她似乎很辛苦，连铁面都崩溃了。出于本人强烈的希望，担当的召唤职介是Rider。 | B.C.210(E)                   | 馬亞爾，與虞美人融合                   |
| 斯堪的纳維亞·佩佩隆奇諾 | pako           | Archer・ 马嘶                            | 绝对神的裁量决定万物的生杀予夺的印度                           | 阿周那alter（Berserker）      | 国籍不明，名字也十之八九是假名的神秘人物。在旅行中被马里斯比利发掘的自由魔术师。是很会照顾人的女性系的人物，不论是现在还是以前都是成员的气氛制造者和保护者的存在。他对佛教和印度神话有着浓厚的兴趣，渴望印度出身的英灵。负责的传唤职介是Archer。                                                                           | 11900?.?.(A)                 | 螺旋，被蘆屋道満啟動                   |
| 貝里尔·伽特             | 佐佐木少年     | Ruler實裝後為Berserker・ 摩根            | 被风、土、生命、歌和雨所喜爱的理想乡，有许多妖精居住的黄昏之岛 | 摩根勒菲（Berserker）         | 有着黑帮风格的直率男人。就那样的态度，以快乐为目的高兴地重复行凶的危险人物。原本是以“狼人”而闻名的恶名昭著的杀人魔，玛修和达芬奇都对他缄口不言。植物科的魔术师，虽然不是很有名的家世，历史本身被认为是一个非常古老的家族。担当的传唤职介用消去法是Assassin或者是某额外职介。                                               | B.C.12000(EX)                | 西佛，已被砍伐                         |
| 戴比特·泽姆·沃依德      | 高桥庆太郎     | Berserker・ 冠位berserker 特斯卡特利波卡 | 拥有广阔的地下冥界胎，巨兽们阔步的黄金树海                     | 庫庫爾坎（Foreigner）         | 达芬奇承认他是个异常者的同時，也是天才。被逐出传承科的时候被第一任所長发掘。性格保守的独狼，有必要时会做最低限度的协调，但不想被谁理解，也不会去理解谁。和负责召唤的职介的Berserker也没有沟通的意思。拥有从一个抽象的单词中也能猜中具体状况的直觉，有与基尔什塔利亚不同矢量的破格能力。                                    | B.C.300,000,000(A++)         | 類星體，被ORT吞食後成為「ORT Xibalba」 |

另外，根据佩佩所说有心怀理想、遭受迫害、具有叛逆精神、生错地方、丧失人性之人。可以说是“没有善良的人，一群自我中心的麻烦孩子聚集一起组成的队伍”、“有必要的话，也取外道异星之神之手”。 认为和原A队友好相处是白费力气，因为Crypter是群孤立者的集团。在迦勒底崩溃的时刻，主人公和他们的命运可以说是分不开的，对方也提到了那件事（其中芥雏子并不是人类另当别论，她一开始不站在任何人那方）。

不过，如果在人理烧却前，彼此的立场和大致前进的道路是相同的情况下，情况似乎多少有些不同，达芬奇曾对主人公说:“有一半是和你合得来的人。” 凭借现在大致明确的7个人的身份，加上当时达芬奇的观点，应该是佩佩隆奇诺和奥菲利娅，其次是基尔什塔利亚和卡多克。

在FAMI通的采访中，因可以單獨通过人理修复的人物有基尔什塔利亚、戴比特，所以这两个人不仅拥有实力，而且拥有完成人理修复的精神。但是，关于修复后的第二部的展开被证实说在作为Crypter的时刻不能取胜。再者，基尔什塔利亚在成员复活时作为代价从异星之神那里接受的“足以停止世界数秒的痛苦战斗”，在模拟上进行了作为主人公追寻的人理修复之旅已说明。转移到苏生对象成员的内部世界，成为与那个成员的2人旅行，不过，在那里的结果（如上述的采访那样）基尔什塔利亚以外中途脱落，是一个人成为终点的结果（回想中只有戴比特没有登场）。

若隐匿者间互打的话，佩佩隆奇诺、基尔什塔利亚、戴比特这三人基本上势均力敌，谁会胜出只是相性问题。

截止第5章结束，事实上Crypter所有人都与异星之神阵营决裂，奥菲利娅和基尔什塔利亚死亡，卡多克被半强制性地送回迦勒底，芥雏子被召喚到迦勒底，贝里尔叛变到第六异闻带，佩佩为了报复独自出走。戴比特仍然没有任何消息和动向， “Crypter”这个阵营完全崩溃了。

在「竹帚日记」中，也公布了第5章将迎来“隐匿者篇”的结尾，从第6章开始会有一些方向性不同的展开。

其他：他们在会议圆桌上的位置将基尔什利塔利亚设定为12点的位置，顺时针依次为:佩佩隆奇诺→芥雏子→贝里尔→大卫→卡多克→奥菲利娅。

关于令咒的设计，从其构图可以大致分为以下几种：线对称：卡多克、芥雏子、佩佩；点对称：基尔什塔利亚、奥菲莉娅；不对称：贝里尔，戴比特。
基尔什塔利亞·沃戴姆（聲：齐藤壮马）　设计者：こやまひろかず
身高：187公分，體重：74公斤
出身地：英國，特技：占星術、天體魔術、高速吟唱
喜歡的東西：散步、擊劍、烘培
討厭的東西：事前調查不足而引發的失敗、厚重的衣服、酒類
迦勒底48名御主候補中的A隊七人之首，阿尼姆斯菲亚家掌权的時鐘塔十二學科之一天體科的主席，大西洋異聞帶的指導者，隐匿者的领袖。异闻带王是希腊神话里的众神之王雷神宙斯。
凭藉自己是一名人类对方不会一开始使出全力的战术但施展的天体魔术震惊宙斯后两人开始缔结盟友，而且守护人类方面彼此都站在同一阵线，也能理解宙斯为此篡改其餘十二机神（旗舰）做法。
外观金色长散发，中性脸孔的穿白色厚实西装外套，手执天球装饰手杖贵族青年。担负着地球白纸化的重任，否定泛人类史的魔术师。与被认为是异星之神的存在接触，宣告要取回众神的时代，自身即最后的人类并向宣告泛人类史终结和各异闻带指导者相互竞争该星球主导权。对于2017年为止的人类来说是最大的背叛者，但是其理念与目的对人类有利且是重大的转机，这一点也无法否定。
他虽然自信但不傲慢，虽然冷静但不冷血。虽然有着沉着冷静，冷酷贵族家的名门子弟的“完美主义”印象，但是个会柔和地接待他人，不会对他人大肆动用权力的青年。
名門中的名門沃戴姆家的第13代年輕當家，家世和魔術迴路都有著以千年為單位的歷史。有着「时钟塔至宝」的绰号天才中的天才、“天生的王圣”，据传他比起奥尔加玛丽被视作时钟塔天体科次世代的「君主(Lord)」、「真正的后继人」的马里斯比利的大弟子，但他本人拒绝继承。
地球白纸化以前，他的魔术系统是归属于天体科，“虽然是天才，但终究是纸上谈兵，不能成为实际利益。”这虽然没有被视为是危险，然而在白纸化地球中，空想却变成了现实。其结果，确立了以人类之躯却凌驾于从者之上的魔术大系。
获得各科君主承认的魔术才能，自身水平足以建立时钟塔第十三学科，尤其得意擅长的是「空间构筑」。构筑魔术回路转换成空间本身的事情处理本来就是高层的魔术，加上他负责异闻带——希腊的宇宙观与天体魔术理论的相性更好，越是接近魔术的根源，宇宙充满了以太是足以行使“理想魔术”。通过天体排列的魔术回路转换行使“冠位指定/人理保障天球(Grand Order/アニマ・アニムスフィア)”。換句話說，整個宇宙都是他的魔術迴路，以此召唤小陨石轰炸甚至连众神也能被诛杀。可以说是拥有人类中最大的魔术回路的魔术师，行使力量甚至凌驾于异闻带之王之上。迦勒底一行人曾经差点因此赶尽杀绝。
在魔术方面有着被称为“至宝”、“规格外”、“人外”的才能，但绝对不是吝啬自己生命的。被异星神救助免死的时候，本来只向自己询问救命的，其他的A队人员也要求复活，作为那个代价的巨大的痛苦也一个人承担着。另外，他在后者死后也尊敬马里斯比利，这次的计划也是继承他的意志之一“占星术理论（纸上理论）”为行动原理。会占星术预知短暂未来后制定采取行动计划。
拿破仑从奥菲莉娅听说的人物形象中评价说“(他)可以引导她，但(他)不能拯救她。”佩佩隆奇诺判断说“基尔什利塔利亚和异星之神的最终目标不同。”在大西洋异闻带的序章会议结束后，曾经怀疑所谓异星神降临的实质以及展示自身有着推翻异闻带王宙斯的决心。
預定召喚的職階為Lancer，从魔术师综合实力来看，他排名第一。使役的三名神灵级從者，包括Lancer凱妮絲（泛人类史）、Saber狄俄斯库里（异闻带版）、泛人类史的阿特拉斯（希腊神话中被雷神宙斯惩罚支撑天空的泰坦神族撑天巨人）。
在“大西洋异闻带”章节，以秘密频道通信联络海上的奥德修斯商量对策，特意嘱咐不要让凯尼斯知道和出手。凯妮斯战败以后，与手下狄俄斯库里兄妹一同通过空间跳跃现身顺利带走凯尼斯，基尔什塔利亚亲自留下迎战主人公一行，获得压倒性胜利。就在差点终结迦勒底一伙时，“迦勒底的人”出面为之协商放过一次机会，最后基尔什塔利亚答应同意未释放第二发前离去。至于凯妮斯，被双子羞辱后扔进海里，被基尔什塔利亚使用令咒救助（通过背景响起令咒的声音暗示），“奥林帕斯”章节被发现漂流进入奥林帕斯，被登陆后的戈尔德鲁夫为首的迦勒底发现和治疗伤势。
根据希臘异闻带的內容，A队时代的基尔什塔利亚是大令咒的管理负责人（接受了异闻带之后就没有进行管理）。也就是说，他们“从A队时代=迦勒底时代开始就拥有大令咒”。马里斯比利说:“大令咒具有颠覆世界的力量，正因为有了它，才有了它的力量。”令咒变得更强，能生成比术者的能力更强的魔力，但其本质本身并没有公开说明。但只有告诉基尔什利塔利亚他真正的目的是“以防万一，用这个拯救世界”。
在大西洋异闻带的最后阶段，为了超越异星之神，守护地球和创造新的人理，基尔什塔利亚的计划在成功之前因为贝里尔的背叛而瓦解。
卡多克·泽姆露普斯（聲：赤羽根健治）　设计者：荒野
身高：174公分，體重：57公斤
出身地：波蘭，特技：對獸魔術、蹤跡消除、野外技能
喜歡的東西：現代音樂（主要是搖滾），討厭的東西：才華洋溢的魔術師，一生苦手的存在：皇女安娜塔西亞
迦勒底48名御主候補中的A隊七人之一，俄羅斯異聞帶的指導者。异闻带的王是沙皇俄国的初代沙皇伊凡雷帝。
雖然是平凡的魔術師，但是靈子轉移的適性很高因此被提拔到A队，境遇和藤丸立香很像的银发、金瞳瘦身板青年。几乎没有时间睡觉，因此眼睛下方有深色的黑眼圈。
由于出身于历史较短（顶多200年）的普通魔术师系家族，而且本人也是才能一般，在时钟塔时期有着受折磨的过去，所以对“才华”有着很强的自卑感。但是因此本身采取刁钻周到，不疏忽大意地以重视“效率”的行动，为弥补才能上差距而努力的样子，在其他的章节中也被他人刮目相看，令基尔什塔利亚重新评价为“平凡而有资质”的人。
会浮現溫柔微笑並照顧周圍的人感受，同時稍稍有些自虐、容易陷入悲觀，本人也很在意这一点。由於魔力量少，预定刻意召喚回避消耗魔力不劇烈的Caster。
於俄羅斯异闻带 永久凍土帝國安娜塔西亞-獸國的皇女中登場，使役的从者名为Caster安娜塔西亞，操控冰的罗曼诺夫王朝末代皇女，身边携带着这俄罗斯本土妖精寄宿的玩偶Viy。外观银长发的冰山少女，但性格被拉斯普京评价是爱恶作剧的。
在序章中，受到伊凡雷帝命令“迦勒底是异闻带的敌人”带着皇女和杀戮骑兵突袭和冻结迦勒底本部的最初的刺客，主人公残余人员不得不潜入虚数空间。因为这份“缘”，俄罗斯异闻带成为迦勒底Storm Boder上浮以后第一个不得不迎接对手。在俄罗斯异闻带中，被雷帝在背后威胁，让空想树成功扎根变成障碍，所以实行将阿纳斯塔西亚安排到异闻带王身边的计划，在这个过程中利用主人公。如策划进行一样，主人公在讨伐雷帝后，质问他是否有决心舍弃所有异闻带，但在达芬奇的鞭策鼓励下，主人公振作起来，最终被击败。一度被带到Shadow Border上当俘虏。由于手铐被冻僵（安娜塔西亞留下最后的痕迹）逃跑时被追上但拉斯普京出现受委托假装表面杀死夺回，后投靠基尔什塔利亚所在的大西洋异闻带，之后一直待在奥林帕斯。在“大西洋异闻带”章节的A队会议上，被佩佩发现卡多克有桃花运，打算套取卡多克和安娜塔西亞之间的“机密”情报，但本人避而不谈。
奧菲莉娅·法姆索羅涅（聲：種崎敦美）　设计者：La-na
身高：166公分，體重：48公斤
出身地：德國，特技：降靈術、召喚術、魔眼和做點心
喜歡的東西：奶酪蛋糕、瑞士莲巧克力、基尔什塔利亞，討厭的東西：星期日
迦勒底48名御主候補中的A隊七人之一，北歐異聞帶的指導者。北欧异闻带的王是斯卡哈·斯卡蒂。
曾隶属时钟塔降靈科的奇才少女，外號「現代的女武神」。擁有「宝石」等级的魔眼——“迁延之魔眼”的持有者，右眼戴著眼罩的身姿在迦勒底非常顯眼。她对基尔什塔利亚宣誓效忠，并作为其部下行动。她努力成为一名冷澈和理性兼具的秘书，但却没能完全隐藏住自己善良的本性。
和其他成员不同，表面上看她是盲目地从属基尔什塔利亚，无论在什么情况下（包括临终时），都只想着满足他的期待，体现高度的忠诚心。被贝里尔评价为“复活后有很大的变化”。另一方面，在剧情中命令齐格鲁德“不要杀了玛修”或“只要杀了从者就可以了”揭示“本质是善良的性格并没有完全隐藏起来的淑女”（来自戈尔德鲁夫评价）。讨厌她表现过于一板一眼的神灵凯妮斯眼中是“舍弃不了自己女性部分的可悲之人”。被高扬斯卡雅以性格相似方面，单方面当成A队里友好的女性朋友，在一旁看着北欧发展时评价是“无意识的加害者。在自己没有意识到的情况下就把一切都毁了，可怜的受害者（替罪羊）”、“你的毁灭愿望值得一看”。
母亲是古诺斯语族系的血统。另外，他的父亲是瓦格纳（创作《尼伯龙根的指环》歌剧的德国艺术家）的粉丝，与北欧神话有着很深的渊源，因此自身很高兴能够在不依靠迦勒底提供圣遗物的召唤術式在北欧异闻带里召唤传说中有名的西格鲁德。家族的夙愿是找到第六架空元素——恶魔。讨厌的东西是“星期天”。因为这一天她需要和父母共处一室，表面上对双亲都很敬爱没有怨恨，但是与他们聚在一起奥菲莉娅的精神感到异常压迫感（星期天的“诅咒”）。客观上以魔术师的高度来说奥菲莉娅是成功的，加上稀有的魔眼这一能力，回应了纯正魔术师的父母的期待和栽培。但过于认真地的少女接受了不变的宿命，压抑着自己的心在无意识之间过载折磨着自己的精神，于是厌恶无法踏出一步逃离，单纯接受父母愿望的自己，一直到现在等待、呼唤救出回应自己的愿望的人出现。
她从在A队时期，就十分在意玛修。第一次和她对话是在A队开会后与同队的佩佩三人，发出邀请相约围着饭桌吃饭。因为自身渴望着理解者，把自己和一直在迦勒底本部看著窗户的玛修重叠在了一起于是奥菲莉娅想和她成为朋友，想要建立信赖关系。甚至在异闻带与迦勒底战斗时，命令Saber不要伤害玛修。她再看到玛修时说“你已经有了这样的眼睛。非常耀眼很漂亮”、还有“和以前相比，你变得坚强到让人吃惊的程度”以及临终前“比我看到的更加美丽的成长起来，我非常开心”她对于玛修经历人理修复以后的样子衷心感到高兴。北欧异闻带事件末尾，两人开始交心将拯救世界的事情托付给他们。对于主人公，虽然在本篇几乎没有接触点，但是决定和迦勒底等人共同战斗的时候，询问了名字被称为“我们重要的后辈”。在印度异闻带，玛修和一直关心奥菲莉娅的佩佩篝火夜谈时二人重提了奥菲利娅，佩佩震惊“能谈恋爱话题的奥菲莉娅不是很强吗”。在第二章中，佩佩也看出了奥菲莉娅的疲劳向她说“就算不化妆也要涂粉底”、“在沃代姆面前想让大家看到你正经一面吧？”。从基尔什塔利亚听说了卡多克掉队的事情，从一开始就预料到他难以维持俄罗斯异闻带但还是反省着“不要责备卡多克”。对贝里尔的评价非常不好，讨厌“快乐杀人犯”、“作为人来说是可耻的罪犯”，曾向基尔什塔利亚进言不要相信这个男人比较好。
面对北欧异闻带之王斯卡哈・斯卡蒂，作为Crypter在她手下表现非常勤奋能干，被女王视为自己的子民被宠爱着还在冰之宫殿内赐予一间专属的房间。在剧情里提及曾经与女武神三台原型，一起联手封印了北欧异闻带的第三柱女神——人理召唤来的泛人类史的布伦希尔德在“炎之馆”，即使这样也没有下杀手因为深知自己无法成为她那样的人、本能的畏惧她那种“爱”生存方式，因此也不会满足于投影传说的女武神的那种自我陶醉。另一方面，即使是敌人也绝对不允许杀人的女王的方针和不把神还是生命当做回事的战斗机器Saber的相性很差，奥菲莉娅为中介费了很大的劲。与基尔什塔利亚通信时，也被鼓励着做好与之抗衡引导北欧异闻带的最后彼此竞争的准备。通过将空想树与之连接着并利用其魔术把树完全隐藏着身型，培育过程出现“空想树的种子”的目击报告。后来史尔特尔完全复活，想把后者重新当作异闻带之王而切断与之联系。
被自己工作结束正在北欧度假的高扬斯卡雅突然出现在奥菲莉娅的房间里，虽然佩戴着防御精神控制的护符但被前者指出这不是说明自己的那方面的薄弱，强调重复这里已经是“永恒的星期三”不是她过去的心灵创伤“星期天”。后来高扬斯卡雅又以两人在认真态度、班长气质工作第一又一本正经、有洁癖方面、习惯性去爱很相似应当是很好的女性朋友，虽然拒绝着但又被指出她现在的状况正是隐忍过度、被称为“没有一个朋友，没有经历过别人帮助过的人”。最终奥菲莉娅显示出强烈的愤怒将其赶出去了。炎火巨人史尔特尔完全复活以后，选择留下看完奥菲莉娅最后下场再离开。
魔眼的等級是寶石，属于未来视，能看到所有东西（生物或非生物）的“可能性”。拥有固定可能性的限定事像「遷延」能力。通过消耗魔力，把那看到一次的可能性“钉住”并固定、延迟表达的能力。使用时用德语咏唱“事象·瞄准固定（シュフェンアウフ）。我不视其闪耀的光芒”（lch will es niemals glǎnzen sehen.）。实际操作中就是能够将不利于的可能性的发生推迟的能力，因为应该发生的事象变得沒有发生，从别人看来好像是“时间的操作”或“事象的卷回”。在剧情中，曾经干涉了玛修外骨骼的“可能性”，反而使其能量下降以及中止了布伦希尔德的“原初卢恩·大神刻印”激发，从而没有了强化本身（反过来还留下了灵核开始崩溃代价）。弱点是的是不能干涉离自己太远的可能性（如雷夫教授引发的实验爆炸），和成为魔眼的对象的人不能存在“其他可能性的自己”这样“固定精神”一样不能干涉可能性。关于后一种破解方法，至少已经明确表示如果不是“发狂的半神”程度是不可能的（剧情里布伦希尔德和打算脱离西格鲁德躯壳的史尔特尔破解过）。除了上述能力之外，她的魔眼在故事中还充当引发了事故召唤——比英灵更强大的神灵（史尔特尔）的“异物”触媒，以及无法长期维持单独显现/行动的在现世作为契约从者要石的作用。
預定召喚的從者職階為Saber。對契約的從者似乎在人種上有所執著。她将与自己签订契约的从者称为「骑士」，但那些英灵是否真的为骑士尚未可知。显示了对其实力的自信。
於北歐异闻带-無間冰焰世紀諸神黃昏-不滅之炎的好漢中登場，使役的從者名為Saber齐格魯德，屠龙者、魔剑使、北欧传说中著名的大英雄，曾经留下屠杀因为欲望引发“恶龙现象”的法夫纳的著名事迹。外观是带着面具、眼镜（被称为“诸神的睿智”结晶）的铠甲骑士，佩戴着数把短剑以及挥舞着魔剑Gram，拥有惊人的力量。在第二章开始即在虚数空间逼近突袭虚数潜航艇，进入装甲车内不仅逼得戈尔德鲁夫自愿交出虚数罗盘“Paper Moon”，还砍伤了福尔摩斯的以太体。会使用布伦希尔德教授的大神奥丁发明“原初的卢恩”的魔术，如“死之卢恩”。与《Fate/Apocrypha》中黑之Saber是同一不同侧面的存在，两人并列北欧最强。虽然表面上对奥菲莉娅忠心耿耿，形影不离，但他并没有完全控制冷静而具有攻击性，尽管奥菲莉娅叮嘱“别杀玛修，千万别杀！”，但他还是对所有被视为敌人的英灵、半英灵都加以攻击。归根到底，齐格鲁德的肉体从召唤时灵基被其他的存在所占据，奥菲莉娅害怕以烧尽世界为目的的那个存在的暴走。同一时间，奥菲莉娅被从人理侧召唤的Archer拿破仑从者，突然地一见钟情当做未婚妻追求。虽然奥菲莉娅无视他，但是拿破仑认为“不回答就是YES”追上来。虽然觉得这很郁闷毫无道理，但实际上拿破仑来到此地是听到了她呼唤“救命”的心声而被召唤出来的。察觉被史尔特尔抓住灵魂融合一半的处于危机时，她看见了拿破仑实现“展示给她看很厉害的东西”（奥菲莉娅自己并不太在意）的约定——不仅传达了彩虹的光芒打穿了史尔特尔的头部，还把从史尔特尔诅咒洗脑不能自主思考的她解放出来，然后与众人一起讨伐打算烧毁这个星球的大敌。篇节末回忆补充因为奥菲莉娅认为拿破仑是個有妻子的人，所以拒绝他的结婚请求。
在雷夫冷冻实验被破坏遇害，处境束手无策只能坦然接受死亡的时候，通过魔眼目击了异星之神和基尔什塔利亚的交涉的全过程——明明知道只是自己复活就会付出沉重的代价，却还平等地向异星神提出条件自己以外的人（包括由奥菲莉娅等6人组成的A队）复活的事。结果而言基尔什塔利亚为了救其他队友的性命而接受了6次足以停止世界数秒的痛苦，所以崇拜他，自此发誓对他宣示忠诚。但由于过于强烈的目的意识加上史尔特尔的“诅咒”令身体产生不适，阻碍了正常思考。另外，她对基尔什塔利亚确实怀有恋慕之心。因为经历纯粹魔术师的英才教育和过于认真的性格，虽然她否认说“魔术师不可能恋爱”但直到临终前被玛修指出，才意识到那是爱情。在基尔什塔利亚方面也高度评价她，说她是“单论在战斗力上远远超过我的优等生”，正因为她“身抱火焰，却能冷静如冰，严于律己”，才把麻烦的北欧异闻带交给了她。在北歐异闻带剧情中间，特意让凯妮斯捎来讯息宣示即将和她所在的北欧异闻带展开最后决战。在中國异闻带續漲开始的定期会议上，得知了北欧异闻带的发生经过后在会议间隙自问“奥菲莉娅。在妳看来，我是伟大的人物吗?”他对奥菲莉娅发誓说:“那么，我们就来回应(妳的期待)吧。”
另外同样在冷冻实验遇害濒死的时候通过魔眼偶然接触史尔特尔。被利用了这个缘，召唤齐格鲁德的时候北欧异闻带的史尔特尔进入，被劫持了灵基，奥菲莉娅第一时间用一划令咒禁止其自刎封印在齐格鲁德的外壳中。这以后对奥菲莉娅一见钟情并十分执着于她。后来抓到齐格鲁德被贯穿魂得以解放的机会，让奥菲莉娅搭在它的肩上，向她展现它最强、最自豪的“炎之剑”——即完成烧却星球的愿望给她看。这时候的奥菲莉娅精神/灵魂已经受到它的控制，于是尝试把失控它重新当新的异闻带王向着空想树连接满足它。通过召唤/落下北欧异闻带巨大的虚伪的太阳——火之国穆斯贝尔海姆的身体，并进一步吞食了空想树恢复以前打败过巨狼芬里尔获得的另半边蓝色冰焰身躯——即操控“冰焰”力量，别说是异闻带了，就连世界破坏结局（通过被它抢走的虚数罗盘Paper moon）、魔术王所罗门曾经重现的人理烧却都有可能发生。据它所说，它具有巨人和龙族血统吸收空想树能量再过不久它就会长出龙的双翼，也就是发生“恶龙现象”等待那个时候，烧毁一切生命还有未来就不是空想，类似于北欧神话灾难诸神黄昏里黑龙尼德霍格毁灭尘世一样。
多亏拿破仑牺牲自己灵基的炮击，奥菲莉娅解除了洗脑决定帮助主人公和斯卡蒂等人。为了回应对自己的失败的始末，以及承认自己是基尔什塔利亚值得活下去的期待，破坏了作为召唤史尔特尔的要石——自己的魔眼，切断了契约从者关系。无论是多么强大的存在，既然是从者，从御主那里被分离出来的就会弱化。此外，向还残留着契约的齐格鲁德传达撕裂火焰的愿望的同时，还使用了大令咒（Sirius light）。强化了的齐格鲁德和施加卢恩幻术——让史尔特尔看到以为自己施加“死之卢恩”杀死了主人公的布伦希尔德，一起切下了史尔特尔的双腕，通过消耗了自己灵核完全消灭了它。
奥菲莉娅由于魔眼被破坏而受重伤结果来看从魔眼流出了血，但是造成她决定性死因的大令咒原本是为了“拯救世界”而存在的（马里斯比利所长这样向A队队长解释）。大令咒是能够发挥使用者自身能力以上的特殊令咒（卡多克和佩佩也就是因为这个原因异闻带被攻破后可以被继续允许在基尔什塔利亚身边、异星使徒手上活命），代价是以使用者的生命交换。最后，奥菲莉娅的身体被送到迦勒底救护室不过就连原初卢恩魔术和任何治愈灵药、礼装也无法挽回其性命，陷入了不长的状态。濒死的奥菲莉娅在奄奄一息的意识中，和玛修敞开心扉告诉她一直想和她成为朋友、还有意识到原来对基尔什塔利亚的感觉是恋爱，在最后再次提到拿破仑虽然下次出现可能不记得她，还是想对他说声谢谢“你的彩虹很漂亮”，才静静地咽下了气。死后被迦勒底一行人埋葬在北欧异闻带。
芥雛子（聲：伊瀨茉莉也）　设计者：toi8
身高：160公分，體重：49公斤
出身地：日本，特技：歷史學（研究的年代和地域有偏重的傾向）、草藥學、野獸馴服
喜歡的東西：讀書、遊山玩水（淡季），討厭的東西：吵鬧的氣氛、人群、別人對自己的調查
迦勒底48名御主候補中的A隊七人之一，中國異聞帶的指導者。异闻带王是中国秦朝的皇帝秦始皇。
特征黑发粗双马尾，黑框眼镜的文静少女。出身於時鐘塔以魔女學著称的植物科的女魔术师，后作为独立学者被迦勒底招揽成为迦勒底的技術人員，不过因為才能被马里斯比利發現而成為御主候補。
她自身倒是一個只要終日讀書就很幸福的女性，但是，她身上确实散发着一种奇妙氛围。尽管她冷漠不易亲近，但其实并非坏人。以沉稳的书虫形象示人的她，并不想与他人产生任何瓜葛。甚至在与其他隐匿者相处时，她也都会保持微妙的距离。原本是个贵人（具有品格，接受了高级教育的人）因此重视礼节，喜爱秩序的命运。執拗抗拒著一直不願意接受羅曼尼的體檢。手上持有名为《狗语学习書》，致敬了现实出版的《猫语学习書》。
她与担心雷夫灵子转移实验是否成功的马里斯比利进行交易，被邀请作为雷夫教授的被实验体。“芥雏子”的这一身份是为了属于迦勒底而伪装的，与他人无关。
真正身份是“西楚霸王”項羽的戀人虞美人，實際年齡已有數千歲，是所有A隊成員年齡最大的一位。以“这次一定要活到最后”的心态经营着异闻带，会上报告说自己所属异闻带不适合扩张领域，与其他异闻带竞争完全不敢兴趣和积极。由于这里的异闻带王是一个探求心和支配欲的怪物，非同小可又放荡不羁，为取回异闻带项羽自愿成为始皇帝的手下向迦勒底一伙主动进攻但多次失败，且屡次使用令咒。在这之前出让自身身体让其研究出“仙人体”，经历人体实验般的痛苦，被基尔什塔利亚提到就连无精打采、铁面的形象也打破，並发出叹息。在令咒用完后被收监时，通过吸食的兰陵王的灵基，恢复“虞姬”的真面目。
在魔術世界稱為真祖、真人精灵种的人型吸血種。因为原本就是与人类敌对关系的“真祖”，加上在过去人类令到她和心爱的项羽不能在一起，打从心里地厌恶人类，放话不可能成为抑止力的走狗以帮助泛人类史一侧。
在虞姬出现后始皇帝把项羽赏赐送回，曾经打算二人就此隐居但还想着与迦勒底一伙做个了结。项羽被主人公击败后，情绪激动打算与扶桑树（空想树）融合试图破坏异闻带，最终被击败。后听说始皇帝的建议，把其对项羽的“真实”纪录在英灵座后便有機会与项羽一同被召喚重逢，虽没有正面回应还是选择回归英灵座上等待召唤。在游戏中，可以作为Assassin职阶从者入手。因为是以肉身（活着）状态上座，所以保留之前与迦勒底相处时的记忆。在通关中国异闻带之后在「德川回天迷宫大奥」活动中被编入大奥的一部分，与项羽、兰陵王一起作为从者被传唤。
出于她本人的强烈期望下，預定召喚Rider職階的從者，但在中國异闻带使役的從者卻是Saber。后来根据幕间剧情得知，自身没有成为御主的适性，在迦勒底填报的所有资料（曾是时钟塔植物科、出生地、特技）都是虚假數據，由马里斯比利所捏造。
於中國异闻带-人智統合真國SIN-紅之月下美人中登場，使役的從者名為Saber蘭陵王。中国历史上南北朝时期北齐的有名将军高长恭，以战场上带着面具上阵杀敌指挥闻名，以《兰陵王入阵曲》作为宝具。生前是黑长发，由于被昏君赐毒酒死后是一头白短发紫瞳，具有“魔性之貌”EX程度的美青年。生前认识身为精灵种的虞姬，因缘被召唤缔结主从。本人了解虞姬的真实性情并且自愿牺牲自己让虞姬找回项羽。
斯堪的纳維亞·佩佩隆奇諾（聲：河西健吾）　设计者：pako
身高：188公分，體重：75公斤
出身地：不明，特技：戀愛占卜、修驗道、幹臟活
喜歡的東西：積極的思考、命運的白馬王子、勸架，討厭的東西：消極的思考、烏鴉、減肥
國籍與真名不明。順帶一提他的名字的「ペペロンチーノ」意思是「香蒜辣椒義大利麵」。本名、年龄、人种均不明的谜之人物。
迦勒底48名御主候補中的A隊七人之一，印度異聞帶的指導者。异闻带王是「神之阿周那」（阿周那〔Alter〕）。
粉紫色盘发，体格优美苗条的男性，跨性别者。和馬里斯比利在旅途中結識以丰富的战斗经验被看中，被其邀請的自由魔術師（以指导者和监察身份加入的A队）。拥有女性般的感性，本人也尽情的享受着这一点。格言是不论何事都要快乐、和睦、圆滑地对待。第一人称是我（私）。
直爽幽默，總是講笑話緩和A隊的氣氛，在火药味十足的Crypter们的会议中，是一位能缓和气氛的氛围调节者。在A隊中是（表面上）最年長的，爱照顾人和替人取外号，赢得其他秘匿者们的信赖。喜爱恋爱话题，注重仪容化妆保持年轻，喜欢吃玛修做的烤香蕉并在会上炫耀之。在A队时与玛修、奥菲利娅私下交情好。看人感觉很敏感和准确，进入迦勒底时就发现芥雏子不是人类也沒對此感到特別訝異。善于打听，就连无口的芥雏子也会合上书本倾听说话。很照顾同为隐匿者的卡多克和奥菲利娅，在奥菲莉娅逝去以后首位献上花吊唁之。被戴比特关心的话会感到高兴，在“奥林帕斯異聞帶”时本以为会因喪失印度异闻带被基尔什塔利亚处分却被原谅，之后被呼叫真名感到意外，邀请他如果他哪里受苦记得向他请求帮助。被基尔什塔利亚评价是整个A队中拥有最优秀的观察力的人。在官方漫画提及在A队时期，曾经就贝里尔提出彼此“拉拢”了同队成员一事两人暗自较量过。
給人的感覺像是生錯年代的男人，把自己定义为闲人角色。似乎有着不断被“命运”背叛的过去，一旦自己的来历被问起，他的脸就会变得阴沉。因为“漏尽通”能够得知自己命运结果和几时抵达尽头，因此对自己态度冷淡却对待他人温柔。
在“印度异闻带”剧情中对印度异闻带之王“神之阿周那”所治理世界的方式感到厌恶，但也僅僅是一旁看着。在某个讨厌的阴阳师到来之后，助长了这个情况時内心想着“无论如何这个异闻带只好灭亡了”。后来被神之阿周那视为不需要之物，不但失去从者马嘶还被追杀，一直逃亡直至遇到迦勒底一行人。以后强调了自己“只是一名手无缚鸡之力的魔术师”，就以俘虏身份登上迦勒底虚数潜航舰一起遵守着合力打倒“神之阿周那”为止的约定在印度异闻带同行。与曾经是A队的玛修多才交流，被后者亲切地称呼“佩佩先生/小姐”。在船上时透露，自身及他人成为“秘匿者”只不过是出于生存的选择。在打倒了“神之阿周那”后恢复了敌对关系，对决输给了主人公后，凭借高扬斯卡雅的能力逃亡到大西洋异闻带。在之后的会议毫不避讳自己的失败经历，被同伴评价施与迦勒底的恩才是真正的猛毒。
預定召喚的從者是Archer。雖然他長得有點像意大利系的容貌，但很了解佛教。當然，也很熟悉印度神話，喜歡数次反复毀滅的神話觀。
使用魔术是修验道，习得修验道“六神通”：神足通、天眼通、他人通、漏尽通、他心通、漏尽他心通。使用神通的力量准确看出魔兽的要害并一击必杀。擅长隐藏气息和魔术扭曲空间的优秀体术，数百公里的长距离移动不容易累（神足通效果）。被芦屋道满看穿是“轮回转生的仿造品”。
真名為「妙漣寺鴉郎(ミョウレンジ アロウ)」，實際為存活上千年的日本人，A組中年齡僅次於芥雛子。出身神道教的东洋魔术师家族，自揭過去曾把自己家族的成員对立，將其殺光，然后独身前往了欧洲。在身為同鄉的藤丸立香身上感受到一份親切感。曾经向异星巫女取外号“U酱”，但是对方依然不做声似乎不接受的样子。很重视义理，曾经在与基尔什塔利亚二人拯救人理旅途中救过他多次。在大西洋异闻带作为破神同盟的2号引导人出现，带路见真正的协助者。迦勒底被芦屋道满阻拦时，为了报復芦屋道满先前搅乱印度异闻带使其自灭的仇，用自己编织的“漏尽他人通”破解其“虚假不死身”令芦屋道满只剩最后一条命。隨后魔力耗尽，逃离到边境远处留意他们成功击破了宙斯。本想离开前往戴比特所在的南美异闻带寄居，但为了向貝里尔·伽特报仇改为前往不列颠异闻带。利用泛人類史的知識大放異彩，化名佩佩隆伯爵成為設計師並暗中組織反摩根勢力。透露了家族修煉的是修驗道中的天狗道，而自己是家族屈指可數的天才，族中的一般人需要百年才習得一種的神通力，他在10歲時已經習得三種。由於自己家族的行為非常不人道，故在斷絕關係下山時「負起責任」把家族滅門，其後在魔術協會中負責骯髒的工作。自稱會為基里修塔利亞行動只是因為自己有「潔癖」，不過也正因為這種潔癖，所以才願意與迦勒底從印度到不列顛幾度合作。與迦勒底一行人同行拯救主人公及阿爾托莉雅，在大聖堂出口前察覺貝里設下的陷阱房間而讓瑪修一行先不要進入，之後獨自以3分鐘殺死了全部500隻怪物，獨力承受500人份的詛咒。隨後怪物屍體藏起來，並用幻術遮掩傷勢後開了門讓其他人通過房間。在面對貝里爾陷入苦戰，為了殺出血路而佯裝偷裝貝里爾並被他反擊殺死，使自身的500人份怪物詛咒全部傳移到貝里爾身上。在貝里爾落荒而逃後，他力盡而亡。
於印度异闻带 創世滅亡輪迴 宇迦・格舍德拉-漆黑的最後之神中登場，使役的從者名為Archer馬嘶。被夺走后以“神之阿周那”麾下的四神将之一敌对立场现身，一名保有狂性正常发挥的武斗派战士。失去了俱卢大战中的几千年诅咒而获得不死性比起御主是佩佩时大幅增强以及掌握了原本属于时之支配者毁灭之神湿婆时间回溯能力。使用武器是父亲德罗纳赠送究极宝具巨大车轮，EX等级的对地宝具。两人再会和最后分开时都看得出彼此之间御主跟从者的默契和相互欣赏之情。
貝里尔·伽特（聲：石谷春贵）　设计者：佐佐木少年
身高：185公分，體重：75公斤
出身地：大不列颠，特技：巫術、服飾、園藝
喜歡的東西：看起來很可憐的人、很有趣的人，討厭的東西：看起來很高興的人、很無聊的人
迦勒底48名御主候補中的A隊七人之一。不列颠异闻带的指导者。異聞帶王是亚瑟王传说里的妖妃「摩根勒菲」。
与中国异闻带的情况类似，在妖精國不列顛維持了近兩千年的暴政，讓妖精們苦不堪言。曾有妖精六大氏族和平共處，目前陷入分裂與混亂之中，后在迦勒底、妖精王奥伯隆、阿尔托莉娅・Caster、反抗摩根的圆桌军成为助力。在最初官方影片中以嘴部喋血的形象露面。
情報不明，达芬奇不願意多提及和玛修不能理解的人，福尔摩斯也不知有何想法沉默着。戴着眼镜，耳朵尖尖，留胡渣黑色背头，上身西装夹克配红色长裤的男性。比起魔术师，更像黑社会成员的型男。作为战斗要员被选拔出来的魔术师。平时是个健谈且具有社交性的青年，但是一旦打开开关就会变成阴湿且凶暴的杀人鬼。乍一看不像个好人，但只要和他聊聊就知道是个通情达理的绅士的青年。本人对自己喜欢人类又充满社交性的人格相当自满。以快乐为目的杀手，连魔术协会都蔑视的存在。在时钟塔有着「狼男」的外号，对于“败犬”一词很敏感。对于同伴，说话总是用挑衅性、挖苦的语气表达自己的关心。把自己当成卡多克的大哥，对之有兴趣。接受基尔什塔利亚认为不列颠异闻带留下是危险的判断的委托，“竭尽全力”地诱导不列颠异闻带的居民砍伐空想树最后成功。曾意图勾引某位不谙世事的王族公主，虽然明知他是“人类间谍”但被对方追问“一起到地狱”在同归前逃亡前往大西洋异闻带了。
使用的魔术是“巫术”，植物科的魔术师，虽然不是很有名的家世，历史本身被认为是一个非常古老的家族。小时候与母亲生活在森林小屋，母亲讨厌工业文明但自己不讨厌，比起魔术更想要一把手枪解决敌人。知道从天而降能把空想树烧却的「圣枪」魔术是不列颠异闻带王摩根编织的魔术，专门用来对付异星神的。
在佩佩的的情报里提及假设是他见到玛修的表情变化的话会作何感想，似乎是对玛修感兴趣的人。基尔什塔利亚形容他是一个善于自我欺骗的男人，越是讨厌的工作越是认真地完成。
按照其他指導者的七騎對應排除的話，最初到達異聞帶時，能夠召喚Ruler職階的摩根勒菲。因为在不列颠内部因为沒有神、人類與文明的概念，只有妖精與神秘，所有和人類史有關的從者迦勒底人理召唤系统都無法召喚。
在異聞帶的新達靈頓偷偷作人體實驗，成功把只對妖精有效的摩斯詛咒變得同時對人類有效，令他們變成怪物，受到詛咒的怪物不會主動攻擊人，而是下意識求救。在迦勒底一行人為拯救被擄走的阿爾托莉亞而到達大聖堂時守在出口，讓眾人陷入苦戰。但被已身中大量詛咒的佩佩偷襲，雖然事先感知並對佩佩造成致命傷，但也讓其背負的詛咒全數轉移到他身上，被瑪修一行擊敗而落荒逃走。之後又現身偷襲瑪修，但被主角阻止。此時的他不斷腐爛又再生，隨時都有可能完全崩壞。再次被主角與瑪修擊敗後，滿身瘡痍的他彌留在過去因傷害瑪修而被懲罰的記憶中消亡。
他是唯一以御主身分參戰時沒有用過半個令咒的隐匿者，竹箒日記提到是他原本只打算用在自己身上而已，但最終遊戲雖然有收錄他使用令咒的配音但卻沒有實裝他使用令咒的情節。
负责画师佐佐木少年评价是“危险但可靠的大哥角色，而且和不少人有因缘关系”。
戴比特·泽姆·沃依德（聲：石川界人）　设计者：高橋慶太郎
身高：179公分，體重：70公斤
出身地：美國內華達州，特技：沒有特別擅長什麼
喜歡的東西：有特徵的人類，討厭的東西：無
迦勒底48名御主候補中的A隊七人之一，A隊裡面唯一的不明點和危險人物。南美异闻带的指导者。異聞帶之王是瑪雅神話中的羽蛇神「庫庫爾坎」。
眼神锐利，蓬松头发，穿著皮衣横条纹内衬衣的金褐发青年。曾是時鐘塔傳承科所屬。傳承科是時鐘塔設立以來『學生最少』的科系，擺弄著世界上各種各樣的異物，是直屬於校長的異端學科。隨後被时钟塔的传承科驅逐。不論在迦勒底内外都被认为是危险的存在。
缺乏人类性的冷彻青年。无口无感情无表情的三无人类。常常被形容为像机器人一样，实质上是只为了生存而行动的狩猎动物。具有朴素的野生之美。马里斯比利称其为灵子转移的最适格者，实力在御主候补当中也是顶尖，但由于其非社交性的个性，在团队当中不作为管理者而是处于影之支配者一样的位置。其他的成员也认同他的能力，但是因为缺乏协调性而选择让沃戴姆作为队长建立了A队。
馬里斯比利高度讚賞戴比特的能力，就连不愿意承认自己以外的人是天才的达芬奇被评为“异类”、“稀有青年”。戴比特与同为天才的队长基尔什塔利亚的区别在于基尔什塔利亚能将可以做到的事妥善做到最好，而戴比特则能将做不到的事做到。他不會打算去理解他人，也不曾被他人理解。所谓的野性直觉，按佩佩隆奇诺描述，听闻奥菲莉娅的逝去产生些許惋惜。告诉过芥雏子通过圣遗物就能召唤英灵。
回答佩佩提问該如何应对悬浮在印度异闻带的“立方体”（神之空岩）並回应將它視為该异闻带的「阿基里斯腱」等建议。
在“印度異聞帶”短暫带着从者救場，無視瑪修等人，判斷佩佩在這裡可能會遇到危機便前來助陣，直呼佩佩的真名並說自己是以朋友的立場來幫忙，建議與完美的神交手時應改變戰鬥的方式。隨後瞄了主人公一眼后離去。
在“奥林帕斯異聞帶”中，没有出场但从基尔什塔利亚最后交代的话里提到了他“戴比特应会替我完成未竟的工作”，推测两人都暗中筹划反抗异星神降临的同伙关系。
在“南美異聞帶”中證實他就是在一年前持槍威脅「迦勒底」第一代所長馬里斯比利結束「迦勒底」的神秘人，原因是馬里斯比利所創造的異星「迦勒底亞斯」是同時對人理和地球造成危害的存在。但馬里斯比利卻選擇了讓「迦勒底」繼續營運而選擇開槍自殺。
預定召喚的職階為Berserker，從一開始就無法期待與他人溝通。從者是冠位级别或同规模灵基的从者特斯卡特利波卡（意为“烟雾镜”）阿兹特克神话第一时代的主神，第一太阳，至上的神灵力、人类命运的操弄者。
他和中美洲其他神祇不一样，代表世间的无常，是“眼前、当下之主”，并拥有像“夜晚之风”一样无所不在、捉摸不定的神格。其帝国最后被羽蛇神所摧毁，魁札尔科亚特尔就是第二太阳。
在奈须蘑菇的访谈中提到，基尔什塔利亚和戴比特是唯二能带领迦勒底通过第一部剧情的A队人物，不同的是戴比特会承受不了2018年初发生的「地球白纸化」。

### 魔術協會

#### 時鐘塔
布里西桑
位於英國的時鐘塔的院長，同時也是傳承科的創立者和現任君主。與「寶石翁」澤爾里奇同為所羅門王的弟子。從公元前存活至今的魔術師。
目前並沒正式出場，僅從戈爾德魯夫、柯楊斯卡雅與卡多克口中提及。

#### 阿特拉斯院
紫苑·艾爾特納姆·索卡利斯（聲：青木志貴）
在第二部中出場，原本是《Melty Blood》的女主角。Paper Moon、迦勒底使用的靈子運算電腦Trismegistus的開發者。
小時候被自己的祖先茨比亞·艾爾特納姆·阿特拉西亞收養而成為其養女。一方面對養父的惡趣味感到無奈，另一方面卻希望像養父一樣我行我素。在八歲時從養父手中繼承了虛數觀測裝置Paper Moon的最高級別管理權限。
在徬徨海负责建造了第二個迦勒底。
茨比亞·艾爾特納姆·阿特拉西亞
位於埃及的阿特拉斯學院的院長，「六源」艾爾特納姆家的現任當家，同時也是紫苑的養父。已把虛數觀測裝置Paper Moon的最高級別管理權限轉讓予紫苑。
死徒二十七祖中的第13位。在《Fate》的世界線中沒有陷入瘋狂，因此並沒有化身為TATARI。
目前並沒正式出場，僅從福爾摩斯與自己的養女紫苑口中提及。在地球白紙化後下落不明。
尼莫船長／Rider（聲：花守由美里）
畫師DANGERDROP。
在第二部中出場，紫苑模仿迦勒底召唤术士召唤的從者。一开始不愿意透露真名，以“船长”代号称呼除了紫苑以外。实质是幻靈，以幻灵尼莫船长为基础，融入了海神之子特里同等与大海有关的传说和神秘要素的从者集合而成。外表是包头巾穿水手服的少年。
紫苑召喚來進行協助在徬徨海的入口建造第二個迦勒底，並協助維修虛數潛航用裝甲車Shadow Border。说话喜欢用海洋相关和海洋生物的词汇打比方。根据紫苑的契约分割思考，也能同时制造与作用对应的分身。
自稱為無名（Nameless），真名為尼莫。實際上是小说海底两万里中驾驶鹦鹉螺号潜艇的主人公尼莫船长與海王子特裏同融合的覆合從者。
寶具為等級A的對海寶具「我將征服，鸚鵡螺的大衝角」。

#### 彷徨海
法布羅．羅溫（Fabro Rowan）
死徒二十七祖中的第10位。
在2017年的彷徨海被異星神摧毀前，以足夠摧毀一塊大陸的魔力開啟彷徨海的「再生之門」企圖招攬紫苑卻被對方婉拒。

## 異星神
迦勒底亞斯
由迦勒底的第一任所長馬里斯比利·亚尼姆斯菲亞所製造的擬似地球環境模型。
實際上是異星勢力的真正首領，即是真正的「異星之神」，也是造成地球白紙化的真正元兇。麾下有七名使徒。
神父（言峰绮礼）/Alter Ego（聲：中田讓治）　設計者：
圣堂教会所派遣来一同参与审查NFF接手购买迦勒底的神父。宣言神父的使命就是为新生的生命（异星神）的诞生献上祝福。
在序章，陪同杀戮骑兵部队将迦勒底本部毁灭。自己将达·芬奇背刺殺害。職階為Alter Ego。服侍異星神迦勒底亞斯的七名使徒之中，三騎Alter ego之一。
在第二部第一章俄罗斯异闻带以伊凡恩师“马彻利斯祭司”的假名服侍伊凡雷帝，附身在身上的从者为沙俄灭国妖僧拉斯普京，同时是指导隐匿者卡多克培育俄罗斯空想树的监督者。附身在F/GO的世界线中也被认为死亡的言峰绮礼的身体作为拟似从者。性格接近附身的言峰绮礼本人（相对原本惡劣的拉斯普京），冷静有礼。与在一起工作的2骑的Alter ego异常的恶意相比较，是一个相当正常的人物，攻击不存在情面也不掺杂私情地完成被给予的工作。被高扬斯卡娅说那是真心的圣人。也被他人评价为“外侧和内侧都不是神的随从”、“利己主义的结晶”。作为拟似从者身上与原来的宿主有相似的烦恼。
与没有生前记忆的异闻带版皇女阿纳斯塔西娅共事，共谋歼灭迦勒底，挂念着她在俄罗斯当上皇帝的事实。并在第二部第二章中通过对话自我证实，拉斯普京在阿纳斯塔西娅击败雷帝后消除生前的留恋。现在把灵基和肉体让渡给言峰采取行动，继续待在异星神阵营。
对于卡多克自身的自卑，虽然嘴上一边说着“不能爱自己的人是绝对不能拯救世界的”的话，一边担心着。因为他与卡多克和阿纳斯塔西娅之间的情义，接受了阿纳斯塔西娅的委托后离开第一异闻带。第二章剧情开篇，在不使用任何装置的情况下，以时速90公里的速度追踪迦勒底的虚数潜艇 Shadow Border 的同时连续发射RPG-7追击，追上来后假意袭击杀死卡多克·札姆魯普斯并将其从主人公阵营救走回到奥林帕斯。在奧林帕斯，回应着拉斯普京残留的意志继续帮助了重伤昏迷的卡多克，将其送往虚数潜艇，留下以后自生自灭的警告。
在第五异闻带的海上，与大量的泛人类史方从者作对手，与千子村正组合持续战斗胜利，可以寄托后背感觉彼此似乎在某处的圣杯战争可能相遇过。在奥林帕斯，迎接异星之神降临，作为他的手下甘愿与其他Altergo被消灭，但是需要准备比结果更强有力的容器，所以允许继续活动。自己的任务是到南美异闻带“黄金树海”寻找从远古时代飞来的现沉睡的究极单独种ORT。
蘆屋道滿/Alter Ego（聲：森川智之）
日本平安時期的陰陽師；著名陰陽師安倍晴明的宿敵。外观是“黑暗系的美男子”。把小丑的要素混在和风装束，打扮怪异身材纤细的男人。
職階為Alterego。异星神所召唤的服侍異星神迦勒底亞斯的七名使徒之中，三騎Alter Ego之一。喜欢扰乱人心，散播不幸灾祸然后在一边献上为“众神饲养着人类”嘲笑，看热闹的讨人厌阴阳师。在亚种特异点III登场，自称自己是“安倍晴明”。是在下总国暗中活动的英灵剑豪七骑之一，也是担当背后黑幕妖术师的亲信，实际施术让英灵剑豪凶暴化——灾祸的元凶。代号是妖术师边狱（Caster Limbo）。虽然这不是真名但是那边的名称。性格是不但不坦然反而带头进行的恶虐非道的外道。语气经常带有讽刺意味，像是在耍小聪明，对自己的思考有绝对的自信。能熟练使用与Caster相称的魔术·妖术，使用五芒星的術式和符箓。实际上以恶意为核心而形成的存在。他既不是从者，也不是以从者为基础打造的英灵剑豪。就连妖术师（天草四郎）也被“埋入宿业”的幕后操纵者。真正的主君疑似是基督教里在伊甸园中诱惑亚当和夏娃吃下禁果的恶魔撒旦，下总国所做一切都是为了空想之根落地的实验。
在第四异闻带“由迦·刹多罗”再出现，以表现出忠诚的参谋/心腹的姿态唆使异闻带王神之阿周那缩短印度异闻带轮回重建世界至阿周那理想世界的时间，目的是异闻带的崩坏和无为。最后打算瞄准主人公性命时，被恢复自由之身的阿斯克勒庇俄斯以该地区“病原”、“肿瘤”的理由击退（分身）。
在希臘異聞帶的奥林匹斯，于希腊众神面前薄舌表演自裁，坐在主持公道位置上干涉审判“叛徒”欧罗巴，被同事言峰神父多次劝谏。狙击迦勒底过程中用虫妖术破坏了位于奥林帕斯的煅冶神令奥林帕斯一时崩溃。现场抓到调查着揭露和诱导异星神本质的卡多克，刺伤他和利用加强剧痛的诅咒玩弄和欣赏他的痛苦。最后，因佩佩为报印度异闻带被搅乱的仇使用“漏尽他人通”打破了“生活续命奥秘”（通过给无数式神分魂，达到疑似不死），只剩下一條命。最后的分身也在看见空想树被烧后选择自杀，章节末尾得知已离开异星之神阵营，以地狱界曼荼罗作为根据地等待着迦勒底一行人来到而且本体重新活动。自称是“美丽的肉食兽”。为人相当自恋，沉醉于万能感中。虽然稳步地计算策略，不过对敌人轻视和自满于自己的指挥，往往在最后的最后做致命性的疏漏和计算错误的倾向。同时本体眺望，喜欢自我透彻主体绝不愿意接近现场被告知打破后透露胆小鬼、性格尖锐小气的特点。
与高扬斯卡雅的关系互相讨厌，被异星巫女形容是“同族嫌恶”，在印度异闻带时道满曾利用异闻带王的权限背后抹杀她，高扬斯卡雅想着如果能抓到现行肯定会向异星神告状。结果来说高扬斯卡雅不得不与迦勒底一行暂时合作。她说:“因为是那种(颠倒我欲和目的的自恋思考回路)，所以不如他。”
事實上他是吸收了阿兹特克神话的黑暗女神伊茲帕帕羅特、斯拉夫神话的黑之惡神切爾諾伯格、以及平安京时期日本的怨靈惡靈左府（藤原顯光）的複合從者。因此與其生前彬彬有禮的性格有巨大差別。
在特異點《地獄界曼荼羅 平安京》得知其真正目的是透過培育亞種空想樹「地獄界曼荼羅」並與之融合，從而成為「人類惡」。為了達至培育空想樹的目的，假冒安倍晴明的筆跡，欺騙藤原道長舉行模仿「聖杯戰爭」的儀式。然而他不知道「人類惡」其實是「人類愛」，由於他對人類沒有愛，因而無法成為「人類惡」。最後被迦勒底一行以及當時仍然在世的坂田金時、源賴光、渡邊綱、酒吞童子、茨木童子擊敗。
寶具為等級B的對都市寶具「狂瀾怒濤・惡靈左府」。
千子村正/Alter Ego實裝後為Saber（聲：杉山紀彰）
日本战国时代室町幕府中期兴起的刀工流派妖刀村正的创始人，外表是朝气蓬勃的年轻人但自称是“老夫”。性格有点粗野，不加修饰，毒舌不看对象。虽然态度冷淡但很会照顾人，擅长料理。一心一意把心思放在刀上，甚至躲在煅冶工房不出户。梦想追求是打造出不管被后世认为是神剑还是妖刀（为了斩人而创造的刀）锋利无比的最强刀，是一把能够切断“业”的刀。在亚种特异点III首次登场，在煅冶屋工作着并视为孙子一样抚养双亲被杀的一对姐弟。本身是抑制力召唤后失散的从者，职介是Saber，称英灵不满足一些标准，以“与自己相似的另一个人”为根据代以《Fate/Stay night》15岁时男主角衛宫士郎身体成为拟似从者。与“漂流”到这里的女性宫本武藏成为好友赠予武器“明神切村正”，被认为是“业”太深成为妖刀的“失败作”，该剑拥有切断英灵剑豪的核心“宿业”的力量。另外，因为德川家把村正作为妖刀避讳的传说，他锻造的刀对德川的特攻性极高。最后以牺牲自己的灵基使用一次，解放宝具“都牟刈村正”这把传说中的神剑，而这把剑在世间流传甚广的名字就是那把“草薙剑”或“天丛云剑”，为迦勒底一行人斩断妖术师（天草四郎）创造的“厌離秽土”的结界而消失。同一时间作为依附的少年意识浮现在村正的表面。游戏中使用特别改编的和风版BGM“エミヤ ～無元の剣製～”，虽然是从者但对于NPC来说是破格待遇。
在第二部剧情再出现，職階為Alter Ego。异星神迦勒底亞斯所召唤的七名使徒之中，三騎Alter Ego之一。曾经在阿斯特賴亞小岛为报一宿一饭之恩，为天秤女神阿斯特赖亚雕刻大量的石像，给她留下良好的印象。与神父一起守护着大西洋异闻带的空想树，共同击退数十名泛人类史召唤的从者获胜，可以寄托后背的感觉彼此似乎在某处的圣杯战争可能相遇过。在“亚特兰提斯”章节末尾，在奥林帕斯奉命切割锻造之神赫菲斯托斯的头脑体意外使之恢复正常要求着合作，得知自己的分体在帮助泛人类史（自己则与普罗米修斯合体变成普罗米修斯·赫菲斯托斯，成为迦勒底一行来到后和破神同盟的背后协力者）然后被收作他的关门弟子，与之达成打造大召唤器“埃癸斯”的交易。
在“希臘異聞帶”章节得知异星神是以找一个值得信赖的“管家”的感觉而特意召唤他，而且为之打造的异星神降临容器和准备衣服。以一件工作结束了再开始下一件工作的态度完成着吩咐的工作，因此隐瞒着宙斯等人为迦勒底铸造大召唤器，自身保持着中立。空想树被从内部点燃后，以到此为止的态度出手一刀解决了基尔什塔利亚事先收容在大西洋空想树里签约从者阿特拉斯让异星之神顺利降临。异星神本来打算清理在这个时候用完的Alter Ego，不过认识到对人类是具有威胁的要素，决定让言峰神父和千子村正继续存在。本想着自己的工作结束，后被命令去调查和破坏被视为威胁之一的不列颠异闻带，以应对“连空想树都有可能烧尽的圣枪”。
在不列颠异闻带被妖精騎士蘭斯洛特打倒掉落大洞，爬出來了卻被路過的奴隸商隊抓去拍賣，被奧伯隆救出後暫時加入我方。透露自身Alter Ego靈基刻入的神性有日本神话里斩杀八岐大蛇的戰神素戔嗚尊（須佐之男命）與在北欧神话里众神之王奥丁之子在宴会中被邪神洛基蛊惑用槲寄生误杀光明之神巴德尔的盲眼黑神霍德尔。得知阿爾托莉亞會因為聖劍完成後消失而決定在其消滅前完成仍然記掛之事，代替她成為星之爐的燃料而燃燒殆盡。他臨終前唯一的遺憾是沒有為阿爾托莉亞鑄造她一直渴望的頭飾。
寶具為等級A+的對人寶具「無元的劍製」。
詹姆斯·莫里亞蒂/Ruler（聲：伊東健人）
年青時期的莫里亞蒂教授，為異星神迦勒底亞斯召喚的七名使徒之一。
寶具為等級B+的對軍寶具「數理的惡性摘除」。
亞歷山德羅·卡廖斯特羅/Pretender（聲：竹內良太）　設計者：
異星神迦勒底亞斯召喚的七名使徒之一，稱號為「伯爵」。
在特異點《地獄界曼荼羅 平安京》回應同為異星使徒的蘆屋道滿召喚，偽裝成Caster，作為卜部季武的從者參與「天覽聖杯戰爭」。之後被道滿改寫靈基及靈核，進一步變成了難以死去且容易繁殖的惡性情報。在戰敗後以惡性情報的姿態潛入藤丸立香精神內部的廢棄孔。在U-奧爾嘉瑪麗於南美異聞帶犧牲後，回收了她的碎片，並製成用來削減迦勒底戰鬥力的四個「遺分體」。其後在特異點《盈月劍風帖》中，為了噁心迦勒底一行，故意模仿道滿在平安京的做法，在特異點中以由井正雪為核心，製造贋作空想樹盈月。之後在廢棄孔中正式出場。
寶具為等級B至EX的對都市/混沌寶具「秩序已死，遍佈世界的混沌」。
加拉哈德／Shielder（Galahad，聲：堀江瞬）
異星神迦勒底亞斯所召喚的從者。
蘭斯洛特之子，圓桌騎士中最純潔的騎士。
在奏章IV中正式出場，莉莉絲的御主。

### 人類惡
獸，又稱人類惡、災害之獸。一般指被人類史所拒絕的大災害，為危害人類的七種災害的統稱。由於是因人類的獸性而產生出的災害，所以被稱為“獸”（Beast）。
原本以守護人類為目的的「人類愛」。牠們在人類史不斷沉澱，隨着發展而不停壯大，成為足以將人類至今構築的文明徹底毀滅，癌細胞般的存在。只要人類社會依然存在，人類惡便會陸續顯現。當一隻Beast出現時，其他的Beast均會接二連三地連鎖出現，其中Beast中存在“成對”的概念（L與R），如左與右、陰與陽。
最初的英靈召喚可說是用來對應人類惡而產生的防範措施，而聖杯戰爭便是將這種魔術降格而成的召喚系統。基本上要打倒一個人類惡需要七位冠位從者才算妥當。

## 其他
ORT
全名為「One Radiance Thing」。來自奧爾特雲的「Ultimate One」「Type-Oort」。死徒二十七祖中的第5位。外型酷似蜘蛛，全長超過40米。本體是位於背部的UFO，其蜘蛛形狀的部份只是其角質層。在5千年前降落到地球的南美洲後沉睡至今。在魔術界中是無人不知的存在。
本身是相當破格的存在。擁有既堅硬又柔軟，既滾燙又寒冷的外殼，在體內則透過核融合反應產生能量。本身不存在死亡概念，因此直死的魔眼無法殺死牠。能力為把接觸到的物體變成水晶的侵蝕固有結界「水晶溪谷」，曾在一瞬間把六個色位級別的魔術師變成水晶，而唯一倖存的冠位級別的魔術師阿斯特亞則對時鐘塔發出警告後也變成了水晶。
在南美異聞帶中，在六千六百萬年來到地球，下墜到南美洲的猶加敦時造成了白堊紀恐龍大滅絕。在600萬年前甦醒後吞食了空想樹，之後被卡瑪佐茲擊敗並被挖出了核心。由於其核心被卡瑪佐茲挖出，因此其破壞本能、實力遠不如泛人類史的自己；而被挖出的核心被邁亞製成為人工太陽，在一年前由於戴維特抵達南美異聞帶後引進了神話概念，使原本身為ORT核心的人工太陽產生了自我意識而成為了南美異聞帶王–庫庫爾坎。特斯卡特利波卡讓迦勒底一行體驗ORT甦醒並奪回核心後把整個地球毀滅的未來。甦醒後把被自己擊敗的迦勒底從者吸入體內，之後在一眾迦勒底從者的圍攻後被消滅，被吸收的迦勒底從者也得以回復原狀。之後入侵了英靈座透過偽造境界紀錄帶把自己登記成為從者，讓自己作為冠位Foreigner從者「ORT Xibalba」降臨，最後被迦勒底一行與身為自己的核心庫庫爾坎徹底消滅。
身為原作者的奈須評價牠是最強攻擊性生物，曾坦言「誰可以把超人力霸王叫來」。殺人速度和效率與靈長類殺手在所有型月作品中並列第一。

## 從者
從者（Servant），是包含過去、現在甚至是未來，名聲赫赫的英雄之靈的分身。從者會以職階（Class）的名稱取代自身的真名（Name），以防被敵人從自身經歷看破從者（自己）的弱點。御主以令咒(三劃)能強制命令從者不可能的事（瞬間移動、自我了斷、絕對命令、復活、強化等），本作登場的全新英靈會在職階旁加「F/GO」。
在從者中，有著位於七大職階頂點的存在，也就是冠位（Grand）從者。其實力一般從者根本無法比擬。作為對抗包括人類惡在內對地球或人類造成巨大危害的保險裝置。

在這遊戲設定中從者有各自房間，需要時會跟主角去處理事件。

### 七大職階

#### Saber
阿爾托莉亞·潘德拉貢（聲：川澄綾子）
設計者：，出自：Fate/stay night。
英格蘭傳說中的亞瑟王。身高154cm的身軀及揮舞不可視的劍，有具備最優秀的從者－劍兵相應的能力。
對第五次聖杯過程只有一點印象。
寶具是等級A++的對城寶具－「誓約勝利之劍（Excalibur）」。
阿爾托莉亞·潘德拉貢〔Alter〕（聲：川澄綾子）
設計者：，出自：Fate/stay night。
英格蘭傳說中的亞瑟王。被聖杯的詛咒侵蝕，騎士王冷酷無情的另一面。或者亞瑟王所追求的「理想之王」，正是這樣的一種存在吧。
阿爾托莉亞平時會克制自己的力量，但處於這種狀態下的她不會對使用強大魔力有絲毫的躊躇。
寶具是等級A++的對城寶具－「誓約勝利之劍（Excalibur Morgan）」。
阿爾托莉亞·潘德拉貢〔Lily〕（聲：川澄綾子）
設計者：，出自：Fate/unlimited codes。
拔出了選定之劍Caliburn，剛開始踏上王之道路的阿爾托莉亞的樣貌，還是個不成熟的少女騎士。
其容貌宛若惹人憐愛的百合，此外，眼中充滿著閃爍的希望。
她為了累積更多經驗而遍歷諸國，留下了諸多冒險傳說。被她搭救的人們紛紛稱頌這華美的少女為騎士姬。
寶具是等級B+的對人寶具－「必勝黃金之劍（Caliburn）」。
亞瑟·潘德拉貢（聲：櫻井孝宏）
設計者：，出自：蒼銀的碎片。
英格蘭傳說中的國王。認同善良之人，糾彈惡逆之人。
每個人的童心都曾夢想過的白馬騎士般的英雄，也是星之聖劍的使用者。其真身便是追逐著某個存在而來到這個世界的，異世界的「騎士王」。
寶具是等級EX的寶具－「誓約勝利之劍（Excalibur）。
莫德雷德（聲：澤城美雪）
設計者：，出自：Fate/Apocrypha。
圓桌騎士之一，亞瑟王的私生子。同時也是終結了傳說的反叛騎士－－她在卡姆蘭戰役，殺死了亞瑟王。
寶具是等級A+的對城寶具－「對我高貴父王的叛逆（Clarente Blood Arthur）」。
高文（聲：水島大宙）
設計者：，出自：Fate/EXTRA。
亞瑟王傳說中的圓桌騎士之一。作為最早追隨王的騎士之一，與王並肩而戰，一直侍奉王到終結之時的忠義騎士。
持有被稱為Excalibur的姐妹劍的太陽之聖劍，身負聖者的祝福，在白天時，作為無人可比肩的無雙騎士而馳名於世。
寶具是等級A+的對軍寶具－「転輪する勝利の剣（Excalibur Galatine）」。
蘭斯洛特（聲：置鮎龍太郎）
設計者：
圓桌騎士中的一員，被譽為最強騎士的英雄。
侍奉著亞瑟王，卻因為與桂妮薇兒的不倫之戀，與王分道揚鑣。
寶具是等級A的對軍寶具－「縛鎖全斷·過重湖光（Aroundight Overload）」。
貝德維爾（聲：宮野真守）
設計者：
最初的圓桌騎士成員，實力較其他圓桌騎士弱。擔任宮廷的執事，照看王的日常生活。
同時也是見證了王的終末的一人，把王的聖劍還給了湖中女神。
寶具是等級C+的對人寶具－「緊握其劍·銀之臂（Switch-on Agateram）」。
尼祿·克勞狄烏斯（聲：丹下櫻）
設計者：，出自：Fate/EXTRA。
羅馬帝國第五任皇帝，自稱男裝麗人。
雖然是個自我至上主義者且任性妄為，但由於個性開朗豁達，如同孩童般天真無邪，因此成了受萬民愛戴的萬能任性皇帝。
寶具是等級B的對陣寶具－「童女謳歌的榮華帝政（Laus Saint Claudius）」。
尼祿·克勞狄烏斯〔Bride〕（聲：丹下櫻）
設計者：，出自：Fate/EXTRA。
煥然一新的裝束，身著純白衣裝的薔薇皇帝。
似乎因為服裝的變動而略帶緊張，平日裡的戰鬥風格也發生了變化。愛劍、原初之火也順應這股氣氛，將刀身由赤紅變為銀白。
寶具是等級B++的對人寶具－「星辰馳騁的終幕薔薇（Fax Caelestis）」。
阿蒂拉（聲：能登麻美子）
設計者：
性格高傲又充滿理性的女劍兵，戰鬥時以猛烈戰法著名，她走過的戰場有半邊大陸之廣。
建立起匈人帝國的大王，匈人族的戰士和王。
稱霸了涵蓋西亞至俄羅斯、東歐、高盧地區，擁有遼闊版圖的五世紀大英雄。據說她導致了西羅馬帝國的滅亡。
本人覺得「阿提拉」這個名字聽起來一點都不可愛，改為自稱「阿蒂拉」。
真正身份是遊星先鋒「VELBER 02」賽法魯。在公元前12000年入侵地球，把奧林帕斯十二神的機神體摧毀，造成神秘急速衰退的真兇。最後被最初的聖劍使擊敗。而其中的備份頭腦體在撒哈拉沙漠被匈人的長老拾獲，被命名為阿提拉，作為人類度過一生。
她也是第二部大西洋、希臘和不列顛異聞帶形成的主因。
寶具是等級A的對軍寶具－「軍神之劍（Photon Ray）」。
齊格菲（聲：諏訪部順一）
設計者：，出自：Fate/Apocrypha。
「尼伯龍根之歌」所謳歌的萬夫莫敵的英雄，打倒邪龍法夫納的「屠龍者」。
為人沉默寡言，重情義。在戰場上總是一馬當先保護同伴。身高190cm，手持聖劍巴爾蒙克。
寶具是等級EX的對軍寶具－「幻想大劍・天魔失墜（バルムンク，Balmung）」。
蓋烏斯·尤利烏斯·凱撒（聲：置鮎龍太郎）
設計者：
羅馬共和國末期軍事統帥。
古代羅馬最偉大的英雄之一。在高盧戰爭與不列顛尼亞遠征中聲名遠播。
身為一名將軍，他是一名優秀的統治者。英語名為西撒。
斷言自己為女神維納斯的後裔，風流成性，據說甚至不介意與非人類的妖精共育後代。
寶具是等級B+的對人寶具－「黃之死（Crocea Mors）」。
夏爾·德·博蒙（聲：齋藤千和）
設計者：
18世紀法國外交官與間諜，又被稱作「德翁騎士」。
十八至十九世紀法國傳奇般的人物，文武雙全的劍士和文學家。生前以男扮女裝而雌雄莫辨的性別疑雲聞名，這樣的傳言甚至讓他在成為從者後得到連肉體性別都能隨意切換的能力。
以機密局間諜的身分，活躍於對抗各國列強，同時擔任全權公使、龍騎兵隊長等職務。
寶具是等級C+的對軍寶具－「豪華絢爛的百合花開（Fleur de Lys）」。為達自己目的而迷惑眾人的德翁的生存方式，昇華為寶具的結果。浮現出作為法蘭西象徵的巨大百合之輪以幻惑敵陣，使之筋力、體力、敏捷數值下降。更甚之，幸運判定成功成功的情況下，對手會因被迷惑而一回合間無法行動。
吉爾·德·萊斯（聲：鶴岡聰）
設計者：
法國貴族、軍人。百年戰爭時期與聖女貞德一起奪回了奧爾良，被人們歌頌為英雄。
在貞德死後崩潰不已，埋心研究錬金術，為此在領地內殺害了無數少男少女，最終被處死。
寶具是等級B的對人寶具－「在聖旗之下群起怒吼吧（Saint Warorder）」。
沖田總司（聲：悠木碧）
設計者：，出自：Fate/KOHA-ACE。
以幕末京都為中心活動的治安組織－新選組的一番隊隊長，沖田總司。
在作為劍客集團也同樣為人所恐懼的新選組中，沖田是被譽為最強的天才劍士。
寶具是等級不明的對人魔劍－「無明三段突（むみょうさんだんづき）」。
弗格斯·馬克·羅伊（聲：黒田崇矢）
設計者：
凱爾特、阿爾斯特時代（故事群）的勇士。赤枝騎士團的一員，操使魔劍。
以英雄庫夫林的友人與養父的身分廣為人知。
精力絕倫的大胃王，性格豪爽，不知嫉妒，不識恐懼－－以坦蕩磊落勇士的弗格斯之名流傳後世至今。
寶具是等級A+的對軍寶具－「虹霓劍（Caladbolg）」。
兩儀式（聲：坂本真綾）
設計者：，TYPE-MOON原創人物，出自：空之境界。
在變異特異點境界式中驚鴻一瞥的女性。豪華的和服，優雅的舉止，充滿慈愛的判斷力。
這一切都是異常中顯得由為突兀的日常。由於本身的存在並不穩定，因此雖然知道諸多奇怪事件的全貌，但卻選擇置身事外。
寶具是等級EX的對軍寶具－「無垢識・空の境界」。
羅摩（聲：澤城美雪）
設計者：
印度兩大敘事史詩之一，「羅摩衍那」的主角。
在史詩中是主神毗濕奴的化身，打倒了魔王羅波那。
寶具是等級A+的對魔寶具「貫穿羅剎的不㓕（Brahmaastra）」。用以消滅魔王羅波那的「不滅之刃」，以魔性的存在為對手有著能夠自豪的極大威力。
宮本武藏（聲：佐倉綾音）
設計者：
日本有史以來最強的劍客，來自異聞帶，在異聞帶被剪定後於各平行世界漂流。
江戶時代創立二天一流劍道的始祖。是個吃貨，喜歡吃烏冬。
寶具是等級A的對人寶具－「六道五輪・倶利伽羅天象」。
柳生但馬守宗矩（聲：山路和弘）
設計者：
江戶柳生最強劍士之一，不會摻雜任何個人情感，依靠冰之理性看待一切事物的理性之鬼。
不苟言笑，不會分心，從不焦躁。為了達成目的，會極其冷靜的直接選取最好最快的手段。是一位作為我方非常可靠，但作為敵方卻恐怖至極的，如冰一般的鋼鐵之男。
寶具是等級A的對人奧義－「劍術無雙・劍禪一如（けんじゅつむそう・けんぜんいちにょ）」。
齊格魯德（聲：津田健次郎）
設計者:
「沃爾松格傳」中被稱頌為「戰士之王」的大英雄，和齊格飛是同源人物。
性格一本正經不知變通，戴著他所在時代本不該存在的眼鏡。
寶具是等級A+的對城寶具－「壞劫之天輪（Bolverk Gram）」。
迪爾姆德・奧德利暗（聲：綠川光）
設計者:
凱爾特神話，費奧納騎士團團長芬恩麾下的騎士。
這個靈基更強調了「神話、傳說中英雄」的側面，也擁有多件由神之手打造出來的寶具，所以在召喚時的消耗與難度比身為Lancer時更高。
寶具是等級B的對人寶具－「憤怒的波濤（Moralltach）」。
蘭陵王（聲：森奈奈子）
設計者:
中國南北朝時代為北齊效力的武將，最後卻反被北齊殺害。
因其美貌與勇武而著稱，由於其美貌而戴著面具戰鬥。
寶具是等級C+的對軍寶具－「蘭陵王入陣曲（驍勇無畏披面者，音容兼美陵王也）」。
紅閻魔（聲:久野美咲）
設計者:
民間故事中以「剪舌麻雀」之名著稱的少女劍士。
掌管閻魔亭的優秀年輕老闆娘，是一位秉持懶惰者應教育，誠實人應激勵的信條，真心誠意提供服務的勤快俐落的服務員。
寶具是等級A的對人寶具－「十王判決．葛籠紀行（じゅうおうはんけつ・つづらのみちゆき）」。
拉克什米・芭伊（聲：佐藤利奈）
設計者:
印度民族起義中最有名的領導者之一，勇敢反抗英國的統治，通稱詹西王后。
被後人尊稱為印度的聖女貞德，體內寄宿著印度的不幸與悲傷女神阿拉克什米。
寶具是等級B的對軍寶具－「不容侵奪之拒絕王國（Nahi Doongi）」。
伊阿宋（聲：保志總一朗）
設計者:
阿爾戈號的船長，美狄亞的丈夫，同時亦十分害怕她。時而勇敢正義時而自私膽小。
代表事蹟為與眾英雄乘坐阿爾戈號尋找金羊毛。
寶具是等級B++的對軍寶具－「撕裂天際的光輝之船（Astrapste Argo）」。
阿斯托爾福（聲：大久保瑠美）
設計者:
法蘭克王國查理曼旗下十二聖騎士之一，同時也是英格蘭王子。
雖說原本是Rider職階，但由於帶上了劍，因此實力比平時稍微提升了一點。
寶具是等級B的對人寶具－「僥倖的拘捕網（Vulcano Caligorante）」。
狄奧斯庫洛伊（聲：内田雄馬和內田真禮）
設計者:
即卡斯托耳與波魯克斯兄妹的合稱，雙子座的典故來。
由於卡斯托耳將從神淪落為人的屈辱化為怨念，作為復仇者，因此雖說登記的靈基是劍士，但準確地說，他們是某種雙重職階的從者。
寶具是等級B的對人寶具－「雙神讚歌（Dioscures Tyndaridae）」。
齋藤一（聲：石川界人）
設計者:
新選組第三番隊隊長，出身不明，以牙突的劍技著稱。
看起來是個喋喋不休的幽默美男子，但有時也會展現出眼光敏銳、獨具慧眼的一面。
寶具是無等級的對人魔劍－「無形（むぎょう）」。
渡邊綱（聲：赤羽根健治）
設計者:
賴光四天王首席，留下無數斬妖傳說的勇者，被金時稱為老大。
是個一本正經、不懂變通的人。有點沉默寡言，但也能與人交際，以沉著冷靜的鬼殺手形象聞名。
寶具是等級A的對鬼寶具－「大江山、菩提鬼殺（おおえやま・ぼだいきさつ）」。
伊吹童子（聲：悠木碧）
設計者:
酒吞童子作為神靈的另一側面。
儘管因為根源上是神，不能設身處地與人類共情，但她的言行就是一副「過於熟悉現代社會的英靈/神靈大姐姐」的樣子。
寶具是等級A+的對軍/對城寶具－「神劍・草那藝之大刀（しんけん・くさなぎのたち）
千子村正（聲：杉山紀彰）
參見異星神。
妖精騎士高文（聲：井上麻里奈）
設計者:
異聞帶妖精國不列顛的圓桌騎士，以泛人類史圓桌騎士「高文」命名的妖精騎士。
其真身為北英格蘭民間傳說中的犬魔，巴格斯特。
不會隱藏自身的心情，率直地告知自身意志，同時確認對方的心情。
寶具是等級A的對軍寶具－「捕食的日輪之角（Blackdog．Galatine）」。
鈴鹿御前（聲：東山奈央）
設計者:
平安時代時以鈴鹿山為據點除鬼的舞姬，性格任性且武斷。
真身為第四天魔王的愛女，受命將日本變為地獄，最終被其戀人打倒。
寶具是等級B++的對軍寶具－「天鬼雨（てんきあめ）」。
徵氏姐妹（聲：近藤玲奈&伊藤加奈惠）
設計者:
於公元一世紀的越南北部武裝起義反抗東漢的兩姐妹，史稱「二征起義」。
雖然徵氏姐妹奮力反抗，但最終仍然不敵東漢，雙雙隕命於戰場。
寶具是等級B的對軍寶具－「奮起的六十五城（並肩前行吧，於我們的國家）」。
羅蘭（聲：寺島拓篤）
設計者:
查理曼十二勇士之一，史詩《加洛林故事群》中的主要角色，持有聖劍杜蘭達爾。
曾因失戀後發瘋而全裸大吵大鬧，亦因此養成了其變態的暴露癖好。
寶具是等級A+的對人寶具－「不毀的極聖（Durandal）」。
查理曼（聲：木村良平）
設計者:，出自：Fate/EXTELLA LINK
法蘭克帝國的君主，在任期間大幅擴張帝國版圖，帶動了當時的文藝發展。
天真爛漫又愛耍帥的的陽光男孩，而這也是他魅力的來源。
寶具是等級EX的對王寶具－「揭示王威，踏遍世間的十二輝劍（Joyeuse Ordre）」。
山南敬助（聲：平川大輔）
設計者:
出身於陸奧仙台藩，日本幕末時期的武士集團「新選組」的總長，北辰一刀流的高手。
性格溫厚，和一般血氣方剛的武士不同。最後卻因不明原因留下信件後擅自離隊，被抓後依據「局中法度」切腹處死。
寶具是等級D的對軍寶具－「山櫻（やまざくら）」。
瑟坦特（聲：村濑步）
設計者: ，出自：Fate/Grand Order arcade。
凱爾特神話、阿爾斯特神話中的大英雄，庫．夫林——修行時期的形象，充滿無限的可能性。
據說英靈瑟坦特是從『並非此處的迦勒底』到來的從者，具體情況他自己似乎也不太明白，不過他似乎相當中意『這邊的御主和迦勒底』，到讓他覺得即便這樣也無妨了。
寶具是等級B+的對人寶具－「斬斷死輝之刃（Cruadin Setanta）」。
美杜莎（聲：淺川悠）
設計者:
據說擁有能將人變成石頭的魔眼和蛇髮的女妖，比起Rider職階的她，外表似乎更加年輕。
美杜莎被柏修斯殺害之際，從被斬下的頭顱滴落而下的鮮血中誕下了兩個存在，其一是佩加索斯，而其二則據說是從誕生起就手持著黃金之劍的怪物，克律薩俄耳。Saber職階的美杜莎因為這份關聯，可以將與克律薩俄耳有著深刻聯繫的黃金劍作為寶具持有。
寶具是等級A的對軍寶具－「怪物的黃金劍（Chrysaor）」。
忒修斯（聲：江越彬紀）
設計者:
古希臘的英雄，經驗豐富的冒險者。
傳說當中最為有名的，就是挑戰克里特島的大迷宫，討伐了米諾陶洛斯的故事了吧。成功消滅了吃人怪物的他之後便作為英雄，創造了各式各樣的傳說。
寶具是等級C++的對人寶具－「於是紡線引向極點（Ariadne Apólyto Ádis）」。
日本武尊（聲：山村響）
設計者: ，出自：Fate/Samurai Remnant。
景行天皇與皇后稻日大郎姬所誕下的雙胞胎中的弟弟，天叢雲劍的持有者。
寶具是等級B的對人、對軍絕技－「絕技·八岐怒濤（ぜつぎ・はっきどとう）」。
宮本伊織（聲：河西健吾）
設計者:，出自：Fate/Samurai Remnant。
二天一流的使用者。劍豪·宮本武藏的弟子，也是養子。盈月之儀的御主之一。
寶具是等級無的對人魔劍－「秘劍．比翼閃耀（ひけん・ひよくせんよう）」。
理查一世（聲：小野友樹）
設計者:，出自：Fate/strange Fake。
中世紀的英格蘭國王，驍勇善戰的獅心王。
即使經過了理性的思考，仍然會一股腦的將情緒爆發出來的棘手性格。
寶具是等級A的對軍寶具－「咆吼吧獅子，吟詠那颯颯燃燒的煉獄吧（Utopie Purgatoire）」。
黑姬（聲：黑木穗乃香）
設計者:
在日本信濃地區流傳的民間故事「黑姬物語」中的登場人物。是所有「黑姬物語」的可能性的集合體。
寶具是等級B的對人寶具－「黑姬物語．髮流（くろひめものがたり・かみながし）」。

#### Archer
超人俄里翁（聲：神奈延年）
設計者：
古希臘最優秀的獵人。
此型態是位列弓兵頂點的冠位Archer型態，俄里翁的（自稱）超人型態。
同時得到星座三連星的事蹟，擁有比不同時代的弓手優秀的弓技。
寶具是等級B的對軍（自身）寶具 －「月女神的無垢之愛（Artemis Agnos）」。
吉爾伽美什（聲：関智一）
設計者：，出自：Fate/stay night。
西元前的蘇美文明時代，統治都市國家烏魯克的半人半神王，三分之二的神，三分之一的人。
人類最古老敘事詩『吉爾伽美什史詩』中記述的王。個性刻薄無情。不聽他人的意見，只以自己為絕對標準的暴君。
寶具是等級EX的對界寶具－「天地乖離開闢之星（Enuma Elish）」。
幼年吉爾（聲：遠藤綾）
設計者：，出自：Fate/hollow ataraxia。
西元前的蘇美文明時代，統治都市國家烏魯克的半人半神王吉爾伽美什，以年幼形態現世的模樣。
在他身上完全看不到暴君的個性，基本上是一個彬彬有禮、平易近人的正太。
寶具是等級B++的對人寶具－「王之財寶（Gate of Babylon）」。
俄里翁&阿耳忒彌斯（聲：神奈延年&澤城美雪）
設計者：
喜歡戀愛話題的成熟女性，手持巨弓，身上有一隻類似熊娃娃的不明生物。
其實是阿耳忒彌斯受到召喚時，俄里翁以附屬品的身分一同前來。
修正前言，說反了。是不知為什麼，召喚時阿耳忒彌斯也跟著來了，其實要召喚的是希臘神話的英雄俄里翁。外加俄里翁竟還淪為非人非獸的奇妙生物（吉祥物）的模樣。
寶具是等級A+的對人寶具－「月女神的愛箭戀矢（Tri-star Amore Mio）」。
尼古拉·特斯拉（聲：稻田徹）
設計者：
十九至二十世紀操控電磁的美國天才科學家，也是愛迪生的死對頭，因此經常發生爭執。
毫不謙遜的天才，解開了在眾多的神話中，被譽為神（自然）之傳說的雷電秘密，為人類文明帶來「電力」的偉大學者之一。
寶具是等級EX的對城寶具－「人類神話・雷電降臨（System Keraunos）」。
阿周那（聲：島崎信長）
設計者：
手持大弓的弓兵，是在戰場上追求榮耀的神射手。性格清廉如水、公正無私。
古印度神話的持有神之血統的英雄，迦爾納同母異父的弟弟，以偷襲的方法殺死了迦爾納。
寶具是等級A+的對人寶具－「破壞神的振臂（Pashupata）」，為司掌破壞與創造的濕婆送給阿周那的寶具。
伊絲塔（聲：植田佳奈）
設計者：
美索不達米亞神話中美、豐收與戰鬥的女神，同時也是司掌戰爭與破壞的女神。在本作中附身在某少女的身上。
她的多情也是有名的，據講不論是人類還是神，只要是中意的對象就會全力地展開著攻勢，對於不接收情意的人卻會展現出如同惡魔般殘忍。
寶具是等級A++的對山寶具－「山脈震撼 明星之薪（An Gal Ta Kigal She）」。
新宿的Archer（聲：土師孝也）
設計者：
以超過剩武裝多功能棺材作為武器的50歲大叔。與嚴肅的外表不同，是個幽默風趣的紳士。
真名為詹姆斯·莫里亞蒂，福爾摩斯的宿敵，有「犯罪界的拿破崙」之稱。
討厭的事物理所當然的是福爾摩斯，但理由卻是「為什麼我是老頭，那傢伙卻是年輕帥哥啊？超不可原諒的！」
寶具是等級A+的對軍寶具－「終極犯罪（The Dynamics of an Asteroid）」
原本是Caster，與幻靈「魔彈射手」結合才成為Archer。
Emiya（聲：諏訪部順一）
設計者：，出自：Fate/stay night。
弓為主武器，兩把短劍為副武裝。擅長白兵戰的弓兵。
為Fate/stay night主角衛宮士郎理想實現以後的具現。
作為聖杯戰爭的老手，少數被瑪修稱為前輩的英靈。
寶具是等級E～A的寶具－「無限劍製（Unlimited Blade Works）」。
在本作沒事時擔當大家的廚師。
Emiya〔Alter〕（聲：諏訪部順一）
設計者：，出自：Fate/stay night。
以兩把上刺刀的手枪為武器的弓兵。
為Fate/stay night主角衛宮士郎理想腐朽一空的具現。
傳言讓其靈魂墮落的是有如聖母一般慈愛的女人。作為魔性逼進死巷的代價，他殺害無數的信徒，並在最後就像是為了他們的生命殉道一般墜入了魔道。
寶具是等級E～A++的對人寶具－「無限劍製（Unlimited Lost Works）」，在敵方體內展開式固有結界。
阿塔蘭塔（聲：早見沙織）
設計者：，出自：Fate/Apocrypha。
希臘神話中登場的著名女獵人。擊退卡呂冬野豬時，因射中了第一箭而聞名。
擊退卡呂冬野豬並加入阿爾戈號，完成了諸多冒險。
因慕名而前來求婚的人們前仆後繼，煩惱的阿塔蘭塔決定用賽跑向求婚者們發出挑戰。原本在賽跑中並未輸給任何一位男子的阿塔蘭塔，最後卻屈服於一名施計借用女神力量的卑鄙男子，在半強迫的情況下嫁給了那名男子。
寶具是等級B+的對軍寶具－「訴狀箭書（Phoibos Catastrophe）」。
羅賓漢（聲：鳥海浩輔）
設計者：，出自：Fate/EXTRA。
沒有容貌，沒有名字的俠盜。這位青年只是被稱為羅賓漢的眾多「某個人」中的一位而已。
主要的傳說出自潛藏於雪伍德森林的俠盜。
最起初的羅賓漢與暴君無地王約翰對抗，最後失足於柯克利斯修道院院長的陰謀，失血過多而死。
寶具是等級D的對人寶具－「祈禱之弓（Yew Bow）」。
尤瑞艾莉（聲：淺川悠）
設計者：，出自：Fate/hollow ataraxia。
希臘神話中，戈爾貢三姊妹的次女，與阿斯忒里俄斯是搭擋。
男性憧憬的體現，作為完成的「偶像」，以及「理想少女」而誕生於世的女神。彷彿無暇與純真有了具體形態般的美麗少女。
寶具是等級B的對人寶具－「女神的視線（Eye of the Euryale）」，由俘獲無數勇者的女神魅力升華而來。以艷麗的魅力為弓、甜蜜的細語為箭矢。神也好人也罷，射出的箭矢能夠擊穿所有男士的心。
阿拉什（聲：鶴岡聰）
設計者：，出自：蒼銀的碎片。
古代波斯傳說中的大英雄。身為西亞神代最後王者曼努契黑爾王的戰士，終結了波斯與圖爾庫之間長達六十年的戰爭。是為兩國人民帶來和平與安寧的救世勇者。
傳說中，阿拉什究極的一箭，製造了波斯與圖爾庫兩國的「國境」，直接撕裂了大地。其射程距離實際達到了2500km。
雖然有著大英雄的顯赫身分，但本人相當好相處。
寶具是等級A的對軍寶具－「流星一條（Stella）」。
大衛（聲：中村悠一）
設計者：
舊約聖經中登場的以色列王，原本是牧羊人，挺身主動孤身挑戰巨人歌利亞，並將其打倒。
之後，雖與當時的王掃羅產生了糾紛，最後還是成功即位當上國王，實施明政。
寶具是等級C-的對人寶具－「五塊石頭（Hamesh Avanim）」。
織田信長（聲：釘宮理惠）
設計者：，出自：Fate/KOHA-ACE。
日本戰國時期的風雲人物。年幼時期雖被稱為「尾張的大笨蛋」。
但在桶狹間一戰卻擊敗了大名今川义元，自此名震天下。
本作中是女性，雖然態度狂妄，但處處可見其掉線的一面。
寶具是等級E～A的對軍寶具－「三千世界（さんだんうち）」。
比利小子（聲：高乃麗）
設計者：
總是面帶笑容的金髮少年，偶爾會開開玩笑。
本名威廉·亨利·麥卡蒂·Jr。美國西部拓荒時期代表性的亡命之徒。
比利小子的存在是西部拓荒時期的象徵，而他的死說不定正意味著亡命之徒自由時代的終結。
寶具是等級C+++的對人寶具－「壞音霹靂（Thunderer）」。
崔斯坦（聲：內山昂輝）
設計者：
亞瑟王傳說中的圓桌騎士之一，彷彿總是閉著雙眼的長髮男子。
崔斯坦與其深愛的女性伊索德的悲戀傳說，在歐洲有著屈指可數的超高人氣。
寶具是等級A+的對軍寶具－「痛哭的幻奏（Failnaught）」。
俵藤太（聲：鈴村健一）
設計者：
日本平安時代中期的武將，善於料理。
之後自稱為藤原秀鄉，經討伐武将平将门一役，一舉成名。
傳說中以弓箭擊退了身長足以繞山七圈半的大百足。
寶具是等級B+的對人寶具－「八幡祈願・大妖射貫（なむはちまんだいぼさつ・このやにかごを）」。
克洛伊·馮·愛因茲貝倫（聲：齋藤千和）
設計者：，出自：Fate/kaleid liner 魔法少女☆伊莉雅
Fate系列原創人物，由伊莉雅斯菲爾分出去的半身，獲得了英靈Emiya的能力，以實體形態現界。
與幼小容貌不相稱的蠱惑言行總在不停折騰周圍的人。
自稱「伊莉雅的姐姐」。但伊莉雅也自稱自己是姐姐，所以這對如同鏡中自己的姊妹總是吵個不停。
寶具是等級C的對人寶具－「鶴翼三連（かくよくさんれん）」。
Archer·地獄（聲：金元壽子）
設計者：
乍看之下是溫柔婉約的白髮女性，年輕的女性武將，臉上掛著溫柔的微笑，但生氣起來很恐怖。
真名是巴御前，12世紀的日本武將木曾義仲之妾，常年在外隨夫征戰。
寶具是等級B的對人寶具 －「真言・聖観世音菩薩」。
原本是聲優梗，讓她喜歡電視遊樂器後來官方直接沿用這設定。完全不會做料理。
淺上藤乃（聲：能登麻美子）
設計者：，出自：空之境界。
在變異特異點．境界式發現的少女。
刻板為特色的女校制服、謙虛有禮的措辭、果斷的行動力。這一切明明極為普通，卻能感受到些許立場錯位的不安定感。是能夠無視硬度、構造、規模，扭曲所有映射於視野中存在的「歪曲之魔眼」的持有者。
寶具是等級EX的對界寶具 －「唯識．歪曲之魔眼（ゆいしき・わいきょくのまがん）」。
凱隆（聲：武内駿輔）
設計者：，出自：Fate/Apocrypha。
在希臘神話中教育出眾多英雄的大賢者，聰穎又有善的半人馬，十二星座之一射手座的原型
他的學生中，除了大英雄赫拉克勒斯、阿基里斯以外，還有之後成為醫術之神的阿斯克勒庇俄斯、昇華為雙子座的卡斯托耳等人，連阿耳戈船英雄的領袖伊阿宋也是承蒙他教導的學生之一。
寶具是等級A的對人寶具 －「天蠍一射（Antares Snipe）」。
拿破崙·波拿巴（聲：日野聰）
設計者：
初代法蘭西帝国皇帝，於任內稱霸了全歐洲。頒佈了著名的《拿破崙法典》，建立了新的制度。
他過著不斷回應眾多期待的人生，正如人們口耳相傳的「這種事拿破崙應該就能做到吧」之類的傳說，他將許多不可能化為可能。他的存在甚至已經可以被稱為某種超人了。
寶具是等級A的對軍寶具 －「高歌凱旋之虹弓（Arc de Triomphe de l'Etoile）」。
威廉·泰爾（聲：藤井隼）
設計者：
瑞士民間傳說中的英雄，因射中兒子頭上的蘋果而知名。
正如歌劇中所描寫的，他是位勇於反抗剝削民眾的壓迫者的男人。但是，他並非為政治、國家層面的危機感而行動，嚴格說來，動機還是比較個人的。
寶具是等級C的對人寶具 －「射出信念的一箭（Apfel Schiessen）」。
馬嘶（聲：鈴木達央）
設計者：
印度史詩《摩訶婆羅多》中的登場人物，曾因憤怒和報復之心而在敵營內殺光了所有人。
總之，就是一味地憤怒。對不合理感到憤怒，對悲傷感到憤怒，對傲慢感到憤怒。但是，他發誓絕對不憎恨。
寶具是等級A+的對軍寶具 －「轉輪啊，捲起憤怒之炎吧（Sudarshana Chakra Yamaraj）」。
帕里斯（聲：寺崎裕香）
設計者：
特洛伊的王子，引發特洛伊战争的罪魁禍首，在特洛伊战争中殺死了阿基里斯。
肉體面不是全盛期，會以這個樣子現界是因為阿波羅覺得「這個時期的帕里斯才是最閃耀的」並強制介入而成。
寶具是等級A+的對人寶具 －「閃耀的終天一箭（Troia Velos）」。
災星簡（聲：東山奈央）
設計者：
史實中為美國西部拓荒時代知名女槍手，曾和當地的原住民交戰。
本作中為來自Servant宇宙的啦啦隊女孩，喜歡新事物，不太願意思考複雜的問題。
寶具是等級D的對人寶具 －「招致死亡的黑之一手（Space Dead Man's Hand）」。
清少納言（聲：菲魯茲·藍）
設計者：
日本平安時代女作家，隨筆散文集《枕草子》的作者。曾入宮侍奉皇后藤原定子。
性格古怪到不知道把和歌作家的風格扔哪兒去了，但這應該都是她與現代年輕人文化親和度過高所致吧。
寶具是等級D++的詩歌寶具 －「枕草子·春曙抄（エモーショナルエンジン・フルドライブ）」。
織田信勝（聲：山下大輝）
設計者：
織田信長的弟弟，在織田家主之位的政爭中，被信長騙至清洲城中被刺殺而死。
基本上是個和藹可親的好少年，但因為姐姐的實力過於超乎常人，所以他無法正確地評價自己，並把姐姐看做是自己的一切。
寶具是等級D的對人寶具 －「魔王回天·曼珠沙華（まおうかいてん・ひがんばな）」。
妖精騎士崔斯坦（聲：和氣杏未）
設計者：
異聞帶妖精國不列顛的圓桌騎士，以泛人類史圓桌騎士「崔斯坦」命名的妖精騎士。
其真身為蘇格蘭高地傳說中的女吸血鬼报丧女妖芭班·希。
會毫不害臊地說出自己的慾求，是個為了實現慾望，會肆意使喚周圍之人的天生支配者；實際上本性是善良懦弱的討好型人格，殘酷的樣子是為了討好摩根而演出來的。
寶具是等級E的對人寶具 －「痛幻哭奏（Fetch Failnaught）」。
芝諾比阿（聲：莊司宇芽香）
設計者：
巴爾米拉帝國的女王，在喪夫成為王太后開始攝政，最後更取代兒子成為了女皇。
期間將羅馬帝國趕走至中東和埃及一帶，之後被羅馬帝國打敗，歸順了羅馬帝國。
寶具是等級A+的克己寶具 －「粉碎吧，黃金的枷鎖、黃金的恥辱（Authentic Triumph）」。
源為朝（聲：乃村健次）
設計者：
平安時代後期的武將，亦被稱為鎮西八郎。身材魁梧，擅長射箭。
被設定為有非凡體格的戰鬥機械人，以對付鬼種為前提而被製造出來，透過穿上鎧甲來隱藏機械人的身份。
寶具是等級B+的對艦寶具 －「轟沉·弓張月（ごうちん・ゆみはりづき）」。
高杉晉作（聲：柿原徹也）
設計者：
颯爽出现在幕末長州的維新志士，也是異端分子。
乍一看像是冷靜文青屬性的柔弱男子，實際性格破天荒，是個只要覺得有趣怎麼都行的麻煩分子。
寶具是等級B+的對軍寶具 －「超級維新．奇兵隊（ちょうきゅういしん・きへいたい）」。
杜爾迦/迦梨（聲：下屋則子）
設計者：
印度神話中的戰鬥女神。乃是濕婆的神妃，與優美的女神帕爾瓦蒂視為同一存在 (或是不同的側面)。
身上散發著平靜的憤怒、清澈的壓迫感，充斥著令人覺得邪惡的東西只要一接近就會被彈開的氛圍。
寶具是等級EX的殲滅/對界寶具 －「憤怒啊，願望啊，屠盡群魔的女神啊（Mahisasuramardini）」/「粉碎世界的勝利之舞（Samhara Kali）」。
托勒密（聲：小野賢章（青年）、堀內賢雄（老年））
設計者：
埃及托勒密王朝創建者，亦是馬其頓王國亞歷山大大帝的好友兼部將。
會對認為「對世界有價值」的人提供協助。若不再擁有「價值」的話，即使有著深厚的友情，也會遭到裁決。
寶具是等級B++/A+的對城/結界、對軍寶具 －「月所未知，久遠之光（Pharos Tis Alexandreias）」/「王之書庫（Bibliotheca Basileus）」。
杉谷善住坊（聲：後藤邑子）
設計者：
戰國時代的火槍高手。受六角氏的委托負責狙擊織田信長，但最終失敗了。
在逃亡期間透過果心居士的法術變化成了女性，但本人並不滿意。
寶具是等級C+的對人寶具 －「以二彈擊之（ふたつたまにてうちてそうろう）」

#### Lancer
羅慕路斯·奎里努斯（聲：置鮎龍太郎）
設計者：
古代羅馬建國神話中登場的建國英雄。位於槍兵頂點的冠位Lancer。以年輕時的姿態被召喚。
五十四歲的羅慕路斯在某次閱兵時，神秘地於風暴中消失，被認為是直接肉身得道，成為了代表羅馬人的神奎利努斯。
寶具是等級EX的對星寶具－「吾等之臂開拓一切、以達天際（Per Aspera Ad Astra）」
羅慕路斯（聲：置鮎龍太郎）
設計者：
古代羅馬建國神話中登場的建國英雄。軍神馬爾斯與美麗的公主西爾維亞的孩子。
傳說與神獸之狼為伴一起被撫養長大，一統地中海周邊國家，為羅馬帝國的永恆榮光奠定了基礎的建國王，赤紅的羅馬神祖。
第一人稱是「羅馬」，口頭禪也是「羅馬」。
寶具是等級A++的對軍寶具－「世界萬物通吾槍（Magna Voluisse Magnum）」。
斯卡哈（聲：能登麻美子）
設計者：
使用魔槍、有著王者氣質的女槍兵，多才的她培養出不少的戰士與魔術師。身為人類的她因踏入神域而被詛咒。
凱爾特神話的女戰士，庫丘林的師傅，「影之國」的女王。
寶具是等級B+的對人寶具－「貫穿死翔之槍（Gae Bolg Alternative）」。
迦爾納（聲：遊佐浩二）
設計者：，出自：Fate/EXTRA。
印度古代敘事詩「摩訶婆羅多」的大英雄，太陽神蘇利耶之子，為俱盧族一方作戰。
阿周那的對手，也是他的異父兄弟。身受諸多詛咒，身體無法動彈的他，最終以近乎謀殺的形式遭到阿周那殺害。
寶具是等級EX的對神寶具－「日輪啊，順從死亡（Vasavi Shakti）」。
布倫希爾德（聲：能登麻美子）
設計者：，出自：蒼銀的碎片。
北歐主神奧丁的女兒，女武神瓦爾基莉中的長女。穩重的微笑中帶著一絲寂寥，薄倖的女武神。
北歐神話中的悲劇之女。在《老埃達》的「希格德莉法之歌」，以及「布倫希爾德的冥府之旅」中，同樣被描述為愛上齊格魯德的女武神。
寶具是等級B+的對人寶具－「直至死亡將我倆分離（Brynhild Romantia）」。
恩奇都（聲：小林優）
設計者：
吉爾伽美什史詩中描述的最古老英雄之一，作為英雄王吉爾伽美什唯一的友人，曾與其經歷許多冒險。
由諸神創造而出的兵器，被英雄王譽為人類史最強英雄之一。戰鬥力與英雄王全盛期幾乎等同。
寶具是等級A++的對肅正寶具－「人子啊，繫留神明吧（Enuma Elish）」。
埃雷什基伽勒（聲：植田佳奈）
設計者：
古代美索不達米亞神話（蘇美神話）中的冥界之神。自誕生起就肩負管理冥界職務的女神，參見埃列什基伽勒。
操縱着槍一樣的籠檻，時而穿刺敵人，時而幽閉靈魂，時而降下閃電，正可謂恐怖的冥界支配者。
伊絲塔的姐姐。與伊絲塔處於競爭對手的關係,盾外三女友之一。
寶具是等級A的對山寶具－「靈峰踏抱 冥府之鞴（Kur Kigal Irkalla）」。
阿爾托莉亞·潘德拉貢（聲：川澄綾子）
設計者：
英格蘭傳說中的亞瑟王。所持武裝不是「聖劍」，而是以「聖槍」統治了不列顛。
沒有因為聖劍而停止成長，成為和王的身份相符的肉體年齡。
寶具是等級A++的對城寶具－「在盡頭閃耀之槍（Rhongomyniad）」。
阿爾托莉亞·潘德拉貢〔Alter〕（聲：川澄綾子）
設計者：
英格蘭傳說中的亞瑟王。所持武裝不是「聖劍」，而是以「聖槍」統治了不列顛。
沒有因為聖劍而停止成長，成為和王的身份相符的肉體年齡。
但與阿爾托莉亞持有「聖劍」並且黑化〔Alter〕一樣，她使用「聖槍」時被聖杯的詛咒侵蝕，變成冷酷無情的風暴之王。
寶具是等級EX的對城寶具－「在盡頭閃耀之槍（Rhongomyniad）」。
庫夫林（聲：神奈延年）
設計者：，出自：Fate/stay night。
凱爾特神話的大英雄，繼承了太陽神魯格之血的『光之皇子』，別名庫林的獵犬。
不喜歡裝飾，愛好原始野性戰鬥的槍兵。工作時，是個會為了封口而不惜殺害平民的無情人物，但相反地，平時則性情粗獷，是個很會照顧人的大哥。
寶具是等級B的對人寶具－「穿刺死棘之槍（Gae Bolg）」。
庫夫林〔Prototype〕（聲：中井和哉）
設計者：，出自：Fate/Prototype。
凱爾特神話的大英雄，繼承了太陽神魯格之血的『光之皇子』，別名庫林的獵犬。
雖然跟相同真名的Lancer是同一人物，但這位的身體和心靈狀態相對而言都年輕了一點。
寶具是等級B的對人寶具－「貫穿朱槍（Gae Bolg）」。
伊莉莎白·巴托里（聲：大久保瑠美）
設計者：，出自：Fate/EXTRA。
匈牙利的鮮血伯爵夫人，是吸血鬼卡米拉的原型，歷史上殺人數量最多的女性連環殺手。
……雖然如此，受召喚為從者的她，卻還是犯下罪行前十四歲的模樣，自稱為偶像明星的甜美系從者。
寶具是等級E+的對人寶具－「鮮血魔女（Bathory Erzsebet）」。
武藏坊弁慶（聲：稻田徹）
設計者：
與源義經一同活躍於日本史，是日本史上最有名的僧兵。被牛若丸打敗後跟隨在她。
直到現在，也在歌舞伎與淨琉璃等多種作品中，受到廣泛的愛戴。弁慶的仁王立姿、弁慶的痛處等，不少有關他的故事傳承至今。
寶具是等級EX的對軍寶具－「五百羅漢補陀落渡海（Gohyaku Rakan Fudarakutokai）」。
列奧尼達一世（聲：三木真一郎）
設計者：
斯巴達之王，統領著這個催生了「斯巴達教育」一詞的希臘城邦。
因在溫泉關戰役中，以區區三百人擋下了入侵的十萬波斯大軍的英勇之姿而名揚天下。
抱怨自己率領的士兵都是一些無腦肌肉男，但卻沒發覺自己也有著這種傾向。
寶具是等級B的對軍寶具－「炎門守護者（Thermopylae Enomotia）」。
赫克特（聲：安井邦彥）
設計者：
特洛伊戰爭中，隸屬特洛伊軍的第一英雄。
擅長拖時間和打帶跑的戰術，無視於不利我方的極大兵力差距，想盡一切辦法持續守城戰。
曾一度將亞該亞軍逼到即將撤退的地步，然而由於英雄阿基里斯的存在，戰況漸漸被顛覆，最後赫克特也死於阿基里斯之手。
寶具是等級A的對軍寶具－「不毀極槍（Durindana）」。
迪爾姆德·奧德利暗（聲：綠川光）
設計者：，出自：Fate/Zero。
在凱爾特神話中費奧納騎士團團長芬恩麾下的騎士。
擁有驚世美貌，臉頰上有著妖精贈送的黑痣，具備能打動少女芳心的魔力。
寶具是等級B+的對人寶具－「破魔的紅薔薇，必滅的黃薔薇（Gae Dearg＆Gae Buidhe）」。
芬恩·麥克庫爾（聲：三木眞一郎）
設計者：
凱爾特戰神银之臂努亞達的後裔，輝煌的費奧納騎士團團長。
他打倒了能操縱睡眠與火焰的邪惡神靈，拯救了都城，以愛林（愛爾蘭）的守護者之姿，打倒侵略者與魔物，是位建立了無數功勳的大英雄。
寶具是等級A+的對軍寶具－「無敗紫靫草（Mac an Luin）」。
李書文（聲：安井邦彦）
設計者：，出自：Fate/EXTRA。
中國八極拳的代表人物，是一位生於近代，卻在中國武術史上刻下無數傳奇的傳奇武術家。
為其年輕血氣方剛之時，擅長使用大槍，經常四處找人比武而搞出人命。
寶具是等級不明的對人寶具－「神槍无二打」。
弗拉德三世〔EXTRA〕（聲：江川央生）
設計者：，出自：Fate/EXTRA。
羅馬尼亞歷史上著名的英雄，瓦拉幾亞大公，是甚至被譽為基督教世界之盾的高潔武人。
為保護瓦拉幾亞免受土耳其軍的侵犯，肅正了讓國土荒廢了的貴族們，將敵對的2萬土耳其士兵施以穿刺刑。
但由於堅持嚴懲主義，導致貴族們的背叛，他最後是被部下的瓦拉幾亞貴族們暗殺的。
和Berserker版的同一人相比，比起吸血鬼德古拉的一面，其作為護國英雄的一面被更加強調。
寶具是等級C的對軍寶具－「串刺城塞（Kazikli Bey）」。
哪吒（聲：小倉唯）
設計者：
原本是印度神話中叫做那吒俱伐羅的下級神，後作為佛教的守護神傳入中國，通过道教成為少年神·哪吒三太子。如今被以中國為中心的東亞國家供奉並廣為流傳。
她是以昆仑山的仙人・太乙真人，降下凡塵的靈珠子為核誕生的，半人半仙的存在。
在『西游记』中討伐過大鬧天宮的孙悟空，也為了幫助唐三藏一行人西天取經多次被玉帝派遣。
寶具是等級A的對軍寶具－「地飛爽霊 火尖槍」。
貞德·Alter·Santa·Lily（聲：坂本真綾）
設計者：
由於吉爾·德·雷向聖杯許願，吉爾伽美什的可疑藥水，還有自身想成為聖誕老人的願望，而成為了貞德·Alter·Santa·Lily。
是聖女貞德年幼和黑化後的形態，被高度評價的新手聖誕老人。雖然做任何事情都很認真，但還是經常出現差錯。
寶具是等級A+的對軍寶具－「優雅歌唱吧，為那聖誕（La Grace Fille Noël）」。
美杜莎（聲：淺川悠）
設計者：
美杜莎以完全體被召喚的樣子，類似她的兩名姐姐，性格堅強的努力型從者。
在人理快崩潰時被召換出來，所以擁有一定的戰鬥力。
寶具是等級B+的對人寶具－「女神的擁抱（Bellerophon）」。
豹人（聲：伊藤美紀）
設計者：
中南美洲的一位古老豹神，象徵著「戰鬥」與「死亡」。
為附身型角色，平時穿著豹紋布偶裝，有時會變成黑道的樣子。
寶具是等級B+的對人寶具－「無可逃脫死亡鉤爪（Great Death Claw）」。
帕爾瓦蒂（聲：下屋則子）
設計者：
破壞神濕婆的妻子，意思為雪山神女，貞淑的家庭主婦。
為附身型角色，在戰鬥方面極為弱小，但內心卻十分堅強，因此生氣起來也可怕得很。
寶具是等級EX的對軍寶具－「知戀不為，無愛也（Trishula Shakti）」。
寶藏院胤舜（聲：浪川大輔）
設計者：
寶藏院槍術第二代傳人，因為是和尚而不肉不酒，同時兼顧佛道與槍術。
一心只為磨練武藝，把十文字槍鑽研至極致，能應對各種敵人。
寶具是等級C的對人寶具－「朧裡月十一式（おぼろうらづきじゅういちしき）」。
瓦爾基里（聲：田中美海&小松未可子&雨宮天）
設計者：
北歐神話的三位女武神們，分別是奧特琳德、希露德及斯露德。
一樣愛著她們的姐姐。於異聞帶中作為量產女武神的原型。
寶具是等級B的對軍寶具－「終末幻想·少女降臨（Ragnarok Lifthrasir）」。
秦良玉（聲：下屋則子）
設計者：
『二十四史』中唯一擁有個人列傳的女武將，與丈夫馬千乘一起為明朝出戰，到死前亦不忘初心。
性格溫厚謙虛，深得人們的信任，連崇禎帝也親自贈詩給她。
寶具是等級B的對人寶具－「崇禎帝四詩歌」。
布拉達曼特（聲：森永千才）
設計者：
查理曼十二勇士之一，純真的基督教騎士，雖冒失卻能臨危不亂地解決問題。
特洛伊英雄英雄赫克特的後代，最終與敵國的騎士相愛，為此展開了一段歷險。
寶具是等級B的對軍寶具－「眩目的閃光魔盾（Bouclier de Atlante）」。
長尾景虎（聲：水樹奈奈）
設計者：
越後國的大名，自稱毗沙門天的化身，與武田信玄頻繁交戰。
為人正義公正，以義理守護人們。但因太過強大而終生都未能了解弱者這一存在。
寶具是等級B的對人·對軍寶具－「毗天八相車懸之陣（びてんはっそうくるまがかりのじん）」。
加雷斯（聲：桑原由氣）
設計者：
圓桌騎士之一，莫德雷德的異父姐妹，經驗最少的騎士。圓桌中的團寵，深受大家的喜愛。
生前被蘭斯洛特敘任為騎士，但最後卻被發狂的蘭斯洛特殺死。此事使圓桌騎士四分五裂，圓桌騎士從此不再榮耀。
寶具是等級C++的對人寶具－「狂暴少女狼（Ira Lupus）」。
凱妮斯（聲：小松未可子）
設計者：
被譽為色薩利最美的女子，某天在海邊遭到海神波塞冬綁架和強姦，後來變成男子並成為了一名僭主，擁有了自己的地盤，參與了阿爾戈號的冒險。
豪爽傲驕的女戰士，看似噬血無情，但事實上重情重義。
寶具是等級A的對軍寶具－「飛翔吧，吾之金色大翼（Lapithai Caeneus）」。
宇津見繪里瀨（聲：鬼頭明里）
設計者：，出自：Fate/Requiem。
fate系列原創人物，於未來聖杯戰爭終結後的日本擔任守夜人，捕殺從者時的殘酷作風被人們疏遠。
了解古今中外的各種英靈，十分尊重從者生前的一切。
寶具是等級B的對靈寶具－「天遡鉾（アメノサカホコ）」。
弗栗多（聲：朝日奈丸佳）
設計者：
『摩訶婆羅多』等著作中所描述的邪龍，為人們帶來乾旱，最後被雷神因陀羅打敗並解決了旱災。
不知為何地以人類女性的姿態被召喚，本質上是超越了性別的存在。
寶具是等級EX的對界寶具－「魔啊，阻塞盡天地（Asurashreshth）」。
珀西瓦里（聲：松風雅也）
設計者：
亞瑟王傳說中的圓桌騎士之一，親眼見證了聖杯的奇蹟，找回了聖槍朗基努斯之槍。
為人彬彬有禮，十分關照年輕人和後輩，且很受小孩子和小動物的歡迎，受到所有人的敬愛。
寶具是等級C+～A+的對城寶具－「光耀的命運之槍（Longinus Count Zero）」。
妖精騎士蘭斯洛特（聲：高野麻里佳）
設計者：
異聞帶妖精國不列顛的圓桌騎士，以泛人類史圓桌騎士「蘭斯洛特」命名的妖精騎士。
其真身為歐洲民間傳說中的美露莘。
不會表露出自身的情緒，迅速把該做的事做好，容易感到寂寞。
寶具是等級A的對人寶具－「尚未知曉的無垢湖光（Innocence Aroundight）」。
坂本龍馬（聲：加瀨康之&堀江由衣）
設計者：
日本幕末時期的維新志士，策劃了龜山社中（後來的海援隊）、船中八策與大政奉還等等重大事件，對明治維新有着巨大的貢獻。
因某些緣故以Lancer現界，手持天逆鉾，實力比Rider的他更強。
穿著和服的青年，基本上是個好人，身旁總是跟着謎樣的水手服美女「阿龍」（官方有說道不是龍馬歷史中的妻子楢崎龍）。
寶具是等級EX的對軍寶具－「君啊，趁赴綿津見之原（りゅうよ、わだつみのはらをゆけ）」。
瑪麗·安寧（聲：長繩麻理亞）
設計者：
英國早期的化石收集者與古生物學家，在12歲發現了世界上第一具完整的魚龍化石。
寶具是等級B的對軍寶具－「昔世的多塞特郡沿岸（Duria Antiquior）」。
唐吉訶德（聲：飛田展男)&新井里美）
設計者：
西班牙小說《唐·吉訶德》中的主角，和其一路上的僕人桑丘·潘薩一起被召喚出來。
還在發著不切實際的騎士夢，但也經常鋤強扶弱，沿路上幫忙了不少有困難的人。
而桑丘則把唐吉訶德當成唯一的主人，期望能成為他心想中的萬能女僕。
寶具是等級D++的對巨人寶具－「嗚呼，向心愛的公主獻上吾之槍！（Valiente Asalto Dedicado a la Princesa）」。
布里托瑪特（聲：若林直美）
設計者：
敘事詩『仙后』中登場的騎士，年青時期的亞瑟王的友人。
高傲而率直的女騎士。繼承她母親的名號，是為第二代布里托瑪特。
寶具是等級B對人／對軍寶具－「妖精騎士·魔風吶喊（Penetrate Blaiddyd）」。
因陀羅（聲：井上和彥）
設計者：
印度古代敘事詩「摩訶婆羅多」的眾神之王，阿周那的父親。又名「帝釋天」。以分割自身靈基作為代價把兩枚金剛杵塑造成擁有獨立意志和人類外形的「假想神性」。
曾經假扮婆羅門騙取了迦爾納的黃金之鎧，其後逼於壓力把「Vasavi shakti」贈予迦爾納作為回報。
寶具是等級EX對神敵寶具－「神之雷（Shakra Vajra）」。

#### Rider
弗朗西斯·德雷克（聲：高乃麗）
設計者：，出自：Fate/EXTRA。
英國冒險家兼私掠船長，同時也是艦隊司令官，被黑鬍子稱為老太婆。
完成環遊世界一周的壯舉，並以其收益為英國開闢了大航海時代霸者之路的人物。
此外，還葬送了強大的西班牙無敵艦隊，瓦解俗稱日不落帝國「西班牙」的「射落太陽的女人」。
史實上雖為男性，但本作中的德雷克卻是女性，這是因為周圍的人誰都不將德雷克視為女性所致。
寶具是等級A+的對軍寶具－「黃金鹿與暴風夜（Golden Wild Hunt）」。
梅芙（聲：佐倉綾音）
設計者：
凱爾特神話、阿爾斯特傳說中登場的康諾特女王。
與眾多王者和勇士訂婚、結婚，時而有著僅止於肉體關係的多情少女。
寶具是等級B+的對軍寶具－「我心愛的鐵戰車（Chariot my love）。
伊斯坎達爾（聲：大塚明夫）
設計者：，出自：Fate/Zero。
伊斯坎達爾是亞歷山大大帝在波斯語中的稱呼，號稱「征服王」。
擊敗了以強悍著稱的波斯王國，建立起疆域遠至印度的大帝國。
寶具是等級EX的對軍寶具－「王之軍勢（Ionioi Hetairoi）」。
亞歷山大（聲：坂本真綾）
設計者：
西元前四世紀，馬其頓王國的年輕王子，征服王伊斯坎達爾的少年時期。
他是一名絕世美少年，也是哲學家亞里斯多德等賢者們所賞識的天才，打從心底愛著敘事詩「伊里亞德」的天真孩子。他的存在可謂是一切可能性的具體呈現。
寶具是等級B++的對軍寶具－「起始的蹂躙制覇（Bucephalus）」。
奧茲曼迪亞斯（聲：子安武人）
設計者：，出自：蒼銀的碎片。
西元前十四～十三世紀時期，統治了龐大帝國的古埃及法老，少數進入了英靈殿的法老。
深受民眾愛戴，被稱為拉美西斯二世，或梅利阿蒙（阿蒙神所愛之人）。
寶具是等級EX的對城寶具－「光輝的大複合神殿（Ramesseum Tentyris）」。
美杜莎（聲：淺川悠）
設計者：，出自：Fate/stay night。
希臘神話中戈爾貢三姊妹中的小妹，性格自卑，認為自己的神性比不上另外兩名姐姐。
原本是當地的地母神，因奧林匹斯諸神的策略，被瘋狂的信仰者逼迫，逃亡至無形之島，被描寫成一個能將所有所見之物化為石頭的蛇怪。
寶具是等級A+的對軍寶具－「騎英的韁繩（Bellerophon）」。
瑪麗·安托瓦內特（聲：種田梨沙）
設計者：
隸屬哈布斯堡家族系譜的法國皇后，路易十六之妻，有著「那就叫他們吃蛋糕吧！」的逸事。
如夢似幻的貴婦人。她的存在象徵著「由貴族支配」的歐洲世界。在王權逐漸喪失絕對性的時代狂潮推動下，在世界發生變化前失去性命。
寶具是等級A+的對軍寶具－「百合的王冠榮光永存（Guillotine Breaker）」。
瑪爾大（聲：早見沙織）
設計者：
西元一世紀，馴服了惡龍塔拉斯克的聖女，耶穌復活的見證人。
在救世主話語的指引下獲得了信仰，是一名擁有美貌，且魅力四射的完人。
－－連可怕的怪獸都為之神魂顛倒的聖少女。
寶具是等級EX的對軍寶具－「不懂愛的悲哀之龍啊（Tarasque）」。
布狄卡（聲：齋藤千和）
設計者：
西元一世紀，古代不列顛尼亞愛西尼部落女王，深愛着不列顛尼亞的所有。
由於無法忍受羅馬帝國在惡毒的侵略中，對自己與女兒們的凌辱暴行，進而率領諸王發動叛亂，最後敗給了皇帝尼祿的軍隊，戰死。後世化為不列顛「勝利女王」的傳說。
寶具是等級B++的對軍寶具－「無以誓約的守護車輪（Chariot of Boudica）」。
牛若丸（聲：早見沙織）
設計者：
身穿鎧兜的年少騎兵，仰慕哥哥、個性單純的天才女劍士，對御主十分忠誠。
日本平安時代末期著名武將，源義仲的堂兄弟。因過於優秀的才能，經常被周圍人們迫害。
寶具是等級C的對人奧義－「壇之浦·八艘跳（だんのうら・はっそうとび）」。
此外，牛若丸也有在型月的其他作品中登场比如Melty Blood: TYPE LUMINA。
聖喬治（聲：西前忠久）
設計者：
以聖喬爾基斯或聖喬治之名廣為人知的聖者。喜歡攝影，尤其是風景照。
他手持聖劍阿斯卡隆，擊敗了龍的故事尤其有名。
其坐騎是一匹名為貝亞德的馬。
寶具是等級B的對人寶具－「以力屠絕的祝福之劍（Ascalon）」。
愛德華·蒂奇（聲：西前忠久）
設計者：
恐怕是世界上最著名的大海盜，他那又黑又厚的鬍子而被稱為黑胡子，定義了海盜這一名詞的大惡人。
支配著整個加勒比海，沉溺於美酒，美女以及暴力，坐擁大量財寶。
……而曾經如此威猛的黑鬍子，死後進入英靈座，接觸且吸收了大量日本宅文化知識，在本作中已經成了出類拔萃的全方位阿宅。
寶具是等級C++的對軍寶具－「安妮女王的復仇（Queen Anne's Revenge）」。
安妮·伯妮＆瑪莉·瑞德（聲：野中藍＆川澄綾子）
設計者：
活躍於大海盜時代，是真實存在過的女海盜搭檔，偶然相遇的兩人以海盜的身分，在約翰·瑞克姆船長的麾下大展身手。
高挑性感的安妮是滑膛槍槍手，而嬌小的瑪莉則使用彎刀負責突擊。
破例受召喚成為一組從者，雖然能力方面沒有削弱，但只有其中一人被擊倒，另一個人都會不由分說地失去戰鬥能力。
寶具是等級C++的對人寶具－「比翼連理（Carribbean Free Bird）」。
阿斯托爾福（聲：大久保瑠美）
設計者：近衛乙嗣，出自：Fate/Apocrypha。
法蘭克王國查理曼旗下十二聖騎士之一，同時也是英格蘭王子。
理性徹底蒸發，身為男性卻穿著女裝，隨心所欲，基本上沒在用腦袋思考的從者。
寶具是等級B++的對軍寶具－「不存此世的幻馬（hippogriff）」。
反抗軍的Rider（聲：大塚芳忠）
設計者：
駕駛船隻的白鬍子老頭，強調著不放棄才是最重要的，會拍肩鼓舞那些快要挫折放棄的夥伴。
真名是克里斯多福·哥倫布，新大陸的發現者兼征服者，對奴隸和不服從他的部下們十分殘忍的人渣。
寶具是等級A的對軍寶具－「新天地探索航（Santa Maria Drop Anchor）」。
伊凡雷帝（聲：黒田崇矢）
設計者：
從被譽為俄羅斯最兇惡暴君這一點就能看出，他具有獨一無二的殘酷與暴虐性，但是另一方面，他也是一位對神非常虔誠的信徒。
他這種反差極大的雙面性，是普通人類絕不會被容許的，只有具備絕對權力的皇帝才能得到寬恕的特權。
寶具是等級A+的對人寶具－「遵循吾等旅路之獸（Zveri Krestnyy Khod）」。
阿基里斯（聲：古川慎）
設計者：，出自：Fate/Apocrypha。
古希臘的半神大英雄，他是色薩利國王佩琉斯與海洋女神忒提斯的兒子。喀戎的弟子。特洛伊戰爭中為希臘聯軍一方的英雄。
荷馬在《伊利亞特》中花了很大的篇幅對之進行描寫。他歷來以其勇氣，俊美和體力著稱。他對雅典娜和赫拉非常尊敬。
寶具是等級A的對軍寶具－「疾風怒濤的不死戰車（Troias Tragoidia）」。
坂本龍馬（聲：加瀨康之&堀江由衣）
設計者：，出自：Fate/KOHA-ACE。
日本幕末時期的維新志士，策劃了龜山社中（後來的海援隊）、船中八策與大政奉還等等重大事件，對明治維新有著巨大的貢獻。
戴白帽、穿白衣的青年，基本上是個好人，身旁總是跟著謎樣的水手服美女「阿龍」。
寶具是等級EX的對軍寶具－「如翱翔天際之龍（あまかけるりゅうがごとく）」。
坂田金時（聲：遊佐浩二）
設計者：
平安時期的武將，全身上下都是金色的男子，口頭禪為「golden」。
騎著名為「Cool Golden Bear號」的機車，精神年齡只有低年級小學生程度。
寶具是等級B的對軍寶具－「夜狼死九·黃金疾走（ゴールデンドライブ・グッドナイト）」。
赤兔馬（聲：綠川光）
設計者：
東漢末年至三國時期的良馬，飛將呂布的座騎，有「人中呂布，馬中赤兔」之稱。
呂布和其合體後一起現世，外貌變成了半人馬，武藝亦和呂布一樣十分了得。
寶具是等級A的對人·對軍寶具－「偽·軍神五兵」。
魁札爾·科亞特爾（聲：遠藤綾）
設計者：
阿茲特克神話中的太陽神，亦稱為羽蛇神，以風神翼龍作為座騎。
性格熱情奔放，熱愛墨西哥摔角，受到西班牙征服者的影響會說西班牙語。
寶具是等級A的對人·對城寶具－「熾焰，亦焚盡神靈（Xiuhcoatl）」。
司馬懿〔萊妮絲〕（聲：水瀨祈）
設計者：，出自：艾梅洛閣下II世事件簿。
三國時期的大軍師，西晉的奠基者，因高平陵之變成為了魏國的攝政者。
為附身型從者，附身對象剛好是艾梅洛閣下二世的表妹。
寶具是等級B++的對陣寶具－「混元一陣」。
萊昂納多·達·芬奇（聲：坂本真綾）
參見迦勒底。
巴沙洛繆·羅伯茨（聲：小林千晃）
設計者：
著名的威爾斯海盜，性格溫和的英俊紳士，並非一般人刻板印象中的海盜。
喜歡被頭髮遮住眼睛的人，不論是男是女。在生前定下了公平的海盜戒律，被稱為18世紀的民主先鋒。
寶具是等級C+～B+對軍寶具－「高貴海盜準男爵的咆哮（Black Dirty Barty Howling）」。
曼迪卡爾多（聲：增田俊樹）
設計者：
《瘋狂奧蘭多》中的角色，曾為韃靼國王，為了得到迪朗達爾而四處尋找它。
因旅途中偷偷撿走了羅蘭的迪朗達爾，但最終被赫克特的後人魯傑羅打敗，使他性格開始變得自卑。
寶具是等級A的對人寶具－「不帶劍的誓言（Serment de Durandal）」。
歐羅巴（聲：M·A·O）
設計者：
腓尼基的公主和宙斯的情人，歐洲一名的起源，因此將所有歐洲從者視為子孫。
為人悠閒慢活，就算遇到一些大事看起來也不慌不忙，只會一直溫柔地微笑。
寶具是等級A的對軍寶具－「青銅巨人的超重錘（Sfyri tou Talos）」。
奧德修斯（聲：桐本拓哉）
設計者：
特洛伊戰爭的智將，提出了木馬計使希臘攻佔了特洛伊，戰後帶領士兵回鄉的歷險故事被寫成了史詩《奧德賽》。
性格足智多謀，在回鄉時用智謀克服了許多難關，而這就是為了能再次見到妻子。
寶具是等級B++的對國寶具－「終焉的大木馬（Troia Ippos）」。
尼莫（聲：花守由美里）
參見迦勒底。
哈貝特洛特（聲：伊藤彩沙）
設計者：
蘇格蘭傳說中的紡織妖精，身型十分小巧，會幫即將結婚的新娘紡織一套婚紗。
個性內向但主動，喜歡和平，不喜歡爭吵，只要能悠悠閒閒地裁縫就能感到快樂的妖精。
寶具是等級EX的對軍寶具－「為你紡織的時光之輪（Spinster Habetrot）」。

#### Caster
梅林（聲：櫻井孝宏）
設計者：；屬性：秩序·善
亞瑟王傳說中輔佐亞瑟王的魔術師，參見梅林。
擁有冠位資格的頂級魔術師，但在劇情中以一般靈基召喚，所以也只是一般從者。
擁有看穿「現在」的千里眼（EX）。
寶具是等級C的對人寶具－「永恆幽禁的理想鄉（Garden of Avalon）」。
諸葛孔明〔埃爾梅羅II世〕（聲：浪川大輔）
設計者：，出自：Fate/Zero和君主·埃爾梅羅二世事件簿。
Fate系列原創人物，時鐘塔君主埃爾梅羅Ⅱ世。
他個人的能力與歷史本不足以使其成為從者，然而在本作中，基於極為特殊的情況，他以中國英靈三国演义里的蜀国丞相諸葛亮的附體容器成功受到召喚。
寶具是等級C的對軍寶具－「石兵八陣」。
玉藻前（聲：齋藤千和）
設計者：，出自：Fate/EXTRA。
日本平安時代末期侍奉鸟羽天皇的絕世美女，參見玉藻前。
傳說是白面金毛九尾的狐狸化身而成，最後因為諸多原因而遭逐出宮廷，在那須野與人類殊死一戰後，據說是乖乖地束手就擒了。
極度想要成為賢惠妻子的巫女咒術師，同時也是妖怪九尾狐狸。
寶具是等級D的對軍寶具－「水天日光天照八野鎮石」。
吉爾伽美什（聲：関智一）
設計者：。
西元前的蘇美文明時代，統治都市國家烏魯克的半人半神王，三分之二的神，三分之一的人，參見吉爾伽美什。
從不老不死之旅歸來的至高賢王。傳說中稱其為「見證一切之人」。時而冷酷，時而通理人情，嚴格領導人民的偉大烏魯克之王。
寶具是等級B的對軍寶具～對城寶具－「王之號炮」。
玄奘三藏（聲：小松未可子）
設計者：
西元7世紀，中國唐代的法師，參見唐玄奘。
史實的他為了尋求佛教原典，順著絲路旅行，由中亞到達印度，將多達六百五十七部經書帶回了大唐，成為了法相宗的祖師。
中國小說『西遊記』的主要人物，連同三名弟子，衝破眾多妖怪的阻攔，前往天竺求取真经的美貌僧人。
本作中是女性，個性天然，興趣是收人當弟子。
寶具是等級B+的對軍或對城寶具－「五行山・釋迦如来掌」。
李奧納多·達·文西（聲：坂本真綾）
設計者：
參見迦勒底。
伊莉雅斯菲爾·馮·愛因茲貝倫（聲：門脇舞以）
設計者：；屬性：中立·善良，出自：Fate/kaleid liner 魔法少女☆伊莉雅
Fate系列原創人物，為穗群原學園小學部平凡的小學五年級學生，藉由紅寶石之星的力量變身為魔法少女Prisma Illya。
銀髮赤眼，名字很有貴族的風格，常不在家的雙親從事神秘的工作，分明是普通住家，卻不知為何有兩位女僕在，順便還有一個沒有血緣關係的哥哥，但還是一個非常普通的小學五年級女孩子。
寶具是等級EX的對人寶具－「多元重奏飽和炮擊（Quintett Feuerl）」。
不夜城的Caster（聲：井上喜久子）
設計者：；屬性：秩序·中庸
披著面紗，身材姣好的黑膚女子。
真名為雪赫拉莎德，一千零一夜的說書人。
寶具是等級EX的對王寶具－「千夜一夜物語」。
俄刻阿诺斯的Caster（聲：茜屋日海夏）
設計者：；屬性：混沌·中庸
希臘神話中著名的誘惑与堕落的魔女。
真名為喀耳刻，鹰之羽翼既衣服，也是流通着魔术回路的身体的一部分。
在FGO中擁有唯一的賦予[豬化]狀態寶具。
寶具是等級C的對人寶具－「禁斷之狂宴」。
美狄亞（聲：田中敦子）
設計者：，出自：Fate/stay night。
希臘神話中，金羊毛皮持有者埃厄忒斯王的女兒，參見美狄亞。
冷酷、殘忍，為了達到目的不擇手段，擅長使用奸計，名副其實的壞女人。
以「背叛魔女」之名聞名於世，一生中背叛了許多人。
寶具是等級C+的對魔術寶具－「萬符必行破戒（Rule Breaker）」。
美狄亞〔Lily〕（聲：野中藍）
設計者：
科爾基斯的公主美狄亞，以尚未獲得「魔女」之稱的少女時期形象現世。
在這純真無邪、惹人憐愛的少女身上，還看不到「科爾基斯魔女」的徵兆。
寶具是等級C的對魔術寶具－「萬疵必行修補（Pain Breaker）」。
吉爾·德·萊斯（聲：鶴岡聰）
設計者：，出自：Fate/Zero。
十五世紀的法國貴族，因成為後世童話『藍鬍子』的取材原型而為人所知，參見吉爾·德·雷。
原本是追隨貞德的法國元帥，卻在貞德遭受火刑後性情大變，連續綁架領地內的少年，殘忍地凌辱、殺害他們。
寶具是等級A+的對軍寶具－「螺湮城教本」。
漢斯·克里斯蒂安·安徒生（聲：子安武人）
設計者：，出自：Fate/EXTRA。
丹麥知名童話作家，參見安徒生。
創作了如「人魚公主」和「賣火柴的小女孩」等膾炙人口的故事，然而本人其實個性陰暗，嘴巴惡毒，在本作中以小男孩的外型受到召喚。
寶具是等級C+的對人寶具－「為你撰寫的故事」。
威廉·莎士比亞（聲：稻田徹）
設計者：，出自：Fate/Apocrypha。
世界上最有名的劇作家，同時也是一名演員，在英語文學史上燦燦生輝，參見莎士比亞。
說話老是引用自己寫的戲劇中的名言，聖杯戰爭中屈指可數的「不戰鬥」從者。御主的選擇越是有意思，他就越有靈感。反之，御主越是平庸，他就越沒幹勁，甚至罷工。
寶具是等級B+的對人寶具－「開演之刻已至，獻上如雷喝采」。
梅菲斯托費勒斯（聲：子安武人）
設計者：；屬性：混沌·惡
持有巨大剪刀，以炸彈作為武器的小丑惡魔，自稱「天生從者」，乍看似乎忠厚老實，但骨子裏卻性格殘酷。可以僅為了「愉快」之類的理由就殺害自己的御主。
在歌德代表作《浮士德》中登場，誘惑人心的惡魔。與神打賭浮士德博士是否會墮落的梅菲斯特，企圖將博士引向邪惡之路的深淵。
寶具是等級A+的對軍寶具－「微睡爆彈（Tick-tack Bomb）」。
沃夫岡·阿瑪迪斯·莫札特（聲：関智一）
設計者：
世界屈指可數的天才作曲家、演奏家，留有大量樂曲流傳後世的十八世紀人物，參見莫札特。
真誠對待音樂的至高聖者。而身為人類－－很遺憾，他最喜歡講黃色笑話。
寶具是等級B的對軍寶具－「獻給死神的安魂曲」。
庫夫林（聲：神奈延年）
設計者：；屬性：秩序·中庸
凱爾特神話中半人半神的英雄，參見庫夫林。
赤枝騎士團的成員，阿爾斯特最強的戰士，也是繼承了師傅斯卡薩哈的北歐魔術－－盧恩符文的術者。
寶具是等級B的對軍寶具－「燃燒殆盡的炎之監牢（Wicker man）」。
童謠（聲：野中藍）
設計者：，出自：Fate/EXTRA。
並非實際存在的英雄，而是所有童话繪本的總稱。
作為深受英國民眾喜愛的文學體裁，承載眾多孩童夢想，因此形成一個概念，以「孩子們的英雄」之姿，化為了從者。
具有技能「變化」，能夠投影出御主心裡所想的樣子，外型可以千變萬化。
寶具是等級C的對人寶具－「獻給某人的故事」。
馮·霍恩海姆·帕拉塞爾斯（聲：三木真一郎）
設計者：，出自：蒼銀的碎片。
瑞士醫生、煉金術士，以十六世紀文藝復興時期的人物為人所知，參見帕拉塞爾蘇斯。
留有「四元素（五元素）的再發現」、「三元質的再發現」等大量成就與書籍，在人類史與魔術史中都留下其功名的稀有人物。
理性穩重。性格溫和，不好鬥。是會一邊流著淚說「這都是為了你好」一邊拿劍刺殺對方的類型，自虐系反派角色。
寶具是等級A+的對軍寶具－「元素使的魔劍」。
查爾斯·巴貝奇（聲：稻田徹）
設計者：
十九世紀的英國數學家、發明家兼工程師，參見查爾斯·巴貝奇。
他提出了「差分機」與「分析機」的設計概念，現代稱其為「計算機之父」。
本體是人類，但始終身披蒸汽機關製的全身鎧甲，這身機械鎧甲無法脫下。
寶具是等級EX的對軍寶具－「絢爛的灰燼世界」。
海倫娜·布拉瓦茨基（聲：金元壽子）
設計者：
十九世紀的俄羅斯神秘學學者，神智學的創始人，俗稱「布拉瓦茨基夫人」，參見海倫娜·布拉瓦茨基。
堅信雷姆利亞大陸的存在，投身於神秘主義，接觸高次元的存在「Mahatma（偉大靈魂）」，獲得了大量的智慧。
本作中以少女姿態被召喚。
寶具是等級A+的對軍寶具－「金星神・火炎天主」。
湯瑪斯·愛迪生（聲：寺島拓篤）
設計者：
十九世紀的美國發明家，是世界上最具知名度的發明家之一，參見愛迪生。
比起新發明，更在行的是以容易普及的形式重新建構前人的發明。
因身為近代人物的緣故，作為從者的實力略顯不足。在這次的召喚中為了彌補這一點，便將身為美國國家支柱的歷代總統，視為一種禮裝，用以補強「愛迪生」這個概念。
頭部是獅子，身體是肌肉壯漢，和生前的形象完全不同。
寶具是等級EX的對民寶具－「Ｗ・Ｆ・Ｄ（World Faith Domination）」。
傑羅尼莫（聲：江川央生）
設計者：
北美大陸的原住民之一，阿帕契族的戰士，參見傑羅尼莫。
以與Caster不相稱的英勇傳說為傲。擁有熟練運用弓、槍、小刀等武器的技術。擅長近身戰鬥的奇異Caster。
為了捕捉傑羅尼莫所率領的35位阿帕契戰士，美國政府甚至動用了多達5000人的兵力。
寶具是等級B+的對軍寶具－「大地的創造者」，重現阿帕契族的傳說故事。
愛莉絲菲爾〔天之衣〕（聲：大原沙耶香）
設計者：；屬性：混沌·善，出自：Fate/Zero
Fate系列原創人物，為聖杯的終端，歸還到大聖杯中的嬰兒作為分靈化為Servant。
寶具是等級B的魔術寶具－「謳歌吧，白色聖杯（Song of Grail）」。
尼托克里絲（聲：田中美海）
設計者：
於古埃及第六王朝，短暫在位的魔術女王，參見尼托克里斯。
傳說中，當時的掌權者們謀殺了她深愛著的兄弟，而她在成功復仇，將他們都淹死後，隨即也結束了自己的生命。
寶具是等級B++的對軍寶具－「冥鏡寶典」。
安娜塔西亞（聲：原由實）
設計者：；屬性：中立·中庸
沙皇俄國羅曼諾夫王朝的末代皇女，沙皇尼古拉二世之女，參見阿納斯塔西婭·尼古拉耶芙娜·羅曼諾娃。
年僅17歲時即遭到布爾什維克黨人殺害，卻因「安娜塔西亞公主逃過一劫」的傳聞而在後世聞名。
在本作中和俄羅斯民間傳說中的精靈「Вий」簽訂了契約，是一位精靈使。
寶具是等級EX的精靈寶具－「疾走·精靈眼球」。
鶴小姐（聲：水橋香織）
設計者：Shaka P；屬性：中立·善
參見迦勒底。
小野小町（聲：木村珠莉）
設計者：
平安時代的歌人，六歌仙與三十六歌仙之一，以無與倫比的美貌聞名，與克麗奧佩特拉和楊貴妃並列為世界三大美女。參見小野小町。
寶具是等級B++的對軍寶具－「小町傳說・佳人薄命」。

#### Assassin
山中老人（聲：中田譲治）
設計者：
暗殺教團作為暗殺者（Assassin）成立之後，被視為是在「山之翁」轉為稱號之前誕生的，最初的哈桑‧薩巴赫。
但其餘18人的哈桑和教團的信徒也不知道這個人物的真實身分，同時也沒有任何實際存在過的證據。
據說會在某個時代的哈桑‧薩巴赫偏離正道時出現斷其首級的，傳說的暗殺者。也就是「殺死哈桑的哈桑」。
位於暗殺者頂點的冠位Assassin。自他捨棄冠位靈基後，冠位Assassin一職一直處於懸空狀態。
在第六特異點首次登場，甫登場就展現其神秘性與壓倒性的強大。第七特異點中未經世界的許可擅自出戰，透過捨棄冠位靈基、將其能量附加於劍上以賦予提亞瑪特「死」的概念，使之能被迦勒底一行人擊敗。
寶具是等級C的對人寶具－「死告天使」。
佐佐木小次郎（聲：三木真一郎）
設計者：，出自：Fate/stay night。
日本知名劍豪，年紀輕輕就將巖流鑽研到極致，被譽為所向無敵的天才劍士，參見佐佐木小次郎。
身為宮本武藏的宿敵而名留青史的劍士。
愛好花鳥風月，身披優雅披肩的風流之士。
寶具是等級不明的對人魔劍－「燕返」。
咒腕的哈桑（聲：稻田徹）
設計者：，出自：Fate/stay night。
起源於中東，暗殺教團的黨首。別名「山中老人」，是Assassin一詞的由來，尼查里派的傳說級頭目之一。
據說歷代山中老人共有18人，這位是其中一位，運用被詛咒的手臂咒殺對手，被賦予「咒腕」之名。
寶具是等級C的對人寶具－「妄想心音（Zabaniya）」。
絲忒諾（聲：淺川悠）
設計者：，出自：Fate/hollow ataraxia。
希臘神話中，戈爾貢三姊妹的長女，參見斯忒諾。
男性憧憬的體現，以完整「偶像」與「理想女性」之姿誕生的女神，猶如優雅高貴代名詞的美麗女性。
寶具是等級B的對人寶具－「女神的微笑（Smile of the Stheno）」，昇華後的女神魅力，能魅惑勇者使之成為俘虜。
荊軻（聲：田中敦子）
設計者：
中國戰國時代刺客，企圖暗殺秦始皇，但最終功虧一簣，參見荊軻。
說話古風的女性，黃湯下肚後會個性大變。
寶具是等級B+的對人寶具－「不歸匕首」。
夏爾·亨利·桑松（聲：宮野真守）
設計者：
代代在法國巴黎執行死刑的劊子手世家──桑松家第四代當主，參見夏爾·亨利·桑松。
在法國大革命這動盪的時代，為各階層的人執行死刑，發明了因人道主義而生的刑具『斷頭臺』。
一生中處決的人數多達2700人，高居世界第二。
寶具是等級A+的對人寶具－「死是邁向明日的希望（L'amour Espoir）」，斷頭臺的具現化。
歌劇魅影（聲：置鮎龍太郎）
設計者：
以十九世紀為舞台的小說《歌劇魅影》中登場的幽靈，參見艾瑞克 (歌劇魅影)。
右臉戴著可怖的骷髏面具，用唱歌的語調說話，把御主當成克莉絲汀對待，希望將御主培育成世界第一的歌手。
寶具是等級B+的對軍寶具－「『吾之情歌僅在地獄迴響』（Christine, Christine）」。
瑪塔·哈里（聲：種田梨沙）
設計者：
一次大戰時期活躍於世界暗處的荷蘭舞孃，參見瑪塔·哈里。
與歐洲多國軍政要人、社會名流都有關聯，最終在巴黎以德國間諜的罪名被法軍槍斃。
寶具是等級A的對軍寶具－「擁有陽眼之女（Mata Hari）」。
卡蜜拉（聲：田中敦子）
設計者：
匈牙利的鮮血伯爵夫人，歷史上殺人數量最多的女性連環殺手，參見巴托里·伊莉莎白。
「卡蜜拉」是小說家以巴托里·伊莉莎白為原型，創作出的虛構角色，在本作中等同於長大後的伊莉莎白。
女吸血鬼，以拷問和沐浴鮮血為樂，傳說中發明了拷問用刑具鐵處女。
寶具是等級C+的對人寶具－「幻想鐵處女」。
開膛手傑克（聲：丹下櫻）
設計者：，出自：Fate/Apocrypha。
世界著名的連續殺人犯，活躍在19世紀的英國倫敦，參見開膛手傑克。
五名女性慘遭其毒手，至今真實身分依然是個謎。由於開膛手傑克的真實身分不明，每次召喚都會召喚出不同形貌的開膛手傑克。
以Assassin的職階被召喚出來的她，是那些未曾誕生的嬰靈的怨念集合體，本人也不清楚自己是不是歷史上的「真兇」。
寶具是等級D+的對人寶具－「解體聖母（Maria the Ripper）」。
亨利·杰基尔&海德（聲：宮野真守）
設計者：，出自：蒼銀的碎片。
個性誠實的暗殺者，但會莫名的失去自信。是一位對自己心中潛藏的惡之關係與自我定位感到苦惱的英靈。
真名為亨利·傑基爾/愛德華·海德，蘇格蘭作家羅伯特·路易斯·史蒂文森的作品《化身博士》的角色。
寶具是等級C+的對人寶具－「悄密罪孽遊戲」，能將自身職階Assassin（傑基爾）轉換成Berserker（海德）。
謎之女主角X（聲：川澄綾子）
設計者：
名字疑為自稱而非真名。
來自神秘時空「從者宇宙」的異鄉之人。以剷除「Saber」職階為己任，見Saber就殺，光明正大地發動暗算的對Saber用決戰兵器。
寶具是等級EX的對人寶具－「無銘勝利劍（Himitsu calibur）」。
兩儀式（聲：坂本真綾）
設計者：，TYPE-MOON原創人物，出自：空之境界。
在變異特異點境界式中遇見的女性。和洋混搭的打扮，男性般的口吻，毫不猶豫的行動力。這一切都是日常中顯得由為突兀的異常。
由於擁有看得見死亡的特異體質，因此常遭遇各種奇怪事件並一一解決。雖然本人完全毫不知情，但她本身早已成為深夜中逍遙的都市傳說之一了。
寶具是等級EX的對人寶具－「唯識・直死之魔眼」。
Emiya〔Assassin〕（聲：小山力也）
設計者：；屬性：混沌·惡，出自：Fate/Zero。
使用M9刺刀與槍械為武器的暗殺者。
Fate系列原創人物，為Fate/Zero主角衛宮切嗣在平行世界中因成為仰止之守護者作為和在人理燒卻的特異點被仰止力召喚來的「假設」。
同英靈衛宮，頭髮由原來的黑色變為白色。
寶具是等級B+的對人寶具－「花開堪折直須折（Chronos Rose）」。
百貌的哈桑（聲：阿部彬名）
設計者：，出自：Fate/Zero。
起源於中東，暗殺教團的黨首。別名「山中老人」，是Assassin一詞的由來，尼查里派的傳說級頭目之一。
據說歷代山中老人共有18人，這位是其中一位，由於具備多方面的技能與豐富的知識，被賦予「百貌」之名。
其實是位擁有多重人格精神問題的人物，可隨意切換多重人格，自如地運用專業技能。
寶具是等級B++的對人寶具－「妄想幻象（Zabaniya）」。
酒吞童子（聲：悠木碧）
設計者：
日本平安時代，身居大江山的城中，通領鬼眾的頭領，參見酒吞童子。
散發出彷彿沉醉於音容吐息般的酒之芬芳，僅用視線就能令對象爛醉如泥。喜好美酒和帥哥的鬼。
寶具是等級B的對軍寶具－「千紫萬紅・神便鬼毒」。
風魔小太郎（聲：花江夏樹）
設計者：
日本戰國時代「風魔」一脈的忍者頭領，參見風魔小太郎。
與代表了日本忍者的伊賀、甲賀不同，關於「風魔」一脈的文獻十分稀少。
以大約15歲的年紀被召喚，性格純真的好青年，有些自卑。
寶具是等級B+的對軍寶具－「不滅的混沌旅團」。
靜謐的哈桑（聲：千本木彩花）
設計者：，出自：蒼銀的碎片。
起源於中東，暗殺教團的黨首。別名「山中老人」，是Assassin一詞的由來，尼查里派的傳說級頭目之一。
據說歷代山中老人共有18人，這位是其中一位，其肉體是劇毒的集合，被賦予「靜謐」之名。
寶具是等級C+的對人寶具－「妄想毒身（Zabaniya）」。
斯卡哈（Assassin）（聲：能登麻美子）
設計者：
出自於凱爾特神話，來自於異境與魔境“影之國”的女王。
身穿以紫色為主的比基尼泳裝。
寶具是等級B+的對人寶具－「蹴穿死翔之槍」。
克麗奧佩脫拉（聲：釘宮理惠）
設計者：
因其美貌而留存於歷史上的悲劇女王，克麗奧佩脫拉七世。
埃及托勒密王朝最後的女王，也是古埃及實質上最後的法老。
在諸多作品中，將她描寫成沉溺於愛情，將國家私有化的妖艷美女，但事實正相反。
她擁有極高的智慧，尤其是經濟手段可謂天才，是能通過指揮，令軍事實力較弱的托勒密王朝成為全世界屈指可數經濟國家的女性領袖。
寶具是等級A的對軍寶具－「終結破曉之蛇啊，降臨此處」。
新宿的Assassin（聲：岡本信彥）
設計者：
真名為燕青，屬於虛構人物。參見水滸傳。
以赤裸上身和黑色的長發與中國拳法流派之一的燕青拳一同顯現。
寶具是等級A的對人寶具－「十面埋伏·無影踪」。
不夜城的Assassin（聲：井澤詩織）
設計者：
對人的態度桀傲不遜，行為也是完全的自我中心。從根本上喜愛浮誇的童女。
真名為武則天，中國史上唯一的女皇帝。
寶具是等級B的對人寶具－「告密羅織經」。
Assassin·天堂（聲：佐倉綾音）
設計者：
以右眼以及全身都有部分的黑色布條的姿態顯現。
真名為望月千代女，日本戰國時期侍奉甲斐武田家的女忍者。参见望月千代女。
寶具是等級C的對人寶具－「通靈·伊吹大明神緣起」。
加藤段藏（聲：明坂聪美）
設計者：
日本戰國時期先後侍奉於越後上杉家、尾張織田家以及甲斐武田家的男忍者。参见加藤段藏。
以女性姿態顯現，全身以果心居士製造的人偶機關而成。
寶具是等級C的對兽寶具－「機關幻法·吞牛」。
赛米拉米斯（聲：真堂圭）
設計者：，出自：Fate/Apocrypha。
人類最古的毒殺者，同時也是傳說中的亞述女帝，參見賽米拉米斯。
職階是Assassin但也兼任Caster的職階。雖然喜歡頹廢而燦爛的東西，倒也不討厭樸素。
寶具是等級EX的對界寶具－「虛榮的空中庭園」。
岡田以藏（聲：吉野裕行）
設計者：，出自：Fate/KOHA-ACE。
幕末四大人斬之一，被稱為「人斬以藏」的劍術天才，參見岡田以藏。
向武市半平太學習劍術，並接受許多刺殺要人的委託，最後被逮捕並處死。
寶具是等級不明的對人魔劍－「始末劍」。
虞美人（聲：伊瀨茉莉也）
設計者：
中國前秦時期的美人，項羽的妻子。參見虞姬。
以A隊Crypter和Master的身份出現，並且以吸血鬼（精靈）的姿態顯現。
深愛著項羽，作為Master很弱。
寶具是等級C+的對軍寶具－「咒血屍解嘆歌」。
呼延灼（聲：石見舞菜香）
設計者：
虛構人物。參見水滸傳
以女性姿態顯現，與恩浦薩複合的從者。由於複合失敗的關係，所以時刻會向玩家撒嬌討誇獎。
寶具是等級B-的對軍寶具－「連環馬大嵐陣（Empousa Chain Tempest）」。
特斯卡特利波卡（聲：三上哲）
設計者：
阿茲特克神話中最重要的神祇之一，統轄阿茲特克傳說的第一太陽。與魁札爾科亞特爾是死敵。
寶具是等級B的對界寶具「第一太陽（First Sun Xibalba）」。

#### Berserker
赫拉克勒斯（聲：西前忠久）
設計者：，出自：Fate/stay night。
希臘神話中的大英雄，面臨十二個艱鉅考驗並全部克服，參見赫拉克勒斯。
因技能「狂化」而無法言語，但似乎還保有部分理智。
寶具是等級C～A+的寶具－「射殺百頭」。
蘭斯洛特（聲：置鮎龍太郎）
設計者：，出自：Fate/Zero。
圓桌騎士的一員，世人譽為最強圓桌騎士的『湖上騎士』，參見蘭斯洛特。
他與王妃桂妮薇兒的不倫之戀最終導致了卡美洛的毀滅，象徵亞瑟王傳說陰暗面的人物。
有著高強的武藝，即使精神已遭受狂化也能運用自如，理性已然消失，無法言語，名副其實的狂戰士。
寶具是等級A的對人寶具－「騎士不死於徒手」。
呂布奉先（聲：安井邦彥）
設計者：，出自：Fate/EXTRA。
《三國演義》中反覆無常的將領，數次背叛主公，參見呂布。
因為狂化，失去了理智與思考，不會表現出任何人性。諷刺的是，因為性質關係而很容易背叛御主的呂布，在遭受狂化後反而變得比較容易控制。
寶具是等級A的對人、對軍或對城寶具－「軍神五兵」。
斯巴達克斯（聲：鶴岡聰）
設計者：，出自：Fate/Apocrypha。
古代羅馬的劍鬥士，領導了人稱斯巴達克斯起義的奴隸戰爭，參見斯巴達克斯。
叛亂雖然遭到鎮壓，但他卻名垂青史，遭到壓迫的人們將其視為希望的象徵。
受到技能「狂化」影響，乍看似乎擁有正常的思考能力，措辭流暢高深，但他其實是無法正常交流的。
對反抗「壓迫者」和「上位者」一事興致勃勃，只要御主稍微表現出「很有御主模樣」的態度，便會積極地策劃叛亂。
寶具是等級A+的對人寶具－「傷獸的咆吼（Crying Warmonger）」。
坂田金時（聲：遊佐浩二）
設計者：
日本平安時代最強的神秘毀滅者，源賴光四天王之一。乳名為「金太郎」，參見坂田金時。
粗暴傲慢，看似十分危險，但其實是個重情重義的正義男子，精神年齡媲美小學低年級學生。
口頭禪是「GOLD」、「GOLDEN」，喜歡名字裡有「黃金」二字的事物，和顏色是黃金色的人或物。
技能「狂化」的等級相當低，幾乎看不到任何影響，可以正常與他交流。
寶具是等級C-的對人寶具－「黄金衝撃（Golden Spark）」。
弗拉德三世（聲：置鮎龍太郎）
設計者：，出自：Fate/Apocrypha。
羅馬尼亞的王與民族英雄，然而流傳後世的卻是吸血鬼「德古拉」之名，參見弗拉德三世及德古拉。
本次以「吸血鬼德古拉」的形象受到召喚，毫不留情地使用吸血鬼之力，狂化等級是EX，可以正常溝通。
寶具是等級C+的對人寶具－「血染的王鬼」。
阿斯忒里翁（聲：鳥海浩輔）
設計者：
阿斯忒里翁－－獲雷光之名的怪物（英雄），然而幾乎無人用這個名字稱呼他。
傳遍整個世界的是他的外號－－彌諾陶洛斯，意指彌諾斯王之牛。
希臘神話中，蹲踞在迷宮中的半人半牛怪物，嗜吃孩童。其實本性善良純真，但卻因怪物般的外貌而受到怪物般的對待，最終淪為真正的怪物。
說話雖然很不流暢，但仍可勉強溝通，遠比其他Berserker更為方便控制。
寶具是等級EX的迷宮寶具－「萬古不變的迷宮（Chaos Labyrinthos）」。
卡利古拉（聲：鶴岡聰）
設計者：
羅馬帝國第三代皇帝，帝國早期的暴君皇帝，克勞狄一世的侄兒，尼祿的叔父，參見卡利古拉。
起初是個受人愛戴的明君，但卻突然受到月亮的寵愛，自此墜入了瘋狂的深淵。在他遭到暗殺前的數年間，他以恐懼支配著帝國。
受到高等級的「狂化」影響，全能力都得以提升，但卻被剝奪了大部分理性。
寶具是等級C的對軍寶具－「吞噬吾心吧，月光（Flucticulus Diana）」。
大流士三世（聲：安井邦彥）
設計者：
波斯阿契美尼德王朝最後的帝王，亞歷山大三世的對手，參見大流士三世。
有著超過三公尺的巨體、絲毫不畏敵人的狂戰士。雖然散發著王者的氣息，但由於被很高的「狂化」技能影響，其人性已灰飛煙滅。
寶具是等級A+的對軍寶具－「不死的一萬騎兵」。
清姬（聲：種田梨沙）
設計者：
身穿和服手持和扇的青髮少女，技能「狂化」的等級EX，Berserker職階中少數保有理性和說話能力的特例（本人亦有自覺，並表示自己已先因愛瘋狂故不受狂化影響）。
日本民間傳說「安珍與清姬」的女主角，雖原為人類，但因傳承之故擁有龍的屬性
具有病嬌和跟蹤狂屬性，把御主視為安珍轉世，將御主當成自己的夫君，會擅自躲在御主房間的其中一人。
寶具是等級EX的對人寶具－「轉身火生三味」。
血斧埃里克（聲：安井邦彥）
設計者：
手持血斧的維京王，參見血斧埃里克。
西元十世紀時期支配挪威的王，據說即位時殺害了所有的兄弟姊妹。
狂化達到B級，因此基本上不可能與其溝通，但身為他妻子的魔女貢希爾德有時會利用丈夫當傳聲筒來說話。
寶具是等級B的對人寶具－「血染的加冕儀式」。
玉藻貓（聲：齋藤千和）
設計者：
九尾狐玉藻前經過千年鍛鍊，提升神格後，恢復成原來一尾時所切下的八條尾巴之一，具有獨立人格。
不知道她在做什麼，也不知道她想做什麼，根本就是一隻充滿野性的貓。只對好吃好玩的有興趣，天天享受著自由自在的狩獵生活。
寶具是等級D+的對人寶具－「璀璨日光午睡宮酒池肉林」。
弗蘭肯斯坦（聲：野中藍）
設計者：，出自：Fate/Apocrypha。
瑪莉·雪萊的小說《科學怪人》中的登場角色，參見弗蘭肯斯坦的怪物。
維克多·弗蘭肯斯坦創造的人工生命體，披著婚紗的女性怪物。幾乎無法言語，但保有部分理智。
寶具是等級D～B+的對軍寶具－「磔刑雷樹」。
貝奧武夫（聲：中井和哉）
設計者：
英語文學中最古老的敘事詩－－《貝奧武夫》的主角，參見貝奧武夫。
技能「狂化」的等級極低，保有理性，能夠進行高等的對話。
寶具是等級A+的對人寶具－「源流鬥爭」。
佛蘿倫絲·南丁格爾（聲：澤城美雪）
設計者：
護士與醫療體制之創辦者，以奉獻與獻身為信條的「克里米亞的天使」，參見佛蘿倫絲·南丁格爾。
身穿紅色軍服的女性，信念至上的女人。從不感到挫折，擁有堅強的精神。
由於其精神與「狂化」技能融合，根本不會好好聽人說話。說話時表情平靜，但由於所有的話都是「對自己」說的，所以很難進行交流。
寶具是等級C+的對軍寶具－「我誓根絕萬千毒害（Nightingale Pledge）」。
庫夫林〔Alter〕（聲：神奈延年）
設計者：
凱爾特神話中半人半神的英雄，參見庫夫林。
赤枝騎士團的成員，阿爾斯特最強的戰士，憑藉著異界「影之國」女王斯卡薩哈所授予的無敵魔槍威名遠揚。
受到聖杯的影響，不同尋常地以Berserker現世，性格也有了反轉。
寶具是等級A的對人寶具－「死牙之獸的噬碎」。
源賴光（聲：戶松遙）
設計者：
日本平安時代中期武將，亦是賴光四天王的統領，參見源賴光。
傳說中消滅了「酒吞童子」、「京的大蜘蛛」、「牛鬼」等諸多怪異，被譽為平安時代最強的「神秘」殺手。
史實中是男性，但本作中卻是女性。穿著紫色系服裝的女武士，以日本刀和弓箭為武器。
由於身懷鬼的血統而擁有Berserker的資質，保有完整的理性，但其精神卻因為鬼之血的污濁，以及異常的母性愛表現，導致道德面出現異常。
寶具是等級B++的對軍寶具－「牛王招雷・天網恢恢」。
茨木童子（聲：東山奈央）
設計者：
日本平安時代，出現在京的為非作歹的鬼之一，被視為棲息於大江山的酒吞童子的部下，參見茨木童子。
由於身懷鬼的血統，而不被狂化技能所影響。以金髮少女之姿被召喚，本人認真的演繹著「鬼」該有的形象，但個性其實保守又膽小。
寶具是等級B的對軍寶具－「羅生門大怨起」。
謎之女主角X〔Alter〕（聲：川澄綾子）
設計者：
名字疑為自稱而非真名。
來自神秘時空「從者宇宙」的異鄉之人。以剷除「謎之女主角X」為己任的「對·對Saber用決戰兵器」。
寶具是等級A+的對人寶具－「黑龍雙剋勝利劍（Cross calibur）」。
土方歲三（聲：星野貴紀）
設計者：
穿著洋服的男性，以武士刀和步槍作為武器，亦是少數能保有理性和說話能力的狂戰士。
幕末時代新選組的副長，有著「鬼之副長」的稱號，參見土方歲三。
寶具是等級C+的對人寶具－「不滅之誠（しんせんぐみ）」。
茶茶（聲：阿澄佳奈）
設計者：
織田信長的侄女，同時也是豐臣秀吉的側室。參見淀殿。
金錢觀極差，是個任性又淘氣的公主。
並非全盛時期的姿態，而是以幼女的姿態顯現。
寶具是等級C的對城寶具－「绚烂魔界日轮城」。
黃金國的Berserker（聲：嶋村侑）
設計者：
以少女姿態顯現的女王，同時也是強悍的野性女戰士。
平常能夠正常交流，但只要碰觸到某個開關就會理智斷線，變成真正的Berserker。
真名為彭忒西勒亞，特洛伊戰爭後期參戰的亞馬遜女王。
寶具是等級B的對人寶具－「在我的憎恨下邁向盡頭吧英雄」。

### 额外职介

#### Ruler
貞德（聲：坂本真綾）
設計者：，出自：Fate/Apocrypha。
英法百年戰爭中，引導法军走向勝利的少女英靈（聖女貞德），以額外職階（Extra Class）——裁定者（Ruler）的身份出場。
寶具是等級A的結界寶具－「吾主在此（Luminosite Eternelle）。
天草四郎（聲：内山昂輝）
設計者：，出自：Fate/Apocrypha。
為日本江户时代的民間起義島原之亂的反叛军領袖，參見天草四郎時貞。
職階為Ruler的由來是Fate/Apocrypha中艾因茲貝倫家族為獲得勝利，私自違規召喚出來的非正規從者。
寶具是等級EX的對軍寶具－「雙腕·零次集束（Twin Arm・Big Crunch）」，為「右腕‧惡逆捕食」與「左腕‧天惠基盤」的混用增強版本。
瑪爾大（聲：早見沙織）
設計者：，出自：Fate/Grand Order原創（活動出場）。
西元一世紀的聖女瑪爾大，其穿上了泳裝，使用拳頭戰鬥的姿態。原本就擁有Ruler的資格。
寶具是等級A的對人或對龍寶具－「狂暴的悲哀之龙啊（Tarasque）。
夏洛克·福爾摩斯（聲：水島大宙）
設計者：
世界聞名的名偵探，出自知名作家柯南·道爾笔下，參見夏洛克·福爾摩斯。
不是以作為福爾摩斯的原型被傳承下來的約瑟夫·貝爾教授、亚瑟·柯南·道尔本人、世界上最早的偵探佛朗科斯·尤根·维多克等形式，而是以一系列小說作品中的主人公的姿態現界。
寶具是等級B的對人或對界寶具－「這是初步的推測，朋友（Elementary My Dear）。

#### Avenger
安哥拉曼紐（聲：寺島拓篤）
設計者：，出自：Fate/hollow ataraxia。
第三次聖杯戰爭中，艾因兹貝倫家為獲取勝利召喚出的聖杯戰爭中不存在的第八職階——復仇者（Avenger）。
安哥拉.曼紐乃古波斯的拜火教中，與善神「阿胡拉馬茲達」對立的惡神之名，但被召喚出來的這位只是冠有其名的普通人類青年。
自稱「最弱從者」，乃專門用於殺害人類而存在的英靈，但面對「英靈」這種非人類的存在毫無戰鬥力，名副其實的最弱從者。
寶具是等級C-的對人寶具－「偽寫記載之萬象（Verg Avesta）」。
貞德〔Alter〕（聲：坂本真綾）
設計者：
真名為貞德，受到怒火支配的聖女，加上吉尔·德·雷對聖杯許願，誕生了原本不可能存在於世上的英靈，對法國進行復仇的龍之魔女。
寶具是等級A+的對軍寶具－「咆哮吧！我的憤怒（La・Grondement・Du・Haine）」。
巖窟王 愛德蒙·唐泰斯（聲：島﨑信長）
設計者：
法國大文豪大仲马所著小說《基督山伯爵》中的主角，世界最高知名度的復仇者。
他的人生嚴酷激烈，隱藏真實身分的復仇劇，以及經歷了苦惱與後悔，最終悔改的過程，獲得世界各地人們的喝彩。
本作中是位青年。
寶具是等級A的對軍寶具－「猛虎啊、閃耀地燃燒吧（Enfer, Château d'If）」。
此外，巖窟王也有在型月的其他作品中登场比如Melty Blood: TYPE LUMINA。
戈爾貢（聲：淺川悠）
設計者：
希臘神話中，戈爾貢三姊妹的么妹，本來的真名是美杜莎，參見戈爾貢與美杜莎。
美杜莎受到詛咒後成長為真正的怪物，這是她身為怪物時的醜惡姿態。
寶具是等級A+的對軍寶具－「強制封印・萬魔神殿」。
新宿的Avenger（聲：竹内良太）
設計者：
騎著巨狼的無頭騎士。
真名為黑森與羅伯（ヘシアン・ロボ），兩「人」一組的從者。
狼王羅伯出自欧尼斯特·汤普森·西顿所著小说我所知道的野生动物，是一匹入侵多處牧場，殺死許多牲畜的灰狼，有著在五年內殺死了兩千頭牛的傳聞，又或者是一晚上殺死將近兩百五十頭羊。
黑森傭兵是18世紀，受英國雇用的德國傭兵組織。而這一位則是在小說《沉睡谷傳奇》和电影沉睡谷中，因失去頭顱而在沉睡谷不斷徘徊的無頭騎士杜拉罕。
寶具是等級C的對人寶具－「致遙遠之人的斬罪（Frieren Scharfrichter）」。
安東尼奧・薩里耶利（聲：關俊彥）
設計者：
18世紀的維也納音樂家，參見安東尼奧·薩里耶利。
曾經是宮廷樂長，本該是人人敬仰的音樂家，他將眾多音樂家以及他們的孩子變成了弟子。其中還包括莫扎特的第一弟子蘇斯邁爾，莫扎特的兒子李奧波德·莫札特以及音乐家貝多芬、钢琴家李斯特、音乐家舒伯特、钢琴家胡梅尔、钢琴家车尔尼等人。
但是在1820年代，「莫扎特死於薩里耶利之手」的傳聞傳遍了全世界，人們已不顧事實真相是否與傳聞不同，便編織出了「被神寵愛的天才，以及深深地憎恨他奪走了他性命的庸才」的殘酷故事。
於是從者化的薩里耶利受到了傳聞扭曲，成為了與生前不同，執著於對莫札特復仇的反英靈。
寶具是等級C的對軍寶具－「至高的神啊，請賜予吾憐憫」。
平景清（聲：早見沙織）
設計者：
出自於日本“平家物語”，名為上總的惡七兵衛景清。
以源义经的姿态显现，但和源义经不同的是景清对源氏的敌意。
寶具是等級B+的對人寶具－「諸行無常·盛者必衰（Shogyoumujou Joushahissui）」。

#### Alterego
- 為Fate/EXTRA CCC初次登場的職階。本遊戲在Fate/EXTRA CCC×Fate/Grand Order 合作活動「BB醬的逆襲／在電子之海相會吧！」開始實裝。

帕森莉普（熱情迷唇）（Passionlip，聲：小倉唯）
設計者：，出自：Fate/EXTRA CCC。
Fate系列原創人物，愛恨的Alterego，有著超巨大的雙腕和超雄偉的爆乳特徵，超破壞型的人工從者。實際為BB創造出來的Alter Ego之一。
寶具是等級C的對人寶具－「即便死亡將你我分離」。
溶解莉莉絲（Meltlilith，聲：早見沙織）
設計者：，出自：Fate/EXTRA CCC。
Fate系列原創人物，快樂的Alterego，有著超強韌而且如同尖銳針刺般的雙腳和重視機能美的身軀特徵，超攻擊型的人工從者。實際為BB創造出來的Alter Ego之一。
但在《Fate/Grand Order》已經弱化許多，不像《Fate/EXTRA CCC》那麼強大。
寶具是等級EX的對人寶具－「弁財天五弦琵琶」。
殺生院祈荒（聲：田中理惠）
設計者：，出自：Fate/EXTRA CCC
Fate系列原創人物，真言立川密宗的尼姑。遊戲實裝以Alter Ego的身份登場。
寶具是等級EX的對人寶具（原對人理寶具）「快樂天・胎蔵蔓茶羅（アミダアミデュラ・ヘブンズホール）」。
帝王花（聲：潘惠美）
設計者：，出自：Fate/EXTRA CCC Foxtail
Fate系列原創人物，渴愛的Alterego，有著巨大的靈基以及會無限成長的身軀。實際為BB創造出來的Alter Ego之一。
精神年龄约为14岁，给人保守消极脆弱虚幻的少女印象。但由于对爱十分贪婪，边表现出晚熟的行为，边强有力地行动，是个喜欢身体接触的少女。
寶具是等級E的對人寶具－「巨影，現於生命之海」。
蘆屋道滿（聲：森川智之）
設計者：
日本平安時期的陰陽師，與安倍晴明對立。參見蘆屋道滿。
敵視於迦勒底，經常陷害迦勒底，但回應迦勒底召喚後，經常被清少納言霸凌。
與阿茲特克神話的女神伊茲帕帕羅特、斯拉夫神話的惡神切爾諾伯格以及平安時代日本的怨靈「惡靈左府」複合而成的從者。
寶具是等級B的對城寶具－「狂瀾怒濤·惡靈左府（Kyourandotou Akuryousafu）」。
徐福（聲：和多田美咲）
設計者：
中國前秦始皇帝的臣子，被委託到日本尋找長生不老藥。參見徐福。
虽然平时很阴郁，但在虞美人或马修面前态度会转变。
寶具是等級C++的對人寶具－「此物乃不老不死之靈藥是也＜騙人的＞」。

#### Moon Cancer
BB（聲：下屋則子）
設計者：，出自：Fate/EXTRA CCC
Fate系列原創人物。
寶具是等級A的對人寶具－「Ｃ.Ｃ.Ｃ.」。

#### Foreigner
阿比蓋兒·威廉斯（聲：大和田仁美）
設計者：
美國知名女巫審判事件「塞勒姆審巫案」中的原告，後世留有魔女的軼聞。
金髮碧眼的12歲少女，虔誠的清教徒，是個可愛的純潔女孩。作為「Foreigner」的職階登場，能夠運用外神的能力。
寶具是等級EX的對人寶具－「光殼滿溢的虛樹」。
葛飾北齋（聲：尤加奈）
設計者：
日本江户时代後期的浮世绘畫師，和女兒應為一起，以兩人一組的從者形式登場。
揮動畫筆作為武器，滿口江戶方言的豪放少女。作為「Foreigner」的職階登場，能夠運用舊日支配者的能力。
寶具是等級A的對軍寶具－「富嶽三十六景」。
楊貴妃（聲：佳村遙）
設計者：
中国唐朝的皇帝唐玄宗著名的寵妃，為中國古代四大美人之一及世界三大美女的其中之一。
使用樂器作為武器。作為「Foreigner」的職階登場，能夠運用舊日支配者的能力。
寶具是等級B+的對人/對國寶具－「霓裳羽衣 比翼連理」。
謎之女主角XX（聲：川澄綾子）
設計者：
出身於從者宇宙的宇宙刑警，為破壞從者的慶典而來，外貌酷似阿爾托莉雅。
寶具是等級EX的對人寶具「蒼輝銀河即宇宙」。
旅行者（聲：井口裕香）
設計者：，出自：Fate/Requiem。
由美國太空總署所發射的太空探測器旅行者1號和旅行者2號兩者的概念所誕生的英靈，類似童謠。
寶具是等級B的對星寶具「遙遠的藍色星球啊」。
阿比蓋兒·威廉斯〔夏〕（聲：大和田仁美）
設計者：
阿比蓋兒·威廉斯穿上泳裝後的樣子，與一般的她無異。
寶具是等級A的對人寶具「遙遠的幻夢境」。
梵高（聲：高橋花林）
設計者：
著名的十九世紀歐洲畫家，靈基只有5%是梵高本身，能夠運用舊日支配者的能力。
寶具是等級EX的對人寶具「星月夜」。
謎之女主角X〔Alter〕（聲：川澄綾子）
設計者：
出身於從者宇宙的反派，之後被謎之女主角X殺死，因此視其為宿敵。
寶具是等級B的對人寶具「煌彩幻奏霸道劍」。
雅克·德·莫萊（聲：青木志貴）
設計者：
聖殿騎士團最後一任大團長，最終被處以火刑，能夠運用舊日支配者的能力。
寶具是等級A的對人寶具「13號星期五」。
暗之高揚斯卡婭（聲：齋藤千和）
設計者：ワダアルコ
為高揚斯卡婭黑暗的一面 ，參見敵方勢力。
寶具是等級C的對界寶具「雷天日光·禍音星落火流錘」。
庫庫爾坎（聲：諏訪彩花）
設計者：廣江禮威
魁札爾科亞特爾在瑪雅的名字。南美異聞帶之王。
真正身份是ORT的核心的化身。由於她本身就是ORT，因此擁有破格的戰鬥力。
寶具是等級EX的對界寶具「星從宇宙降下（Last Sun Xibalba）」。

#### Pretender
奧伯隆（聲：豐永利行）
設計者：
表面身份是莎士比亞的作品《仲夏夜之夢》中的妖精王；真正身份卻是卻是亞瑟王前半生的宿敵卑王伏提庚，是毀滅不列顛異聞帶的終末裝置。
寶具是等級EX的對界寶具「墜落於彼方的夢之眼瞳」。
赫費斯提翁（聲：大地葉）
設計者：，出自：艾梅洛閣下II世事件簿。
征服王伊斯坎達爾最愛的心腹，而真正的赫費斯提翁是她的哥哥，她只是一名同樣在伊斯坎達爾轄下的一名無名手下。
寶具是等級C+～A+的對軍寶具「魔天之車輪」。
阿瓦隆女士（聲：川澄綾子）
設計者：，出自：Fate/Prototype 。
真名為梅林，為泛人類史中的他，性格和經歷幾乎與異世界中的梅林一樣。
寶具是等級A的對人寶具「於彼方招手的理想鄉」。
九紋龍伊麗莎（聲：大久保瑠美）
設計者：ワダアルコ
匈牙利的伯爵夫人伊麗莎白·巴托里和水滸傳角色史進結合後的從者，於萬聖節的水滸傳活動中初登場。
寶具是A-的對宋寶具「九大青龍姬·流星天！」。

## 迴響
在本作中，除了從者之外，也有一些NPC角色受到歡迎，例如1.5部亞種特異點IV《異端塞勒姆》中登場的拉維妮亞·維特利，2019年的Wonder Festival上就展出以她為主的手辦，並且Hobby Japan在2020年3月限時發售她的手辦。此外，在《冥界的聖誕快樂》和《Battle in New York 2019》中登場的杜木兹，2020年也推出以他為主的毛絨玩偶。
根據Delightworks第4製作部代表淺沼拓志在2018年的某次訪談中所述，特定角色在某些國家會引發熱烈迴響，例如Caster職介的庫·丘林在美國的受歡迎程度高。